# Bronzi rituali cinesi
A partire dal 1650 a.C. circa, vasi di bronzo riccamente decorati furono depositati come corredo funerario nelle tombe dei reali e della nobiltà durante l'Età del bronzo cinese: le evidenze archeologiche arrivano sino ad oltre 200 pezzi in un'unica tomba reale. Venivano prodotti per un individuo o un gruppo sociale per essere utilizzati nelle libagioni agli antenati e ad altre divinità o spiriti presso i templi di famiglia o le sale funerarie cerimoniali, i.e. per il banchetto funebre che riuniva la famiglia, viva o morta che fosse. I dettagli di queste cerimonie ci sono pervenuti dai primi documenti scritti cinesi. Alla morte del proprietario di un bronzo rituale, questo veniva deposto nella sua tomba come strumento esoterico per omaggiare il defunto nell'aldilà. Altri esemplari di bronzi furono invece espressamente realizzati per il corredo funebre ed in questa veste sono giunti sino a noi.
Probabilmente, questi bronzi rituali cinesi non venivano usati per mangiare e bere, rappresentando versioni più grandi ed elaborate dei tipi realmente utilizzati a questo scopo, oltreché manufatti con materiali preziosi. Molte delle forme passarono anche nella ceramica cinese che le conserva e riproduce ancora oggi con chiaro intento antiquario. Oltre ai vasi, anche le armi ed alcuni altri oggetti venivano realizzati in speciali forme rituali. Un'altra classe di oggetti rituali, probabilmente la più apprezzata di tutte, comprendenti anche le armi, era quella realizzata in giada, utilizzata per strumenti e armi rituali fin dal 4500 a.C. Nel loro insieme, il bronzo e la giada furono sempre preferiti dai cinesi quali medium rituali rispetto ai per loro più grezzi ferro e pietra.
Almeno inizialmente, la produzione del bronzo in Cina fu con buona probabilità controllata dal sovrano che donava il metallo informe ai suoi nobili quale segno di favore. La tecnologia della produzione del bronzo fu descritta nell'opera miscellanea 考工記T, 考工记S, Kao Gong JiP, lett. "Registrazione di una recensione di [varie] opere", compilato tra il V e il III secolo a.C.

## Utilizzo

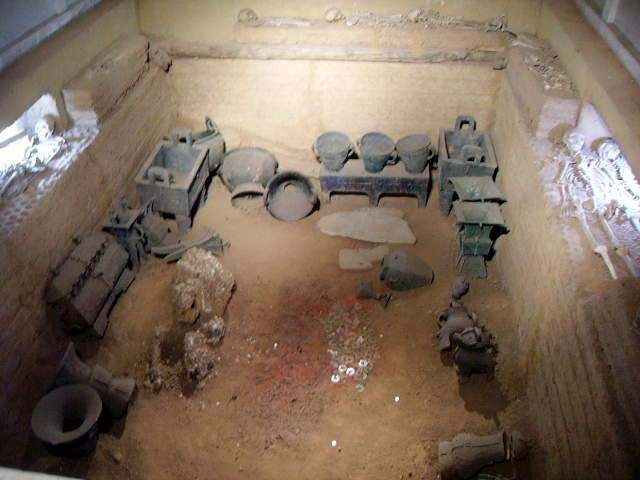
Fossa funeraria presso la c.d. "Tomba di Fu Hao".

I "Bronzi rituali" (zh. 青銅器T, 青铜器S, Qīng Tóng QìP, Ch'ing T'ong Ch'iW) sono alcuni dei pezzi più importanti dell'antica arte cinese, tanto apprezzati ed importanti da essere gestiti tramite un apposito catalogo dedicato nelle collezioni d'arte degli Imperatori della Cina. L'età del bronzo cinese iniziò durante la semi-mitica dinastia Xia (c. 2070–1600 a.C.) e contenitori rituali in bronzo costituiscono la maggior parte delle collezioni d'antichità cinesi con un apice durante la protostorica dinastia Shang (c. 1600–1046 a.C.) e la prima fase della dinastia Zhou (1045–256 a.C.), c.d. "dinastia Zhou occidentale".
La maggior parte degli antichi manufatti cinesi in bronzo sopravvissuti (strumenti o armi che siano) sono pertanto esemplari rituali e non d'uso pratico. Le armi (pugnali e scuri) avevano un significato sacrificale, a simboleggiare il potere celeste del sovrano, e per questo erano incluse nel corredo. Le forti associazioni religiose degli oggetti in bronzo fecero nascere un gran numero di tipi e forme di vasi, ad un tempo "classici" per la forma e "totemici" per l'utilizzo, poi mutuati da altri media, come la porcellana cinese, nei periodi successivi dell'arte cinese.
I Tre riti (zh. 禮經T, 礼经S, LǐjīngP) degli Zhou, uno classici della letteratura cinese, descrivono minuziosamente chi era autorizzato a usare quali tipi di vasi sacrificali e quanto: il Re di Zhou (zh. 王T, WángP o 國王T, Guó WángP) usava 9 ding e 8 vasi gui; un duca poteva usare 7 ding e 6 gui; un barone poteva usare 5 ding e 3 gui; e un visconte poteva usare 3 ding e 2 gui. Fatte queste premesse, i reperti archeologici rinvenuti nei sepolcri dei monarchi del tempo testimoniano un ricorso addirittura smodato ai bronzi rituali:  la Tomba di Fu Hao, regina Shang insolitamente potente, consorte di re Wu Ding († 1265 a.C.), conteneva una collezione di oltre 2000 vasi rituali le cui dimensioni, oltretutto, risultano significativamente maggiori rispetto a quelli del corredo d'un nobile a lei contemporaneo! Questa manifesta ostentazione di elevato status sociale, applicata ad un corredo funebre, testimonia la volontà della defunta di presentarsi al cospetto dei suoi antenati e degli altri spiriti dell'oltretomba in tutto il suo splendore. Molti dei pezzi di Fu Hao erano fusi con iscrizioni che utilizzavano la forma postuma del suo nome, ad ulteriore riprova della loro realizzazione finalizzata al corredo funebre.

## Storia e metallurgia

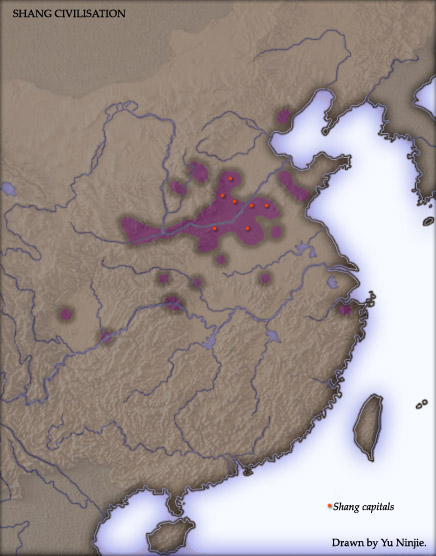
Localizzazione dei principali siti della dinastia Shang in Cina.

I bronzi rituali cinesi contengono tipicamente tra il 5% e il 30% di stagno e tra il 2% e il 3% di piombo. L'origine dei minerali e/o dei metalli utilizzati nell'allora Cina protostorica è un argomento di ricerca attuale e molto sentito.
I primi manufatti in metallo (bronzo) sul territorio dell'attuale Cina datano alla Cultura di Majiayao (3100–2000 a.C.) nella Contea autonoma di Dongxiang (Gansu), Cina del Nord, un territorio che solo a distanza di secoli sarebbe stato interessato da una sinicizzazione vera e propria durante l'espansione dello stato di Qin (778–207 a.C.). La Majiayao, in realtà una delle Culture neolitiche cinesi, importò o ricevette i manufatti bronzei dai popoli non-cinesi della steppa eurasiatica, per es. la Cultura di Afanasevo (Siberia).
La metallurgia indigena del bronzo cominciò invece in Cina, apparentemente in modo autonomo, presso i siti della Cultura di Erlitou (2000–1500 a.C.), vicino Yanshi (Henan), lungo il corso inferiore del Fiume Giallo, secondo alcuni un sito della semi-mitica dinastia Xia e secondo altri della dinastia Shang. Ad Erlitou furono fabbricati i primi utensili e le prime armi cinesi in bronzo. Come valso per altre civiltà antiche (Egitto, Mesopotamia, Indo), gli insediamenti di Erlitou prima e quelli propriamente Shang poi sorsero nelle valli fluviali per necessità correlate all'introduzione dell'agricoltura intensiva. In Cina, tali aree mancavano però di giacimenti minerari e richiedevano l’importazione di materiale metallurgico.
Come anticipato, i bronzi rituali Shang contengono tipicamente oltre il 2% di piombo, a differenza dei prodotti in rame giunti in Cina dalla steppa eurasiatica, mentre i bronzi pre-Shang non contengono gli isotopi radiogenici del piombo. Gli studiosi hanno pertanto cercato di determinare la provenienza dei minerali basandosi sul contenuto di piombo e sull'analisi degli isotopi in tracce. Nel caso dei bronzi del periodo Shang, in vari siti, dal primo al tardo periodo Shang, numerosi campioni della lega di bronzo sono caratterizzati da un elevato contenuto di isotopi di piombo radiogenico (derivato sia dal decadimento dell'uranio sia del torio), a differenza dei minerali di piombo cinesi nativi più conosciuti. Le potenziali fonti del minerale includono i Qinling, l'imponente catena montuosa che si estende da est ad ovest nella parte meridionale della provincia dello Shaanxi, la limitrofa area del Medio e Basso Yangtze e la Cina sud-occidentale. Alcuni studiosi hanno anche avanzato la tesi che minerale o metallo sia stato importato dall'Africa, sulla base di potenziali corrispondenze isotopiche, ma molti altri la contestano e respingono.
Il modello di circolazione dei metalli rivelato dall'esistenza di piombo altamente radiogenico rimane controverso, in parte perché le fonti di piombo radiogenico potrebbero non essere così rare in Cina come si pensava inizialmente ma anche perché diverse firme isotopiche del piombo non significano necessariamente diverse posizioni geografiche, bensì la presenza di sacche di piombo radiogenico entro un giacimento di piombo non radiogenico. Una recente analisi compositiva ha suggerito che i metalli utilizzati per fabbricare i bronzi rituali cinesi derivassero dall'estrazione di minerali progressivamente più profondi in depositi vicini a dove furono rinvenuti molti di questi bronzi, e mette in discussione le interpretazioni del cambiamento sociale, culturale e tecnologico durante l'era del bronzo cinese, caratterizzata dall'acquisizione di metalli da regioni disparate.

## Tecnologia di fusione

### Colata in sabbia

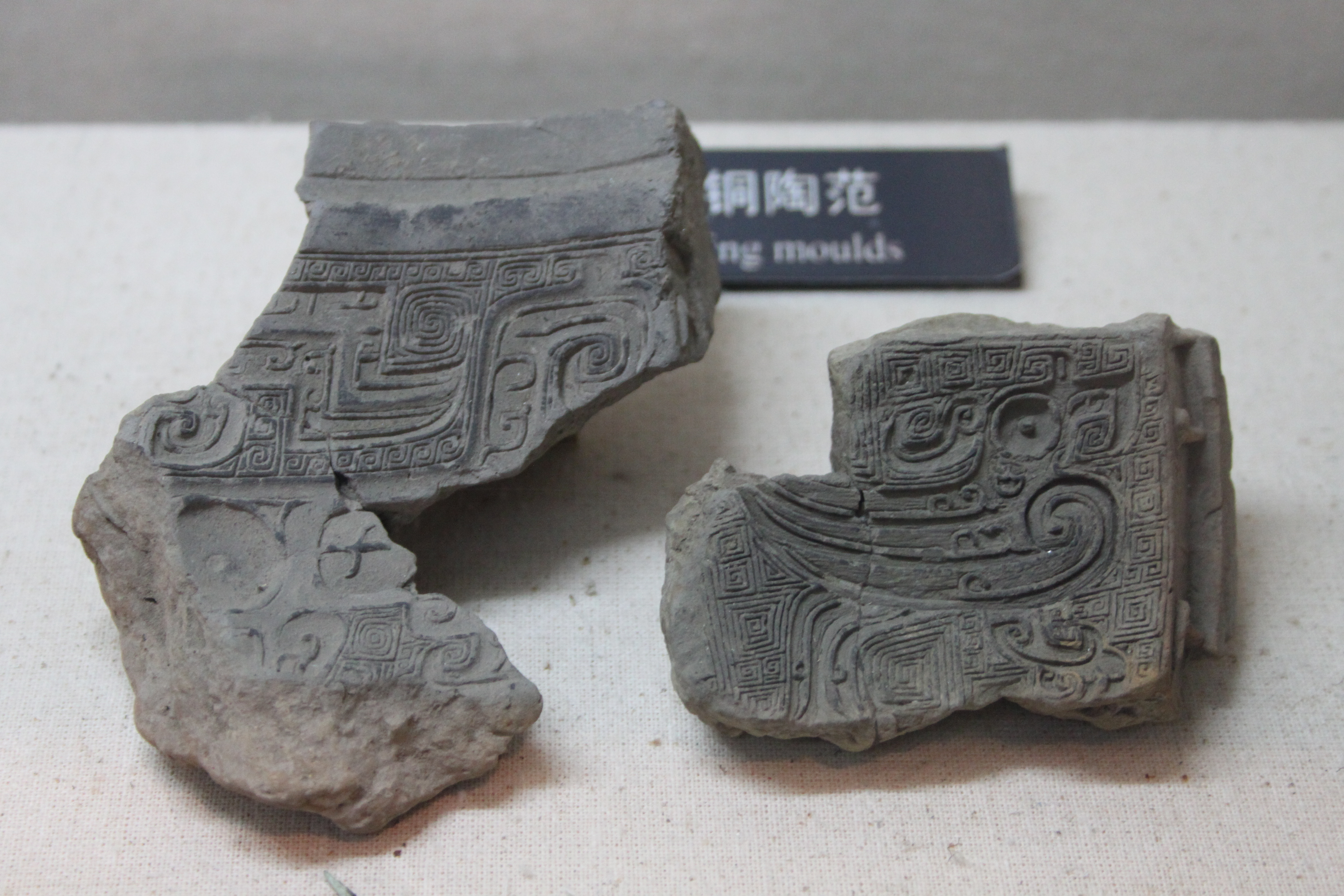
Stampi in ceramica Shang, c. 1200 a.C.

Dall'età del bronzo alla dinastia Han (206 a.C.–220 d.C.), la tecnica principale utilizzata nell'antica Cina per fondere vasi rituali, armi e altri utensili era la fusione in pezzo unico tramite il procedimento che sarebbe poi stato definito "colata in sabbia".

Lo stampo a sezione da utilizzarsi per la colata poteva essere realizzato in due modi: (i) uno stampo in argilla attorno al modello dell'oggetto da colare, poi rimosso in sezioni; o (ii) senza modello, si crea uno stampo all'interno di un contenitore rivestito d'argilla e lo si stampa con la finitura desiderata. In entrambi i casi, le parti dello stampo vengono cotte e poi ri-assemblate. Vengono quindi realizzati i getti di argilla e le parti rimosse. La fusione di argilla risultante sembra un prodotto finito, viene lasciata asciugare e quindi limata per formare un nucleo. Ciò stabilisce lo spazio di colata, che determina lo spessore del prodotto finito. Le parti vengono quindi ri-assemblate attorno al nucleo e le parti vengono fuse. Gli stampi in argilla vengono poi frantumati e le fusioni finite vengono rimosse e lucidate con abrasivi per ottenere una finitura lucida. Il numero di parti in cui veniva tagliato lo stampo dipendeva interamente dalla forma e dal design dell'oggetto da colare.

### Fusione
La fusione è un'antica tecnica metallurgica cinese utilizzata per fissare manici prefabbricati e altri piccoli accessori agli oggetti in bronzo più grandi. Questa tecnica era in uso già nell'Età del bronzo, prima nella Cina del Sud e poi nella regione dello Shanghe delle pianure centrali. L'importanza della fusione nella produzione di ornamenti personali è che viene utilizzata per creare le catenelle di bronzo di collegamento tra i vari pezzi.

### Fusione a cera persa
Le prime prove archeologiche della fusione a cera persa in Cina, rinvenute in un cimitero dello stato di Chu (attuale Contea di Xichuan, nel Henan), la datano al VI secolo a.C.: ivi un Jin in bronzo, prodotto con la tradizionale colata in sabbia, risulta impreziosito dall'aggiunta di maniglie decorate a traforo, prefabbricate con una fusione a cera persa e successivamente attaccate al pezzo. La tecnica giunse in Cina dal Vicino Oriente antico, i.e. il confine occidentale estremo del mondo sinico ove tale processo ebbe origine e prosperità, ma non è chiaro esattamente quando e come.
La fusione a cera persa era più adatta per produrre manufatti decorati con sottosquadri profondi e disegni traforati rispetto al processo di stampaggio tramite il quale la gestione di ricche decorazioni risulta complicata nella fase di rimozione dello stampo. Sebbene il processo mediorientale non sia mai stata utilizzata per realizzare vasi di grandi dimensioni, divenne sempre più popolare in Cina tra la fine del dominio Zhou (i.e. Periodo degli Stati Combattenti, 453–221 a.C.) e l'Epoca Han (206 a.C.–220 d.C.) in ragione degli squisiti, opulenti esemplari realizzati: es. i pezzi inclusi nel corredo della Tomba del marchese Yi di Zeng, la più ricca fonte di bronzi rituali cinesi dopo la Tomba di Fu Hao.
Il processo di fusione a cera persa era inoltre economicamente più vantaggioso nella fusione di piccole parti rispetto alla fabbricazione in stampo perché la quantità di metallo utilizzato era più facile da controllare.
Nella lavorazione a cera persa, l'oggetto da fondere viene prima modellato. La cera, facile da modellare e intagliare nonché solubile nelle condizioni adeguate, fu il materiale più comunemente utilizzato per questo scopo fin dall'Antichità. Il modello in cera viene poi rivestito con argilla per formare lo stampo. Il primo strato di argilla viene solitamente spazzolato accuratamente per evitare che rimangano bolle d'aria; gli strati successivi potrebbero risultare più ruvidi. Successivamente, l'argilla viene cotta e la cera si scioglie (così "cera persa"). Il metallo fuso viene quindi versato nello stampo di argilla per sostituire il modello in cera bruciata. Dopo che il metallo si è raffreddato, il modello in argilla refrattaria viene aperto per rivelare il prodotto finito. L'oggetto fuso risultante è una replica in metallo del modello in cera originale.

## Classificazione dei pezzi della Collezione imperiale Qing
L'apprezzamento, la creazione e la raccolta di bronzi cinesi come opere d'arte e non come oggetti rituali iniziò durante la dinastia Song (960–1279), sotto il cui regno l'élite dominante cinese fu interessata da un forte intento archeologico di riscoperta dei bronzi rituali Shang e Zhou, e raggiunse il suo apice durante la dinastia Qing (1636–1912), al tempo dell'imperatore Qing Qianlong (r. 1735–1796), la cui massiccia collezione è registrata nei cataloghi conosciuti come 西清古鑑T, 西清古鉴S, Xīqīng GǔjiànP, Hsi ch'ing ku chienW (1749–1755) e 西清繼鑑T, Xiqing jijianP. Sotto questa dinastia, in cerca di legittimazione perché di origine straniera, mancese, non-Han, le collezioni continuarono ad accrescersi e gli studiosi continuarono le loro ricerche nel tentativo di trovare soluzioni ai problemi dell'epoca nelle memorie del passato. I Qing arrivarono addirittura a promuovere, con intento antiquario ma esiti fantasiosi ed incongruenti, un revival della bronzistica rituale con decorazioni Cloisonné.
All'interno dei predetti due cataloghi Qing, i bronzi sono classificati in base all'uso come segue:
- Vasi sacrificali (zh. 祭器T, jìqìP);
- Vasi da vino (zh. 酒器T, jiǔqì P);
- Contenitori per alimenti (zh. 食器T, shíqì P);
- Recipienti per l'acqua (zh. 水器T, shuǐqì P);
- Strumenti musicali (zh. 樂器T, yuèqì P);
- Armi (zh. 兵器T, jbīngqì qìP);
- Contenitori di misura (zh. 量器T, liángqì P);
- Monete antiche (zh. 錢幣T, qiánbì P); e
- Miscellanee (zh. 雜器T, záqìP).

Gli archeologi Song avevano invece limitato la loro categorizzazione dei bronzi in: (i) vasi da vino, (ii) contenitori per alimenti e (iii) recipienti per l'acqua. I più apprezzati dai Qing furono generalmente i vasi sacrificali e quelli da vino (da intendersi come il vino giallo cinese e non il vino ricavato dall'uva) come ben testimoniato dal loro numero nella maggior parte delle collezioni. Spesso questi vasi sono riccamente decorati con disegni tipo "taotie".

### Vasi sacrificali
- 鼎T, DǐngP – il vaso sacrificale per antonomasia, originariamente un calderone (zh. 食器T) per cucinare e conservare la carne, utilizzato per le libagioni funebri sin dalla Cultura di Erlitou. Il prototipo Shang aveva corpo in forma di ciotola rotonda, più larga che alta, poggiata su tre gambe (zh. 足T) con due corte maniglie (zh. 耳S) su ciascun lato. Gli esempi successivi divennero sempre più grandi, addirittura esagerati, e furono considerati uno status symbol. Come anticipato, è la classe più importante di bronzi rituali cinesi in termini di rilevanza culturale. Esiste una variante chiamata 方鼎T, FāngdăngP con ciotola quadrata e quattro gambe, una per ogni angolo. Sono rari gli esemplari con coperchio. Lo Xiqing gujian ne censisce ben 200 esemplari nella collezione di Qing Qianlong.
- 豆T, DòuP – altro vaso sacrificale mutuato da un prototipo utilizzato in cucina, in forma di ciotola piatta e coperta su un lungo stelo.
- 簠T, FǔP – un piatto rettangolare a sezione verticale triangolare sempre dotato di coperchio (a forma di piatto).
- 尊T, ZūnP, anche 樽T o 鐏T – vaso sacrificale e vaso per il vino (zh. 器為盛酒亦祭用也T), in foggia di coppa da vino cilindrica alta, senza anse né gambe, con bocca solitamente leggermente più larga del corpo. Nella tarda dinastia Zhōu, questo tipo di vaso divenne estremamente elaborato, spesso assumendo la forma d'animali e abbandonando la forma tradizionale. Questi ultimi tipi si distinguono dal Gōng perché mantengono una bocca piccola, approssimativamente circolare. Questo tipo di recipiente costituisce il secondo gruppo più grande d'esemplari nel Xiqing gujian dopo il dǐng.
- 俎T, ZǔP – Piattaforma piatta rettangolare con gambe quadrate ad ogni angolo. Non citato nello Xiqing gujian.
- 彝T, YíP – vaso sacrificale presente in due tipologie: (i) grande vaso tozzo e rotondo con due manici; o (ii) contenitore alto a forma di scatola, con la base più stretta dell'imboccatura e con coperchio a tetto. Il termine Yí divenne successivamente la generica nomenclatura di tutti i vasi sacrificali.

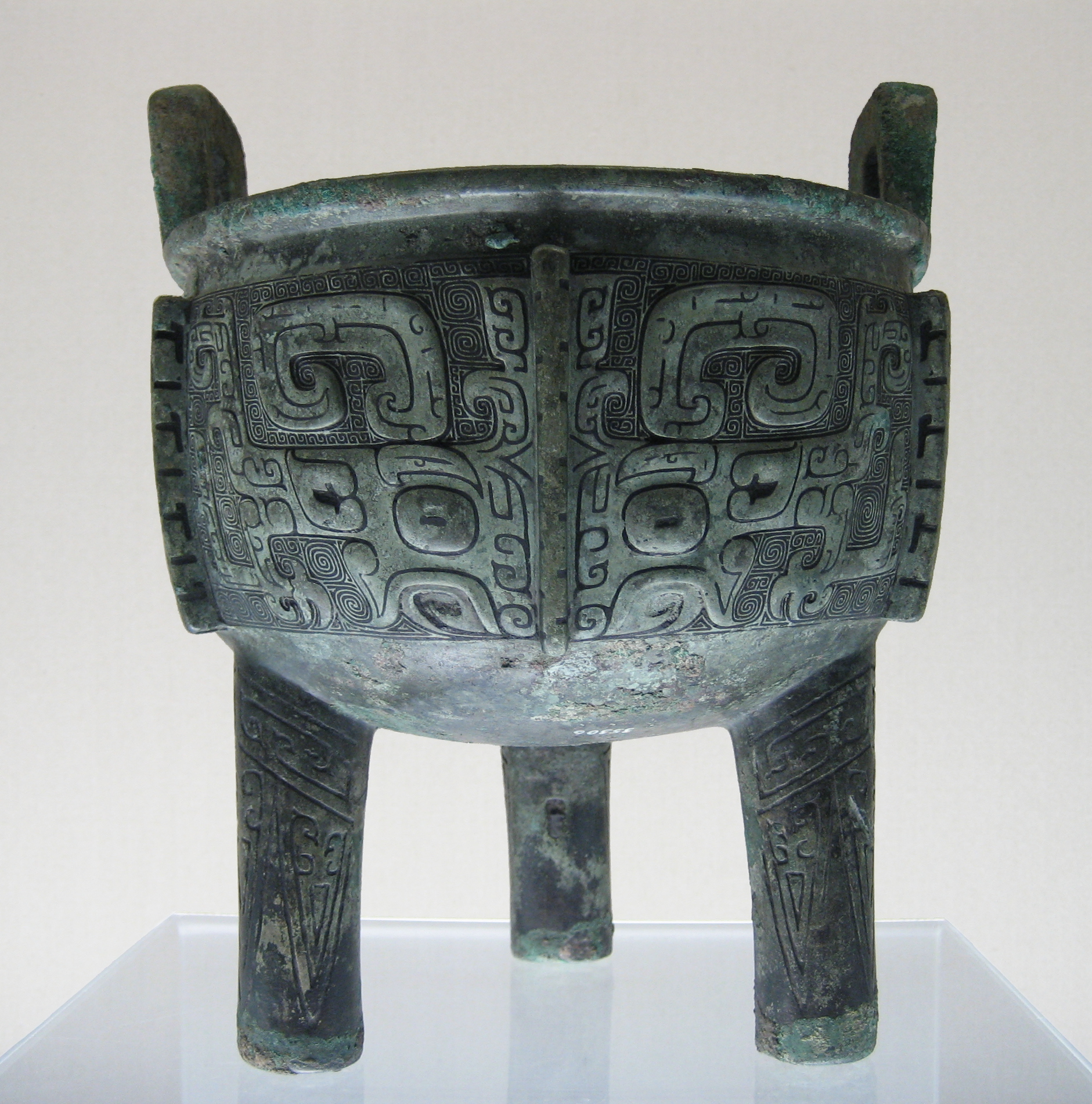
Dǐng d'epoca tardo Shang.
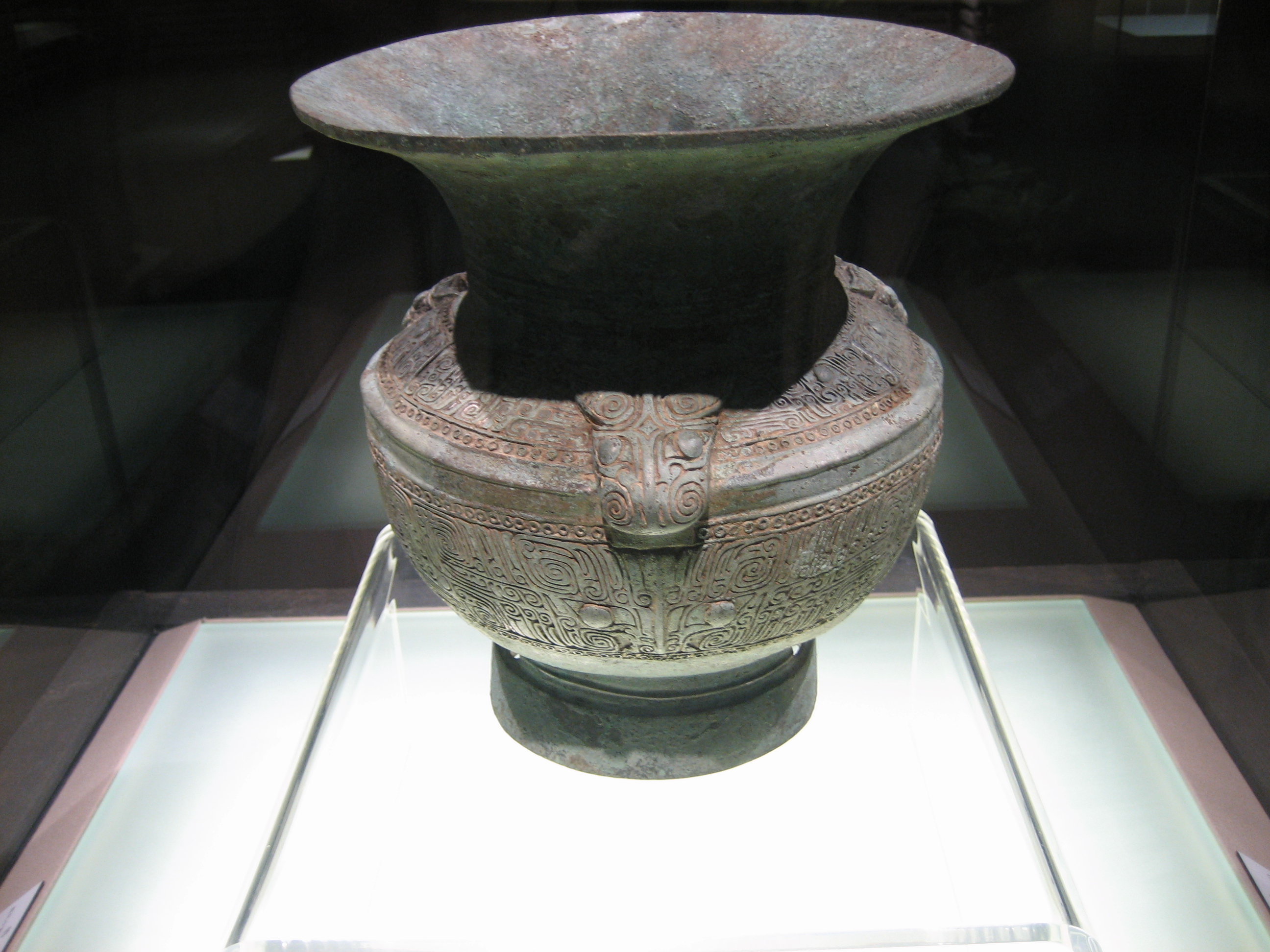
Zūn tradizionale d'epoca Shang, decorato con motivo taotie.
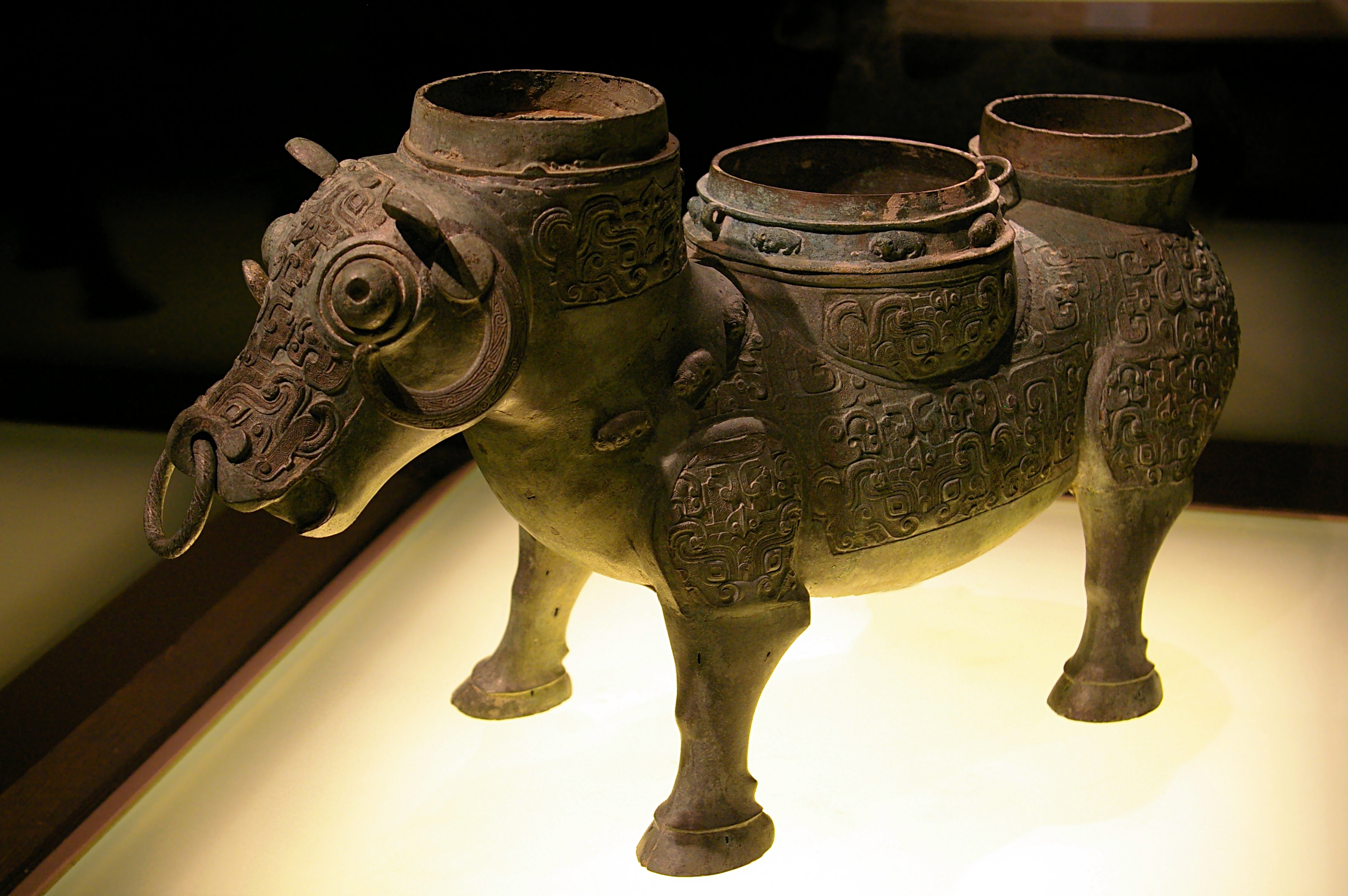
Zūn tardo in forma di bue.
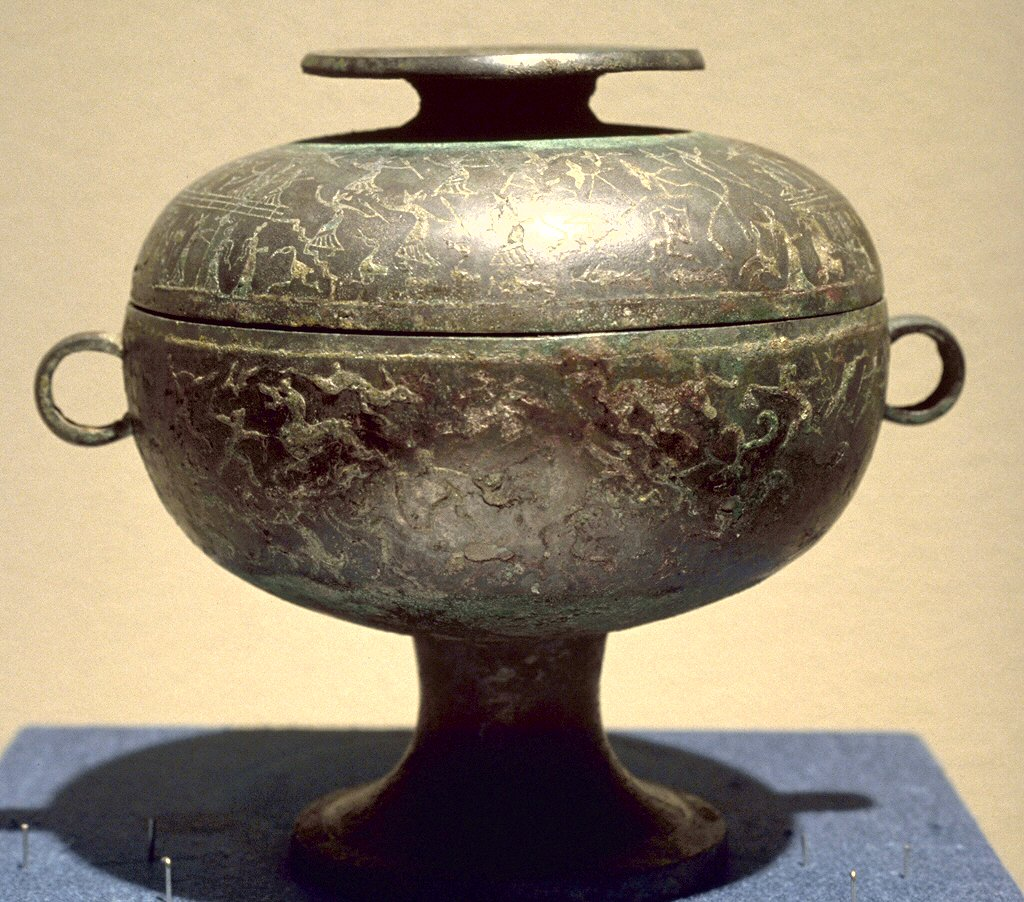
Dǒu del VI secolo a.C.

### Vasi da vino
- 觥T, GōngP (solitamente traslitterato "guang" ma da non leggersi in cinese come guāngP!) – vaso da vino zoomorfo di forma allungata, con coperchio e bocca solitamente lunga quanto il pezzo stesso (particolare che lo distingue dallo Zūn). Classificato come 匜T, YiP nello Xiqing Gujian.
- 觚T, GūP – coppa da vino alta senza manici, con la bocca più grande della base.
- 簋T, GuǐP – ciotola con due manici.
- 盉T, HéP – teiera tripode con manico (zh. 鋬T, PànP) e beccuccio dritto che punta diagonalmente verso l'alto.
- 壺T, 壶S, HúP – giara.
- 斝T, JiǎP – calderone per scaldare il vino. Simile al Dǐng ma con corpo più alto che largo e (possibili) due maniglie a forma di bastoncini (zh. 柱T) sporgenti dall'orlo.
- 角T, JuéP, non pronunciato jiǎoP – coppa da vino simile a un 爵T, eccetto che il beccuccio e la testa hanno medesima estensione ed è presente un coperchio.
- 爵T, JuéP – coppa da vino tripode con beccuccio (zh. 流T) che s'estende dall'orlo (zh. 尾T) diametralmente opposto al manico (zh. 鋬T).
- 罍T, LéiP – vaso dar vino a corpo rotondo, con collo, coperchio e anse su entrambi i lati della bocca.
- 鬲T, LìP – calderone tripode simile a un Dǐng ma con le gambe che si fondono con il corpo o presentano grandi rigonfiamenti sulla parte superiore.
- 卮T, ZhīP, anche 巵T o 梔T – vaso da vino e contenitore per misurazioni, simile ad un Píng ma più corto e largo.
- 鍾T, ZhōngP – vaso da vino senza manici.
- 尊T, ZunP, anche 樽T o 鐏T – vaso da vino e vaso sacrificale (zh. 器為盛酒亦祭用也T) in forma di coppa cilindrica alta, senza anse né gambe. La bocca è solitamente leggermente più larga del corpo. Nel tardo Zhou, questo tipo di recipiente divenne estremamente elaborato, spesso assumendo la forma di animali e abbandonando la forma tradizionale. Questi ultimi tipi si distinguono dal Gōng perché conservano una bocca piccola, approssimativamente circolare. Questo tipo di recipiente costituisce il secondo gruppo più grande di oggetti nel Xiqing gujian dopo il Dǐng.

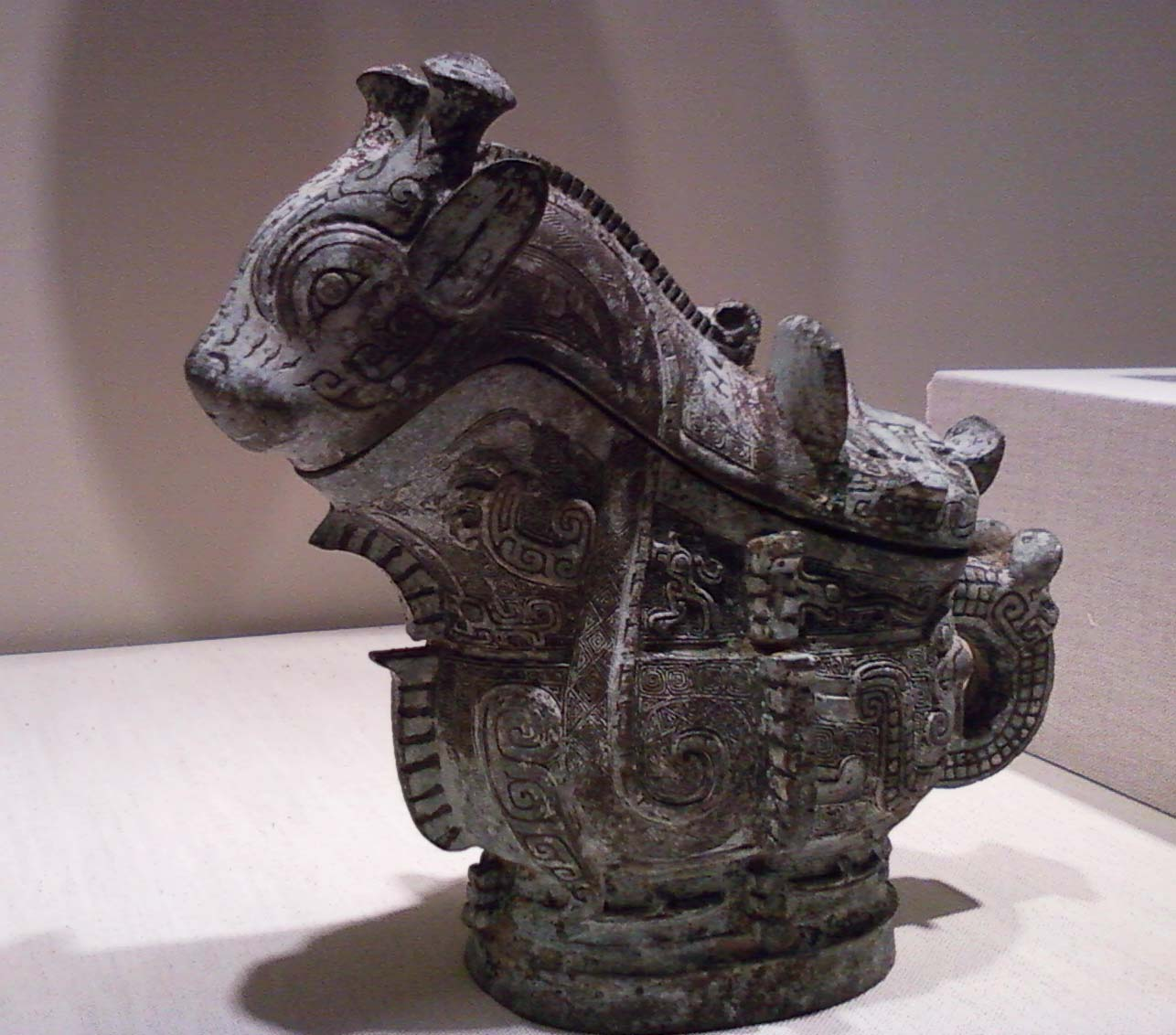
Gōng d'epoca Shang - Indianapolis Museum of Art, reg. 60.43.
Jué d'epoca Shang - Museo di Macao (Lisbona).
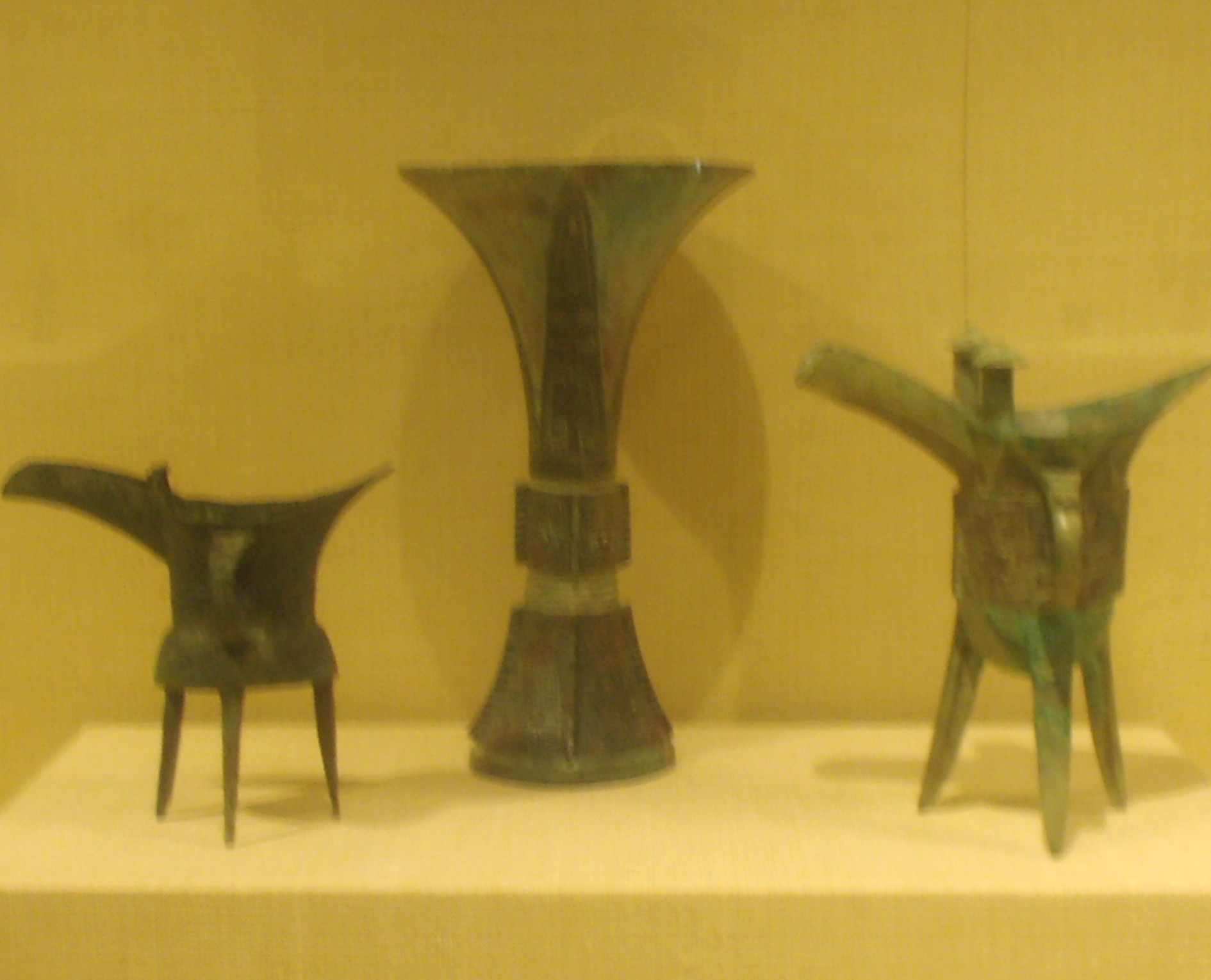
Bronzi Shang: un Gū affiancato da degli Jué.
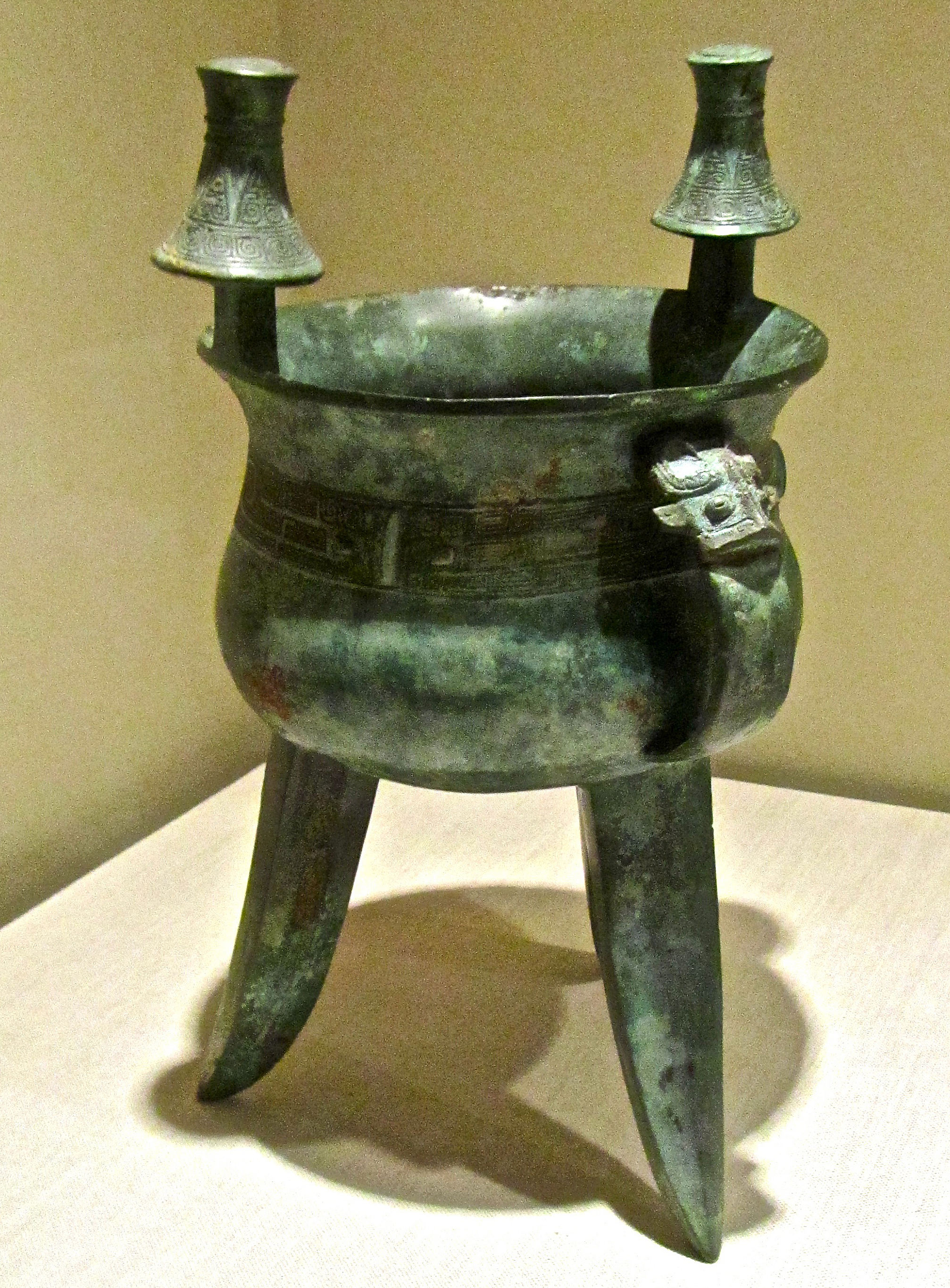
Jiǎ d'epoca Shang

### Contenitori per alimenti
- 敦T, DuìP – piatto sferico con coperchio per proteggerne il contenuto dalla polvere e da altri contaminanti.
- 盤T, Pán P – piatto tondo curvo per alimenti. Potrebbe non avere zampe, oppure potrebbe avere tre o quattro zampe corte.
- 卣T, YǒuP – vaso coperto con un unico manico ad anello fissato sui lati opposti dell'imboccatura del vaso.
- 甑T, ZèngP – pentola per il riso, denominata 腹T, FùP nel Xiqing gujian ma priva di categoria separata in 西清古鑑: v. 甗T, YǎnP.

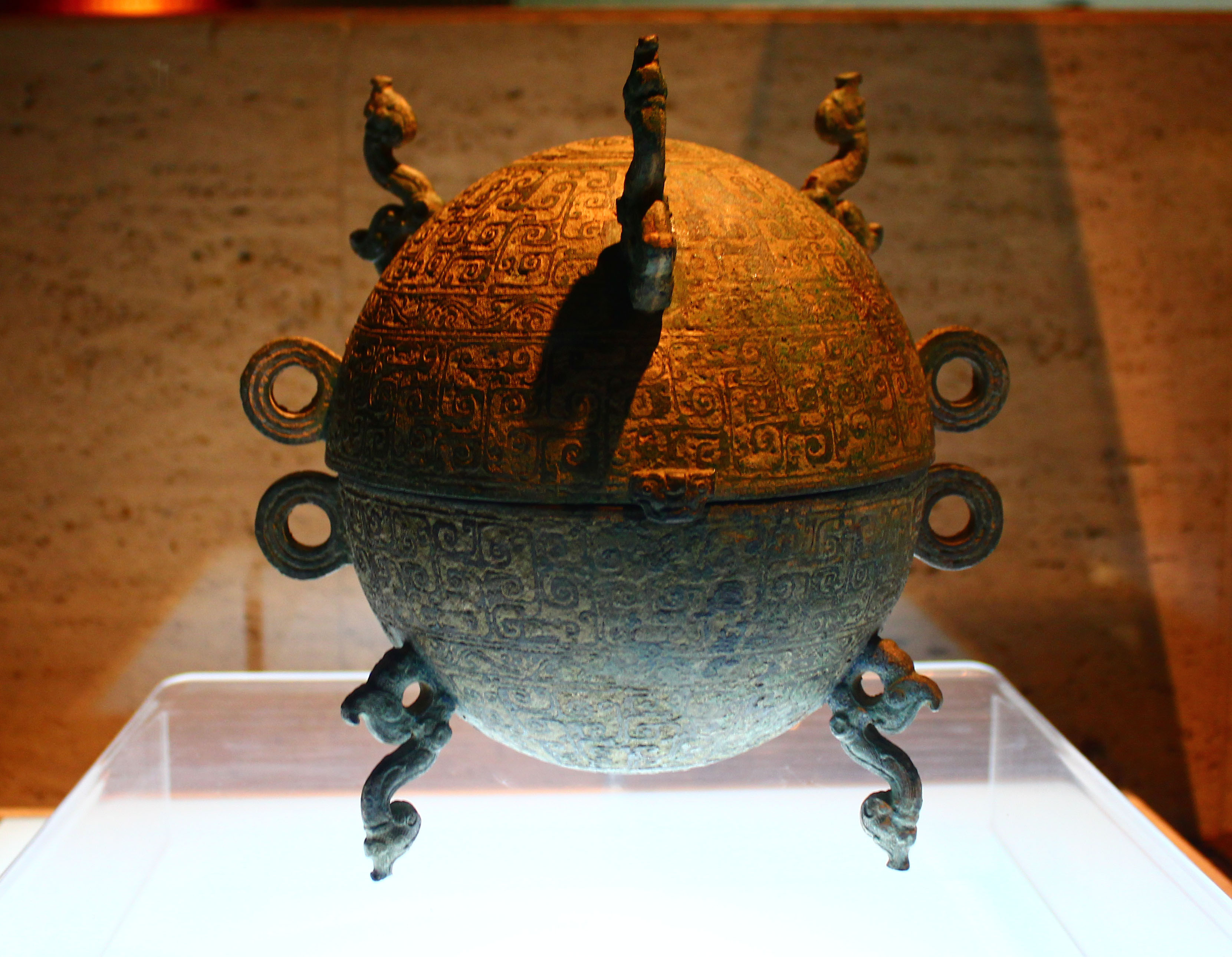
Vaso Duì con motivo geometrico a nuvole, Periodo degli Stati Combattenti (Museo provinciale del Hubei).
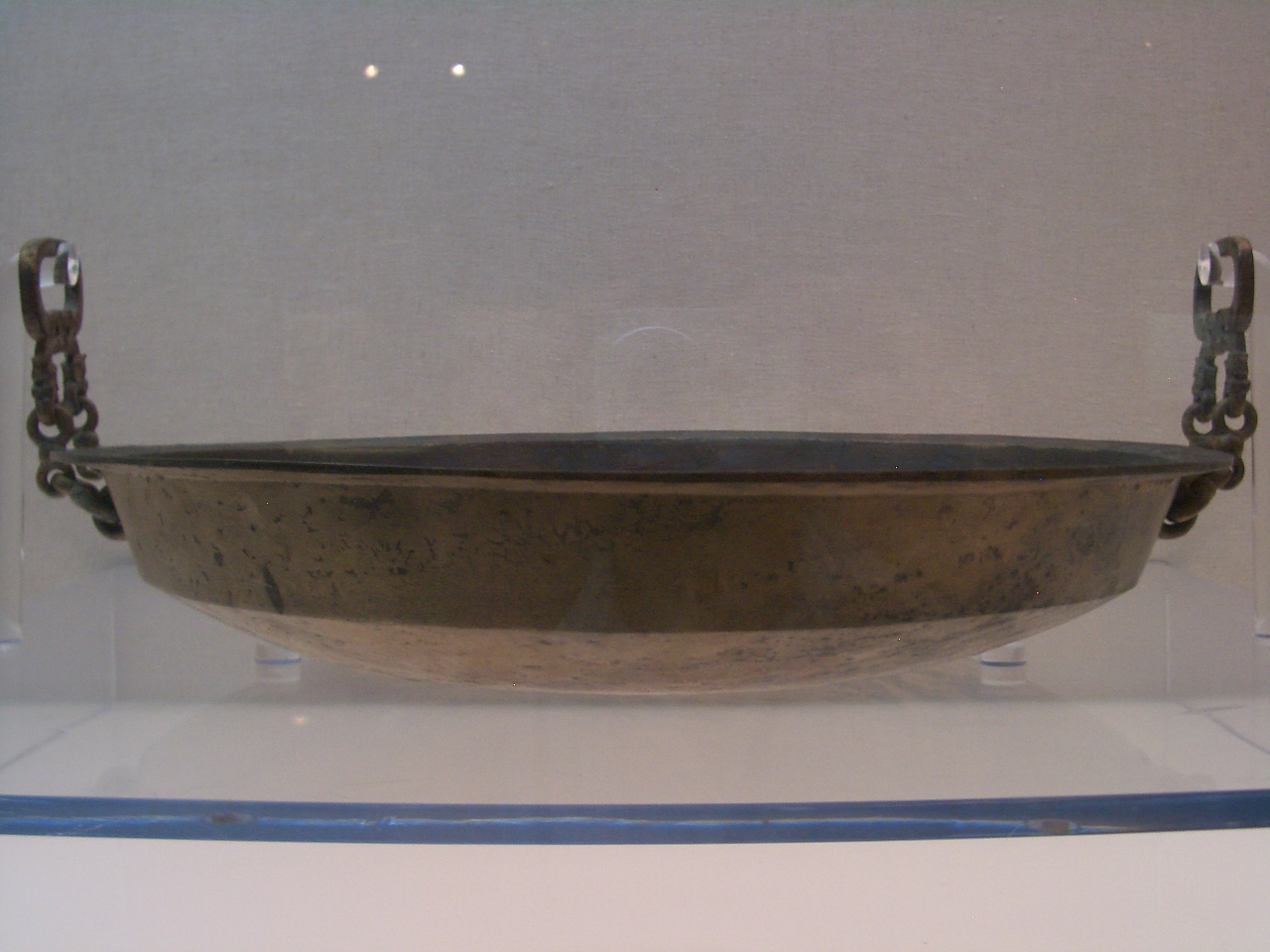
Contenitore per alimenti Pán, qui in stile "senza gambe".

### Recipienti per l'acqua
- 瓿T, BùP – tp. di Pǒu.

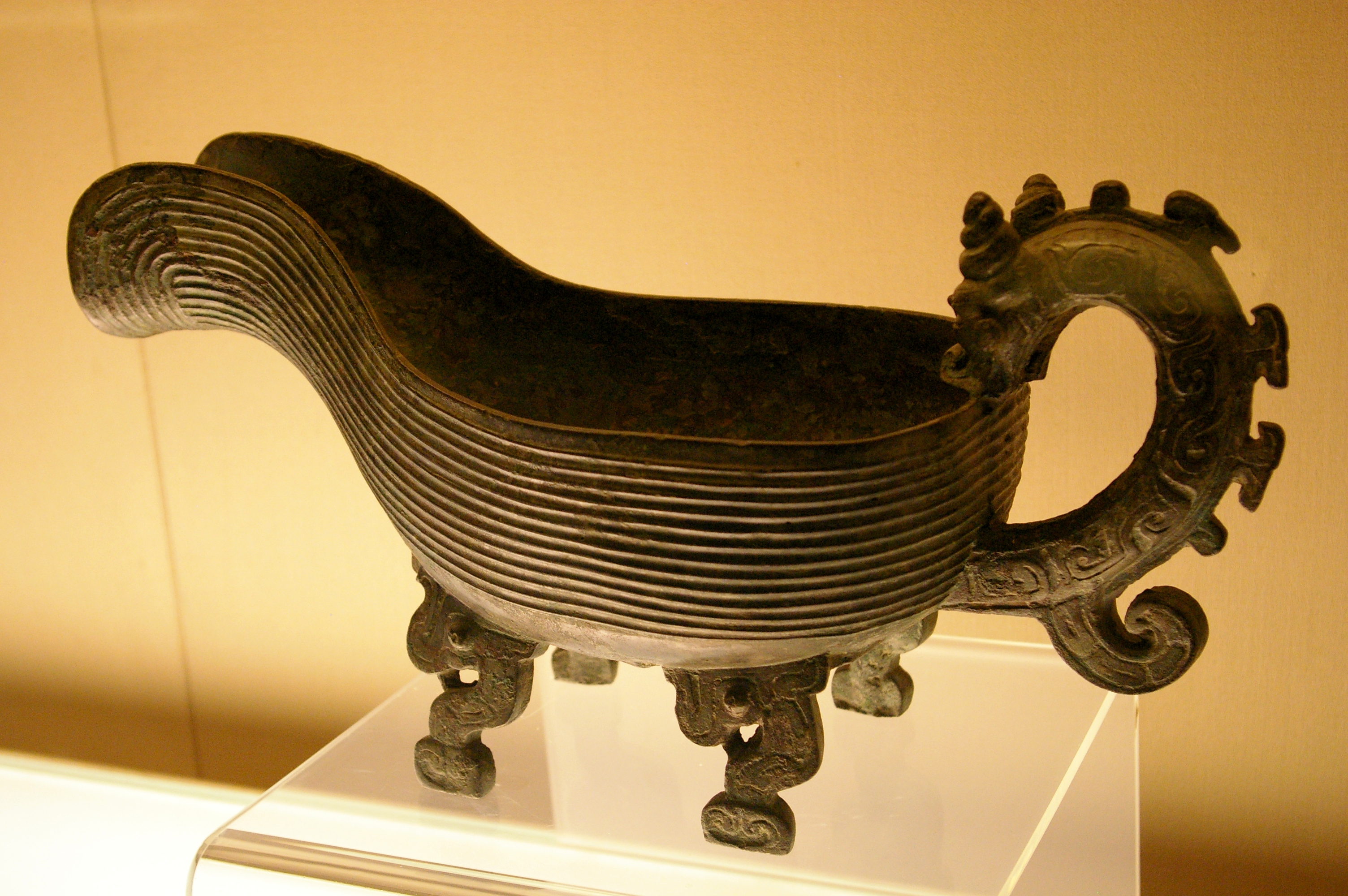
Brocca Yí d'epoca Zhou (Tomba del marchese Yi di Zeng).

- 斗T, DǒuP – alta ciotola a manico lungo.
- 鍪T, MóuP – vaso con due manici. Vasi di questo tipo sono classificati come 壺T, HúP nello Xiqing gujian.
- 瓶T, PíngP – vaso alto con un collo lungo e sottile che si apre in una bocca stretta.
- 瓿T, PǒuP, pronunciato "bù" in cinese – piccolo Wèng in bronzo.
- 瓮T, WèngP o 甕T – vaso a bocca rotonda, panciuto e senza piede, per acqua o vino, ora comunemente usato come urna.
- 硯滴T, YàndīP – contenitore per l'acqua per una pietra da inchiostro; spesso a forma di animale con un contagocce lungo e sottile per controllare la quantità di acqua erogata.
- 匜T, YíP – ciotola o brocca con un beccuccio, anche in elaborata foggia zoomorfa.
- 盂T, YúP – bacinella per l'acqua con maniglie alla bocca, anche quattro, senza bordo.
- 觶T, ZhìP – vaso a bocca larga, simile nella forma ad un Hú ma privo di anse.
- 盅T, ZhōngP – tazzina senza manici, non rappresentata nello Xiqing gujian.

### Strumenti musicali

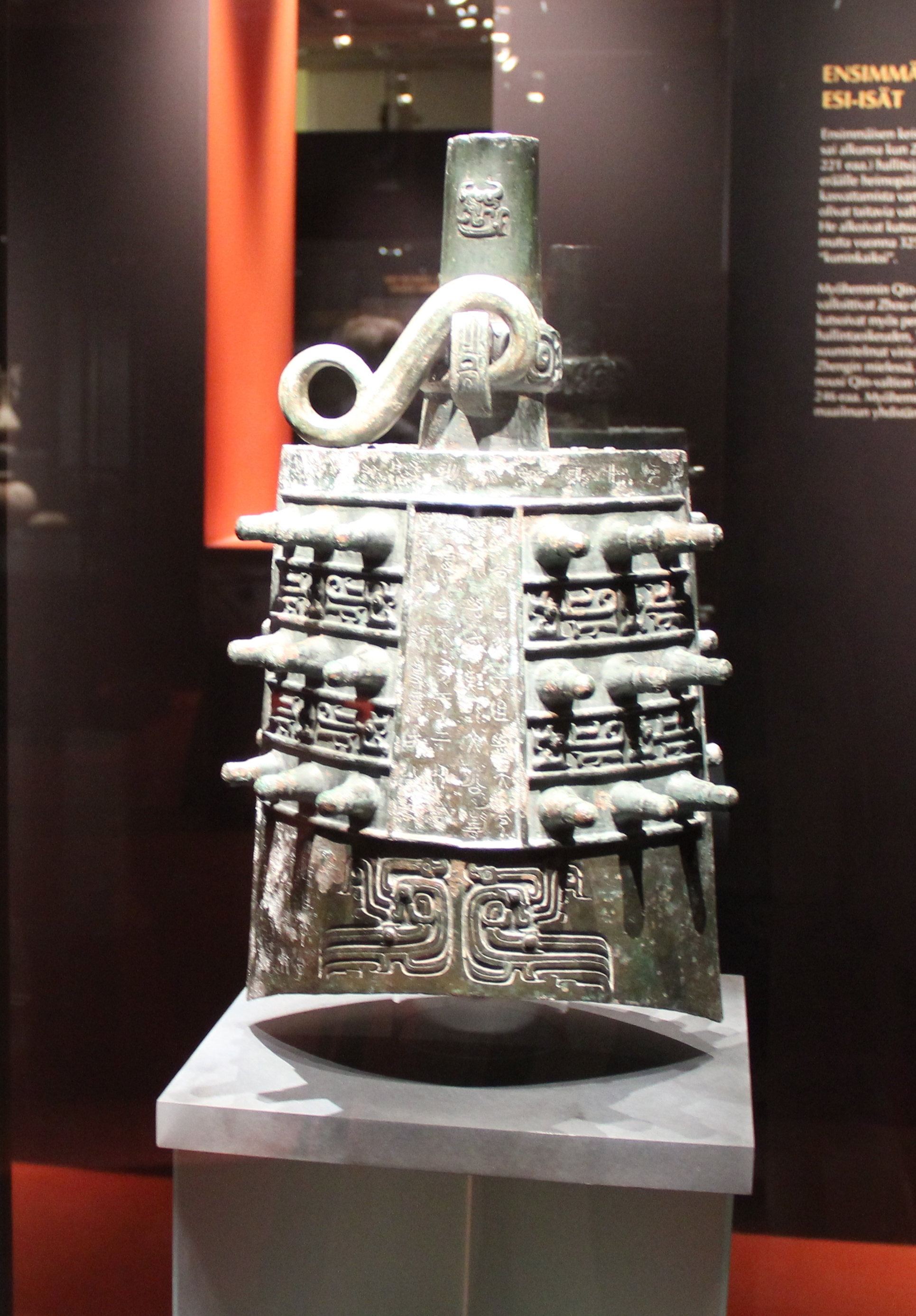
Zhōng in bronzo del Periodo degli Stati Combattenti.

- 鈸T, BóP – cimbalo, non rappresentato nello Xiqing gujian.
- 鼓T, GǔP – tamburo.
- 鈴T, LíngP – piccola campana (che potrebbe essere stata appesa a dei nastri), priva di batacchio non rappresentato nello Xiqing gujian.
- 鐃T, NáoP – altro cimbalo, parimenti non rappresentato nello Xiqing gujian.
- 鐘T, ZhōngP – grande campana, sempre priva di batacchio, adatta ad un campanile.

### Armi
- 鐓T, DuìP – decorazione in bronzo, spesso a motivi zoomorfi, per l'astile di una lancia o altra arma inastata.
- 劍T, JiànP – la spada monofilare tipica cinese, rappresentata da tre esemplari nello Xiqing gujian.
- 弩機T, NǔjP – meccanismo interno di una balestra, rappresentato da due esemplari nello Xiqing gujian.
- 鈹T, PīP – altra tipologia di spada.
- 鏃T, ZúP – punta di freccia.

### Contenitori di misurazione
- 卮T, ZhīP, anche scritto 巵T o 梔T – vaso da vino utilizzato anche come contenitore di misurazione, rassomigliante al Píng solo più corto e tozzo.

### Antiche monete
- 布T, BùP o 布文T, BùwénP – tipologia di Qián di forma rettangolare, priva di gambe e testa.
- 符印錢T, FúyìnqiánP – amuleto taoista simile nella forma alle monete Yuán, solitamente con un incantesimo inciso su una delle facce ed una figura sull'altra.
- 錢T, QiánP – antica moneta, ben rappresentata nello Xiqing gujian, realizzata in tre distinte tipologie: 布T, BùP; 刀T e 圓T, YuánP.
- 圓T, YuánP anche 圓幣T, YuánbìP, 元寶T, YuánbǎoP o 元錢T, YuánqiánP – moneta circolare con un buco nel mezzo, solitamente di rame o bronzo, similare nella foggia al Fúyìnqián. La forma stereotipa della "moneta cinese" nell'immaginario occidentale.

### Miscellanee
- 表座T, BiǎozuòP – contenitore cilindrico con motivo zoomorfo, rappresentato da tre esemplari nello Xiqing gujian.
- 鑑T, JiànP o 鑒T – due oggetti diversi: o un piatto di bronzo alto e largo per l'acqua o un specchio in bronzo circolare, solitamente con intricati ornamenti sul retro. Il significato moderno è quello di "specchio".
- 钁T, JuéP – Attrezzo agricolo a forma di piccone ma usato come zappa. Lo Xiqing gujian ne riporta due esemplari, rubricati come «按說文大鉏也又博雅斫謂之钁 - Secondo lo Shouwen [un antico dizionario cinese] si tratta di una grande zappa, chiamata jué dai dotti» Dei due esemplari sopravvivono solo le teste di bronzo, perché i manici di legno sono marciti da tempo.
- 鑪T, LúP – un braciere. Si tratta in realtà di un gruppo nebulosamente classificato di vasi di bronzo dalle fogge molto diverse: (i) un Dǐng con le gambe molto corte seduto su un Pán; (ii) un Duì su un Pán; o (iii) un Dòu su un Pán.
- 書鎮T, ShūzhènP – fermacarte, solitamente in bronzo massiccio, modellato a forma di animale sdraiato o accovacciato, rappresentato da tre esemplari nello Xiqing gujian.
- 盨T, XǔP – vaso con due orecchie e coperchio che serve come contenitore per il cibo di cui potrebbero non figurare esemplari nella Collezione Imperiale.

Testuggine in bronzo d'epoca Han - Museo di Macao (Lisbona).
Drago in bronzo d'epoca Zhou - ibidem.
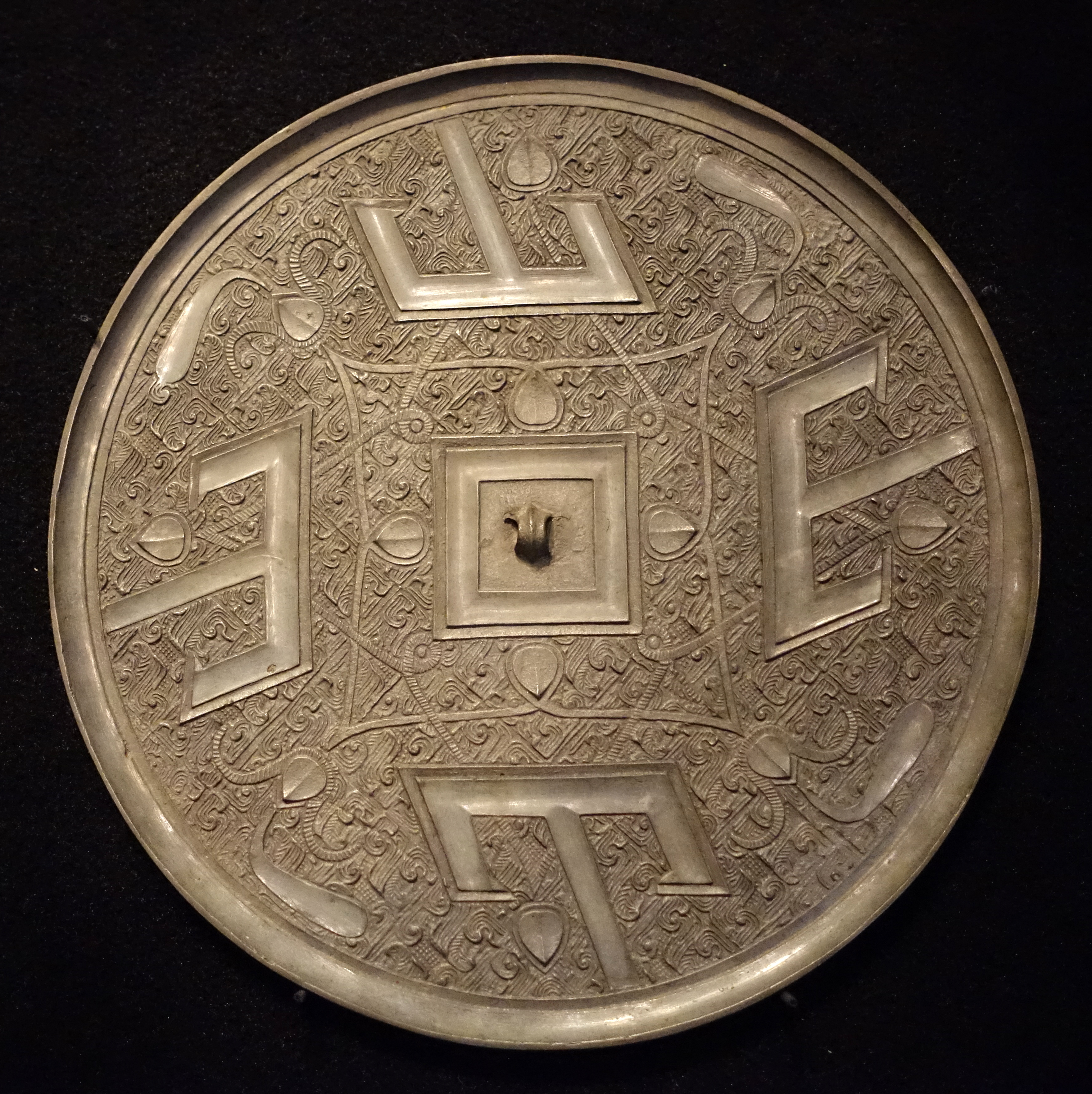
Uno specchio Jiàn in bronzo del Periodo degli Stati Combattenti (475–221 a.C.)

## Stili e stilemi decorativi
I manufatti cinesi in bronzo generalmente sono utilitaristici (come punte di lancia o teste d'ascia), o ritualistici, come i numerosi grandi tripodi sacrificali Dǐng. Tuttavia, anche alcuni degli oggetti più utilitaristici recano i marchi di più elementi sacri. I cinesi decorarono tutti i loro oggetti in bronzo con tre tipologie di motivi: dèmoni, animali simbolici e simboli astratti.
Alcuni grandi bronzi recanti iscrizioni (tra le forme di scrittura più antiche della lingua cinese, precedute solo dalla scrittura sulle ossa) hanno aiutato storici e archeologi a collegare insieme la storia della Cina, specialmente durante il periodo Zhou: i bronzi del periodo Zhou occidentale documentano grandi porzioni di storia non rintracciabili nei testi esistenti, e spesso composti da persone di vario rango/classe sociale. Queste iscrizioni possono essere generalmente suddivise in quattro parti: un riferimento a data e luogo, la denominazione di eventi commemorati, la lista di doni concessi all'artigiano in cambio del bronzo e, infine, la dedica. La presenza del dato storico delle iscrizioni permette agli studiosi di catalogare e classificare l'evoluzione artistica dei bronzi Zhou occidentali con una sicurezza maggiore rispetto alla produzione Shang o, ancor peggio, pre-Shang.

### Elementi decorativi ricorrenti

#### Taotie

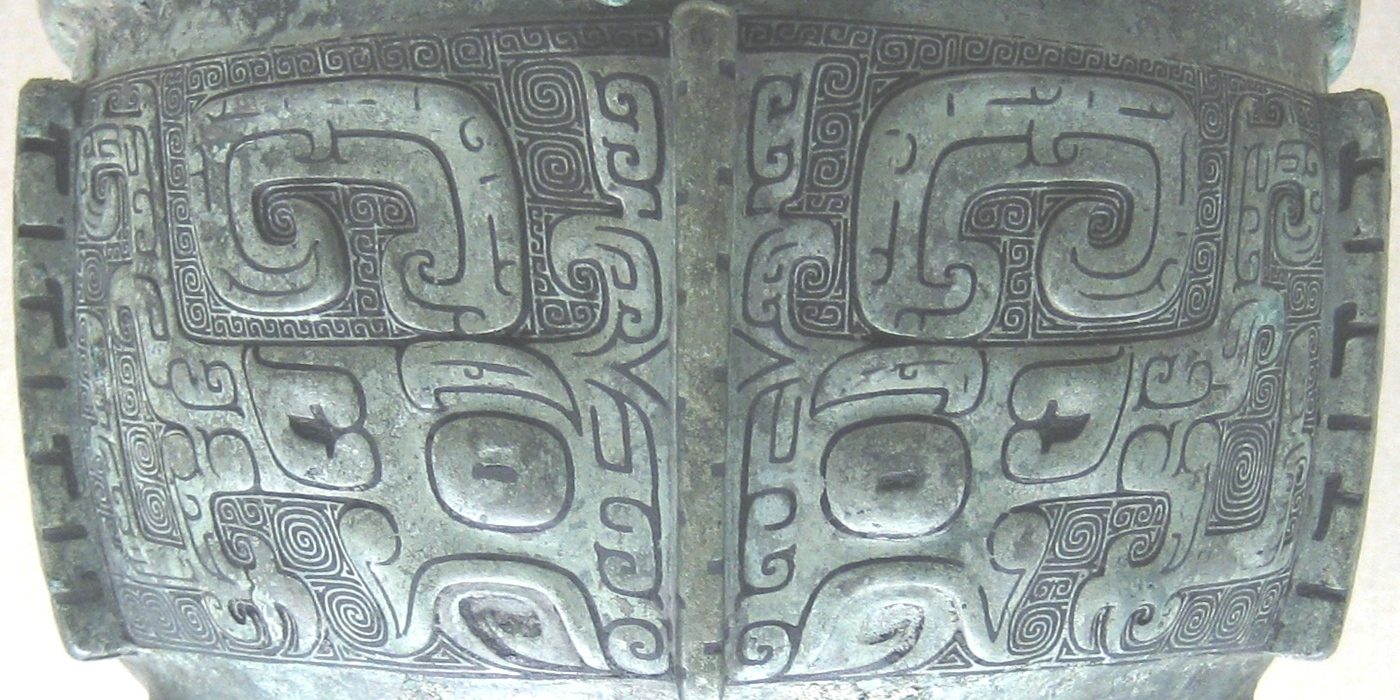
Taotie su un Dǐng della tarda dinastia Shang - DETTAGLIO.

Il motivo taotie (zh. 饕餮T, Tāo TièP, T'ao T'iehW) era un popolare disegno decorativo dei bronzi Shang e Zhou, così chiamato dagli studiosi della dinastia Song (960–1279) in onore della creatura con una testa ma senza corpo menzionato nel 呂氏春秋T, 吕氏春秋S, Lǚshì chūnqiūP, Lü-shih Ch'un-ch'iuW del Cancelliere di Qin Lü Buwei (239 a.C.) e ricorrente sui Dǐng degli Zhou.
La prima forma del taotie su oggetti in bronzo, risalente al principio della Cultura di Erligang (1600–1450 a.C.), consiste in un paio d'occhi con linee sussidiarie che s'estendono a sinistra e a destra. Il motivo fu presto elaborato nella raffigurazione frontale di un volto con occhi e bocca ovali da cui dipartiva lateralmente il resto del corpo. Raggiunse il suo pieno sviluppo come maschera mostruosa intorno al tempo del sopracitato re Wu Di, all'inizio del tardo periodo Shang.
Il tipico motivo taotie è solitamente descritto come una "maschera d'orco": un muso animalesco raffigurato frontalmente con occhi rotondi, denti aguzzi e corna, sebbene sia contestata l'effettiva volontà di raffigurare proprio questo soggetto. In tutti questi modelli, gli occhi, enormi, sono sempre al centro ed affascinano gli spettatori catturandone l'attenzione anche da lontano. Il taotie presenta comunque ricche variazioni da un bronzo all'altro perché la fusione a stampo non permetteva il riutilizzo dello stesso, creando pezzi unici di volta in volta. I motivi sono normalmente simmetrici sull'asse verticale e manca la raffigurazione della mandibola. La differenza più evidente tra i modelli taotie sono le corna, se effettivamente di corna si tratta: alcune hanno forma di corna di bue, altre di corna di pecora ed altre ancora sono paragonate alle orecchie di una tigre.

#### Leiwen
Il 雷文T, LéiwénP, lett. "Tuono/Fulmine/Spirale" è un motivo decorativo spiraleggiante (spirali invertite assemblate a coppie e disposte in strisce) utilizzato come elemento di riempimento o di fondo: un registro di sfondo, dallo spessore più leggero rispetto a quelle delle forme che dominano in rilievo, i.e. il taotie e i motivi draghiformi/zoomorfi, ma graficamente più presente e diffuso. Compare al volgere del periodo Erligang, quando la produzione di bronzi si lega ormai alla fase matura Shang, e la sua presenza o assenza nella produzione successiva serve spesso come discriminante per l'identificazione di stili nuovi/variati.

### Cronologia stilistica

#### Prototipi neolitici
È provata l'anteriorità delle forme ceramiche successivamente utilizzate per la realizzazione dei bronzi cinesi. Non si tratta però di prototipi, bensì di forme ceramiche, anteriori all'Età del bronzo, perdurate perché trasposte in metallo, prodotte da una società già urbana e socialmente stratificata. I prototipi delle culture neolitiche cinesi furono interpretati dai bronzisti Shang affinandone la silhouette e con motivi incisi sulla superficie degli stampi che appaiono in leggero rilievo nei primi bronzi. Gli elementi in altorilievo, successivi, erano probabilmente impossibili da realizzare per i ceramisti dell'epoca, la cui capacità ed il cu i numero favorì però certamente la prima metallurgia di colata in terra. Alcuni studiosi sostengono addirittura che lo stesso motivo decorativo taotie sia riconducibile a prototipi neolitici, in questo caso su giade della Cultura di Liangzhu (3400–2250 a.C.) e della Cultura di Longshan (3000–2000 a.C.).

Prototipi neolitici ceramici dei vasi rituali bronzei
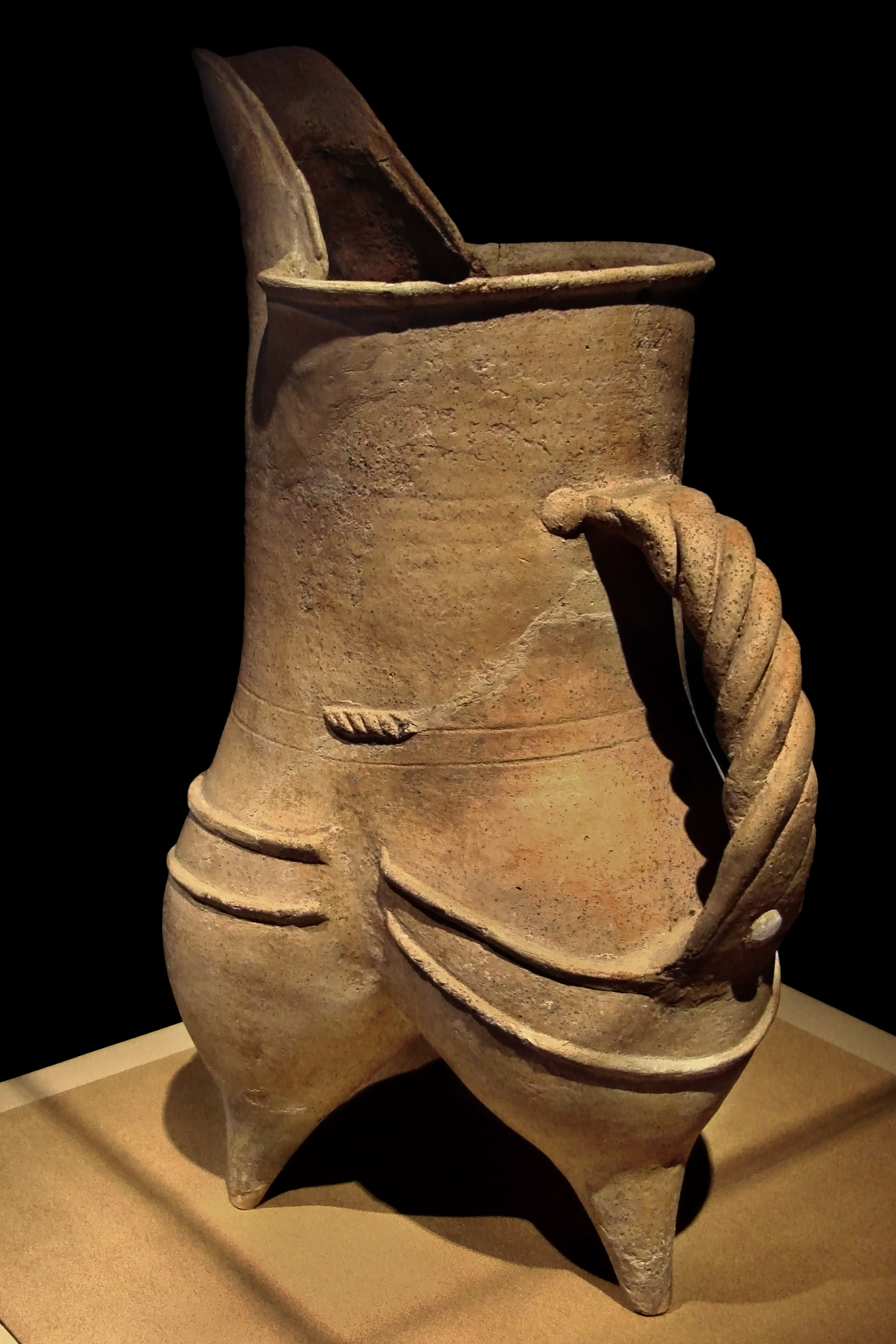
Prototipo di brocca Hé della Cultura di Longshan (Museo nazionale della Cina).
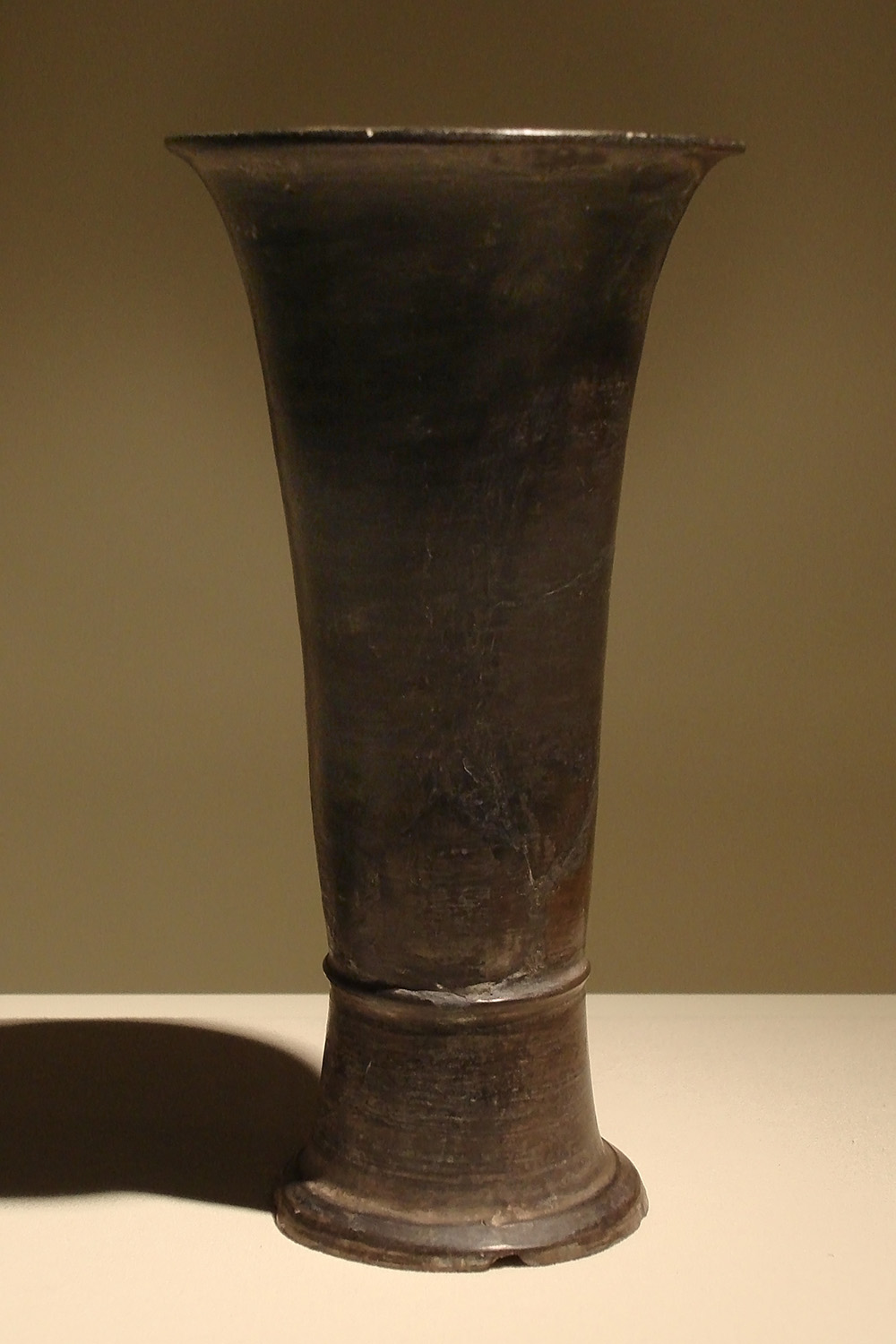
Calice Gū in terracotta contestuale alla mitica dinastia Xia (Museo nazionale della Cina).
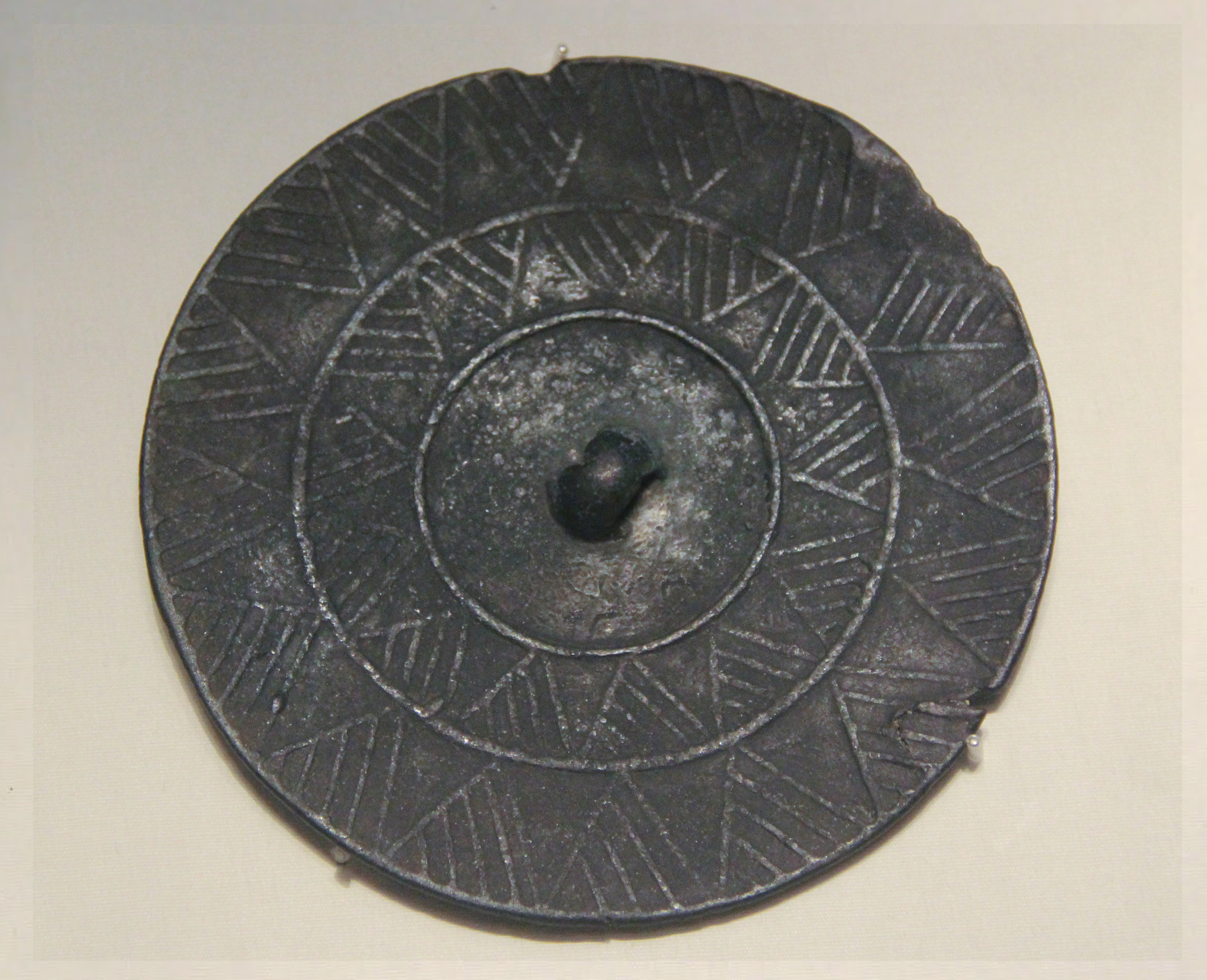
Specchio in bronzo della Cultura di Qijia (2400–1900 a.C.) (Museo nazionale della Cina).

#### I bronzi pre-Zhou
A partire dagli Anni '30 e fino al 1953, lo storico dell'arte Max Loehr (1903–1988) identificò una sequenza di sviluppo di cinque stili decorativi nei bronzi pre-Zhou. Le tesi e la classificazione di Loehr, costruiti su vasi rinvenuti nel sito Tardo Shang di Yin Xu (presso l'attuale Anyang) non stratificati, furono confermati da successivi reperti stratificati provenienti da altri siti che ne dilatarono comunque enormemente la parentesi temporale, principiando nella Cultura di Erlitou (Xia o Shang) per lo Stile I e raggiungendo il suo apice nello Stile V del tardo periodo Shang.
Nello Stile I, i vasi erano decorati con linee incise nello stampo che il processo di stampaggio a pezzo rendeva accessibili. Ciò produsse sottili linee in rilievo sull'oggetto fuso. Poiché il disegno veniva scolpito sui pezzi dello stampo, era naturalmente diviso in sezioni. La suddivisione del disegno persisterà negli stili successivi, anche quando scolpire il disegno sul modello non lo rendeva più una necessità tecnica. Il motivo principale utilizzato con questo stile era il taotie. Loehr identificò questo stile come il primo perché lo trovò utilizzato sui vasi più rozzi. Questo stile rappresenta tutti i bronzi decorati trovati a Erlitou e alcuni del successivo periodo Erligang.

Esempi di bronzi della Cultura di Erlitou
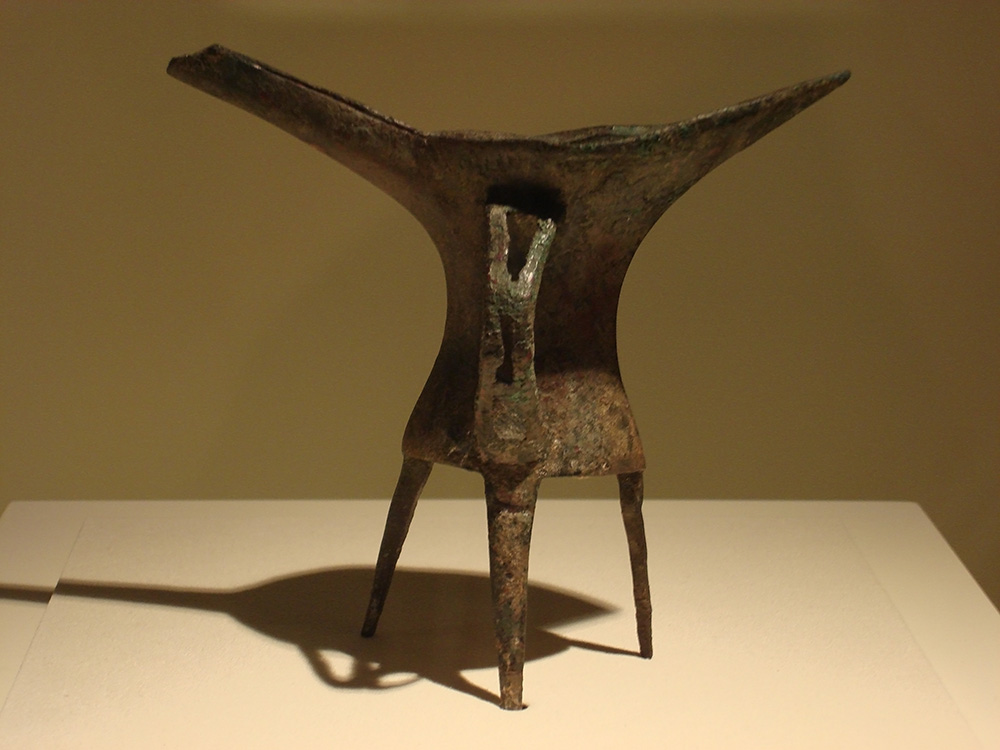
Vaso Jué (Museo nazionale della Cina).
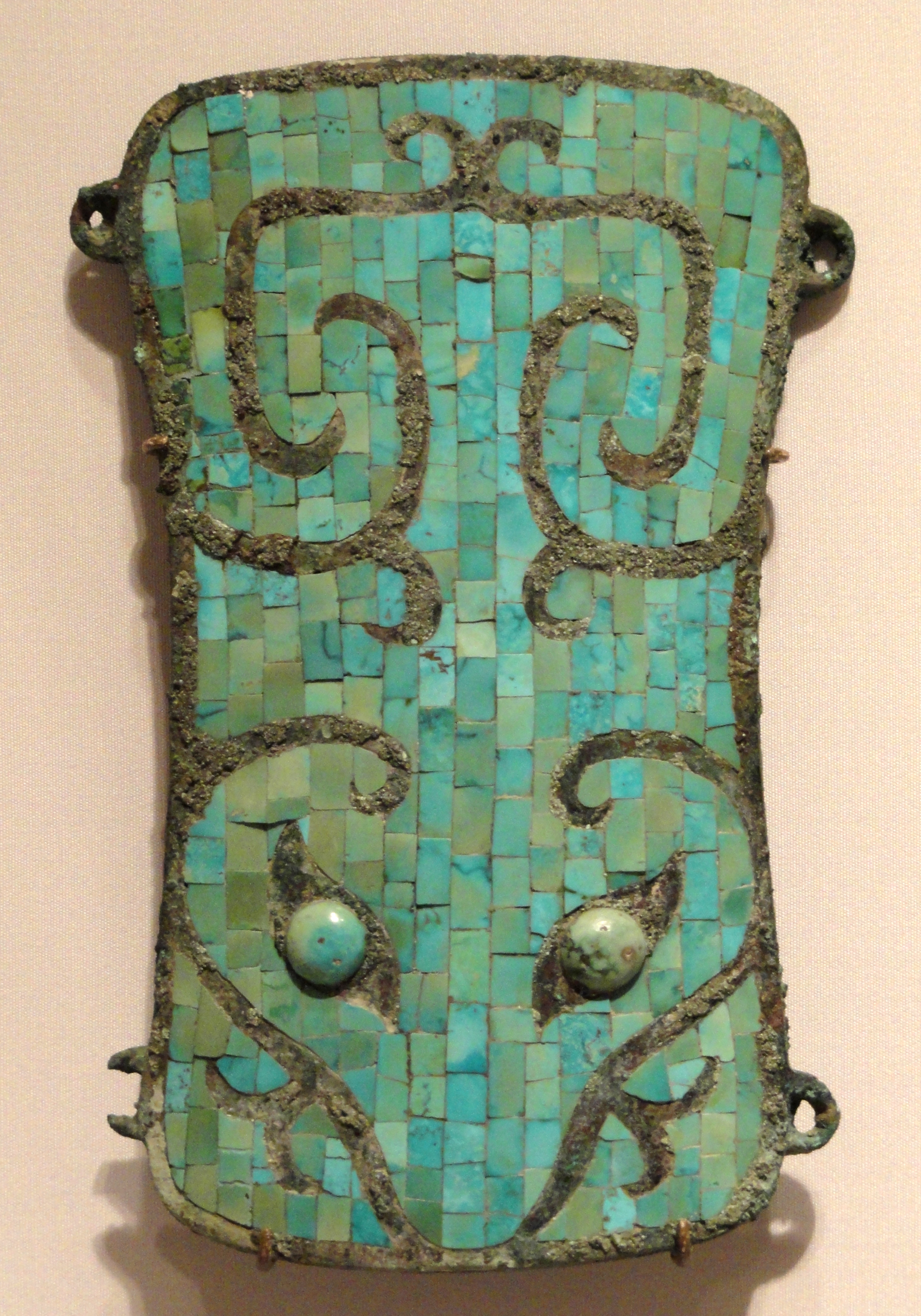
Placca di bronzo incrostata di turchese con decorazione a maschera taotie (Sackler Museum).
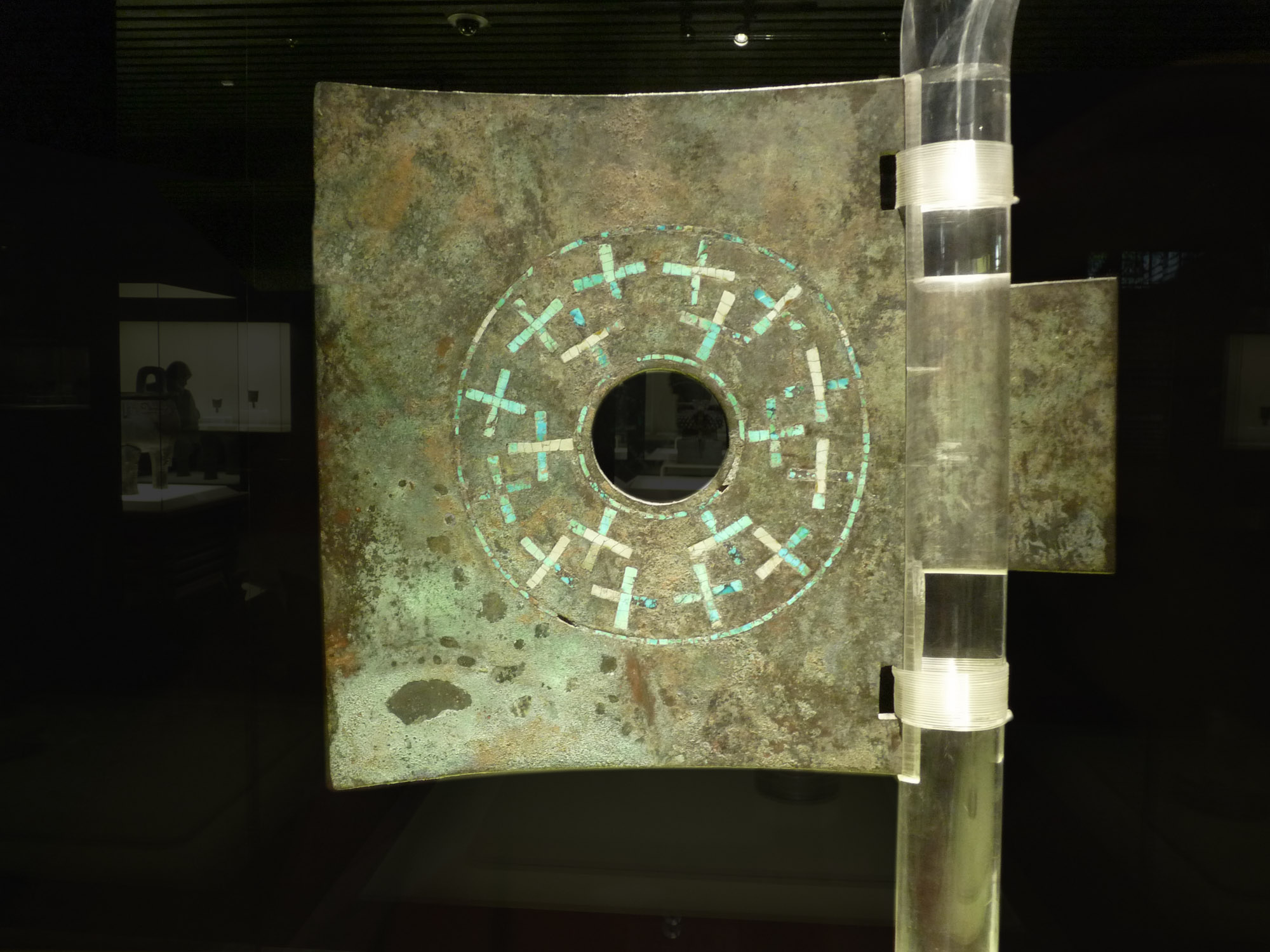
Scure d'arcione Yue in bronzo con incrostazioni di turchese - XVI secolo a.C. (Museo di Shanghai).

Nello Stile II, lo spessore delle linee in rilievo varia. Ciò avrebbe potuto essere ottenuto dipingendo il modello sullo stampo e ritagliando le aree coperte di inchiostro, oppure dipingendo sul modello e ritagliando le aree intermedie. Il novero degli elementi grafici s'arricchisce: oltre all'imperante taotie, sui Gū e sui Dǐng, un secondo motivo utilizzato era un animale con un occhio solo visto di profilo, solitamente identificato come un drago; cabochon sono disposti simmetricamente per migliorare la resa grafica dei motivi a maschera lungo le facce e sugli angoli dei contenitori. Lo Stile II è tipico della Cutlura di Erligang che funge da tramite tra il tardo Stile I e i primordi dello Stile III, ivi parimenti rappresentati.

Esempi di bronzi della Cultura di Erligang
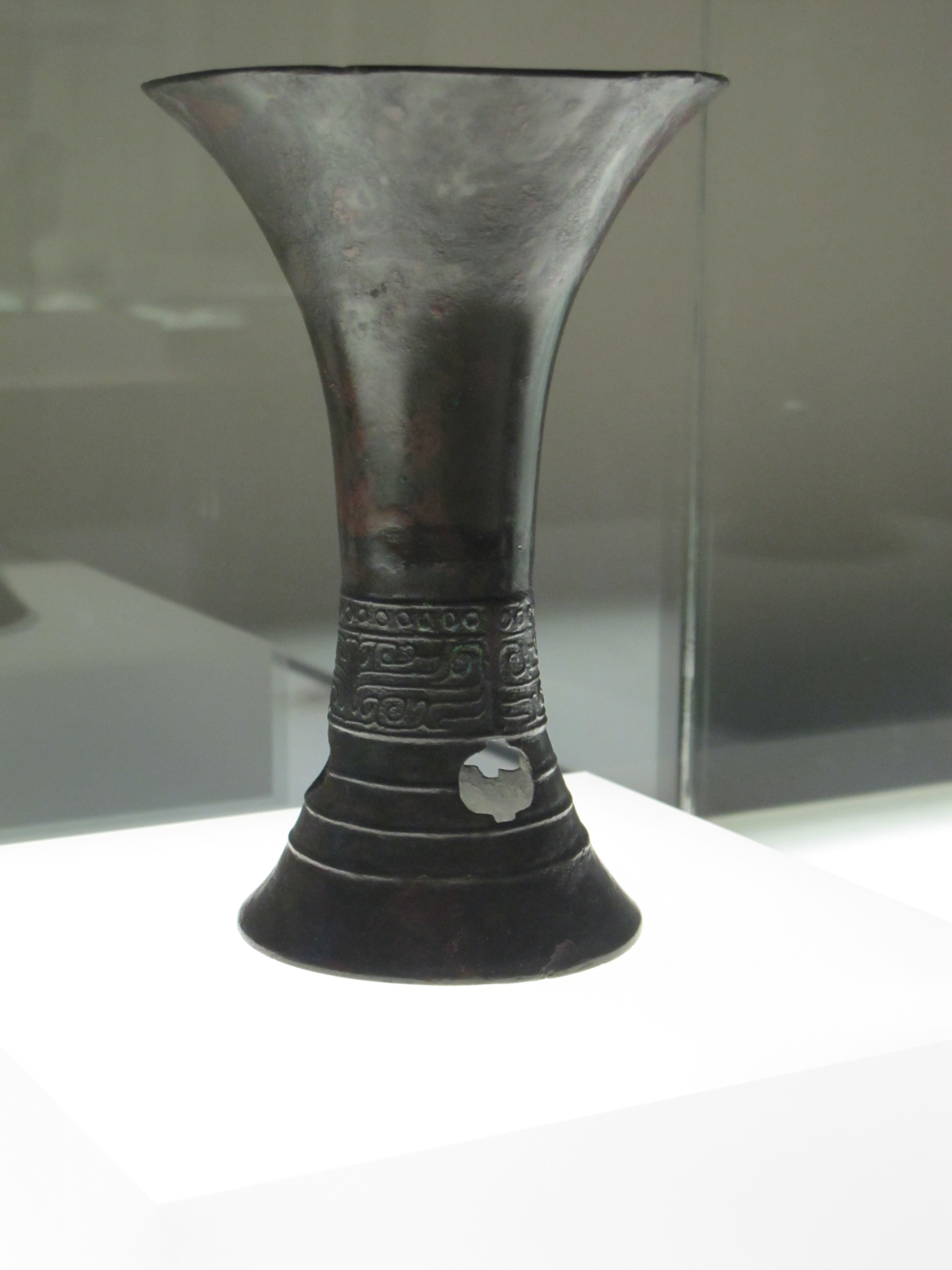
Calice Gū (Museo Cernuschi)
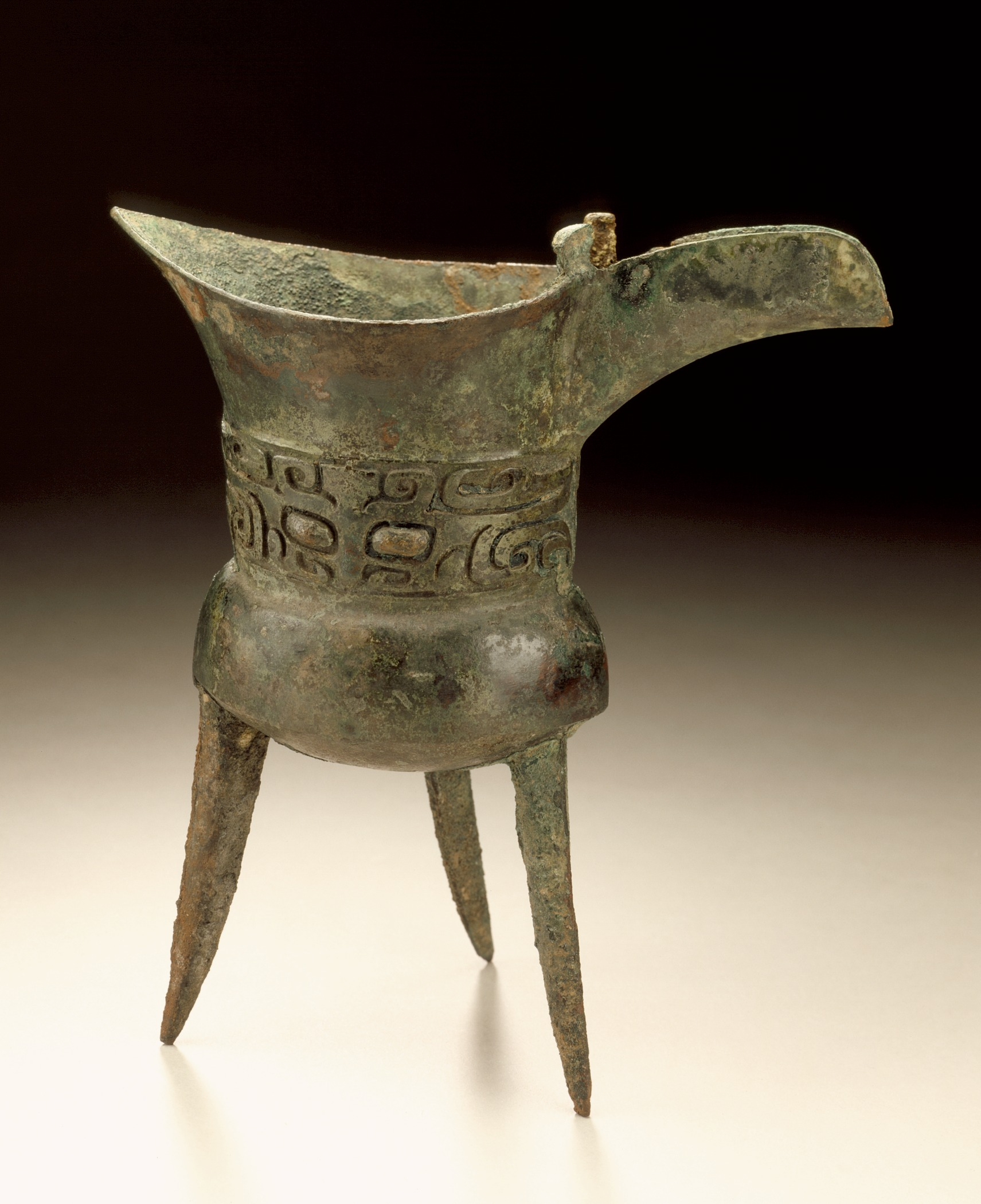
Vaso Jué con decorazione taotie e pietre dure (LACMA).
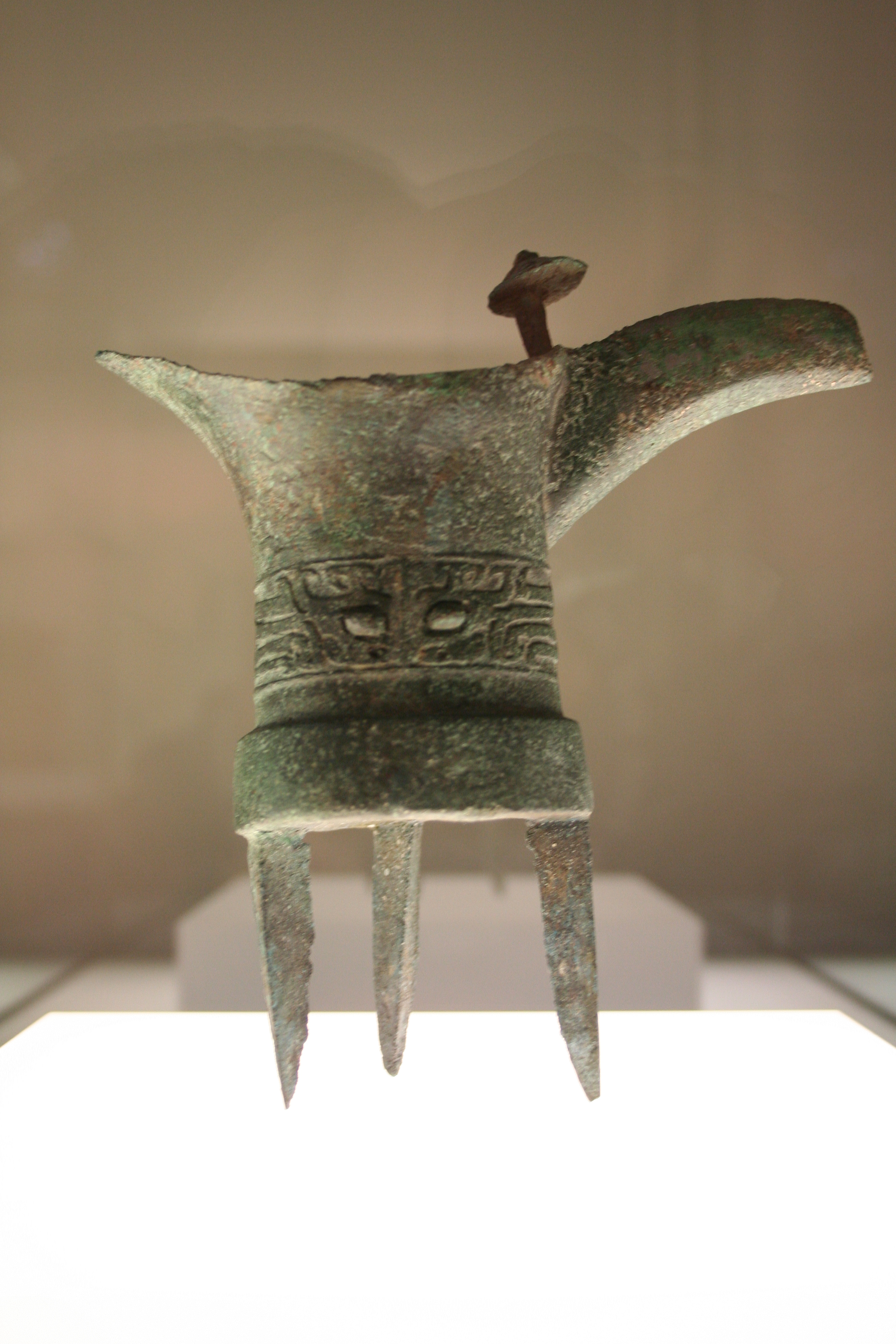
Vaso Jué con decorazione taotie - XV-XIV secolo a.C. (Museo Cernuschi)

Lo Stile III iniziò in seno alla Cultura di Erligang come uno sviluppo graduale dello Stile II, senza una chiara separazione. I modelli aumentarono di complessità e s'estesero sulla parte maggiore della superficie del vaso. Furono introdotti molti nuovi disegni e variazioni di rilievo. Man mano che i disegni diventavano più elaborati, venivano eseguiti esclusivamente sul modello. A differenza delle superfici in rilievo, le linee infossate hanno tutte la stessa larghezza, suggerendo che siano state incise sul modello con uno strumento particolare. Fu in questo periodo che le tecniche metallurgiche delle pianure centrali si diffusero su una vasta area e nuovi stili regionali emersero nella Valle dello Yangtze. Lo stile si sviluppò pienamente nel periodo compreso tra la Cultura Erligang e il tardo periodo Shang. Gli oggetti del tardo Stile III introdussero rilievi ondulati per rendere più leggibili i disegni elaborati.
Lo Stile IV rappresenta un passaggio improvviso a un nuovo metodo per rendere intelligibile il design. Invece di scolpire l'intero disegno con scanalature uniformi di densità costante, i motivi sono rappresentati con una bassa densità di linee, in contrasto con l'alta densità di linee più sottili che, nel secondo registro, creano la base/sfondo. Data a questo momento la diffusione del motivo leiwen. I motivi ora avevano una forma chiara e al taotie e al drago s'univano immagini di uccelli e altri animali realistici.

Esempi di bronzi della dinastia Shang
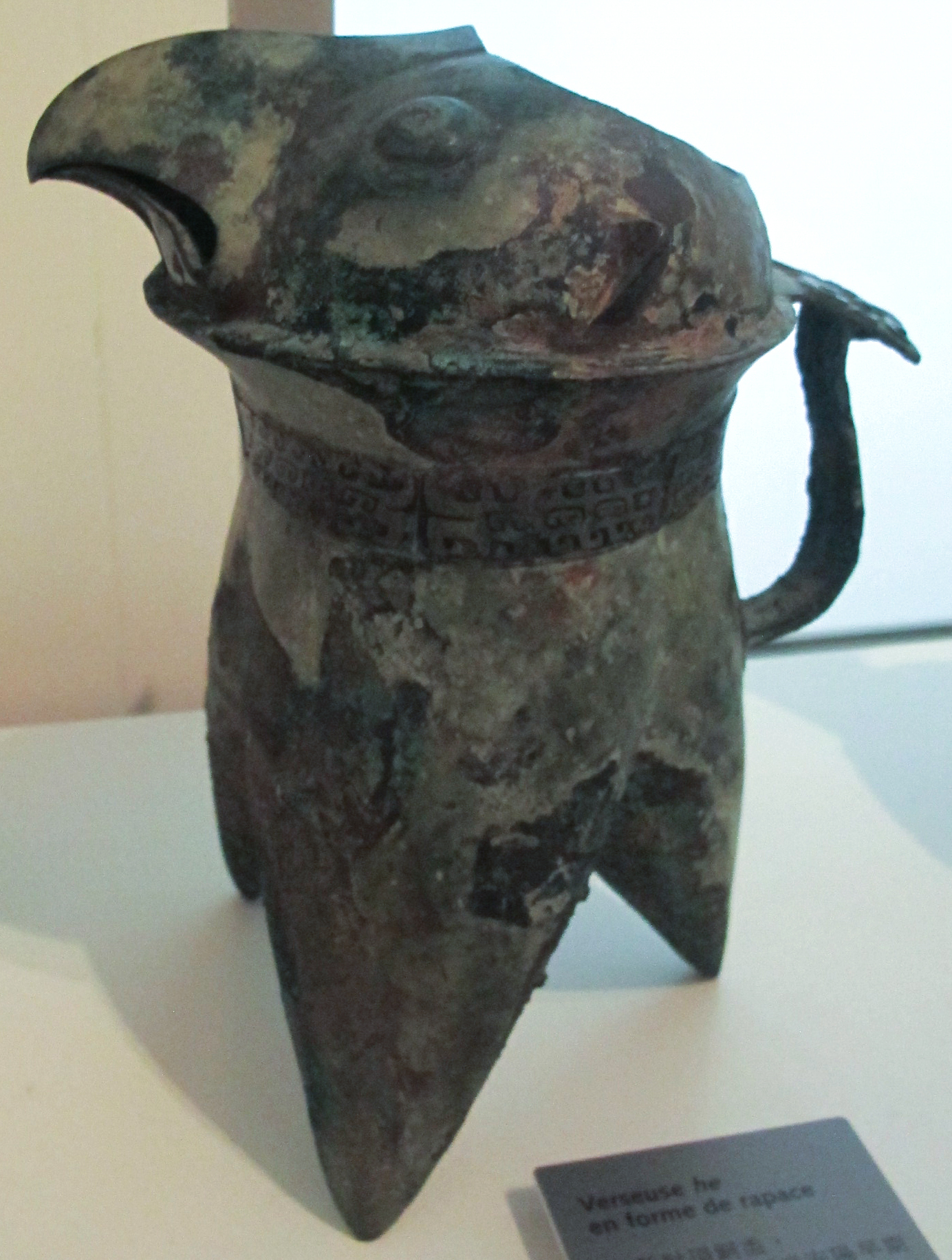
Brocca Hé in forma di rapace, XIII-XII secolo a.C. (Museo Guimet).
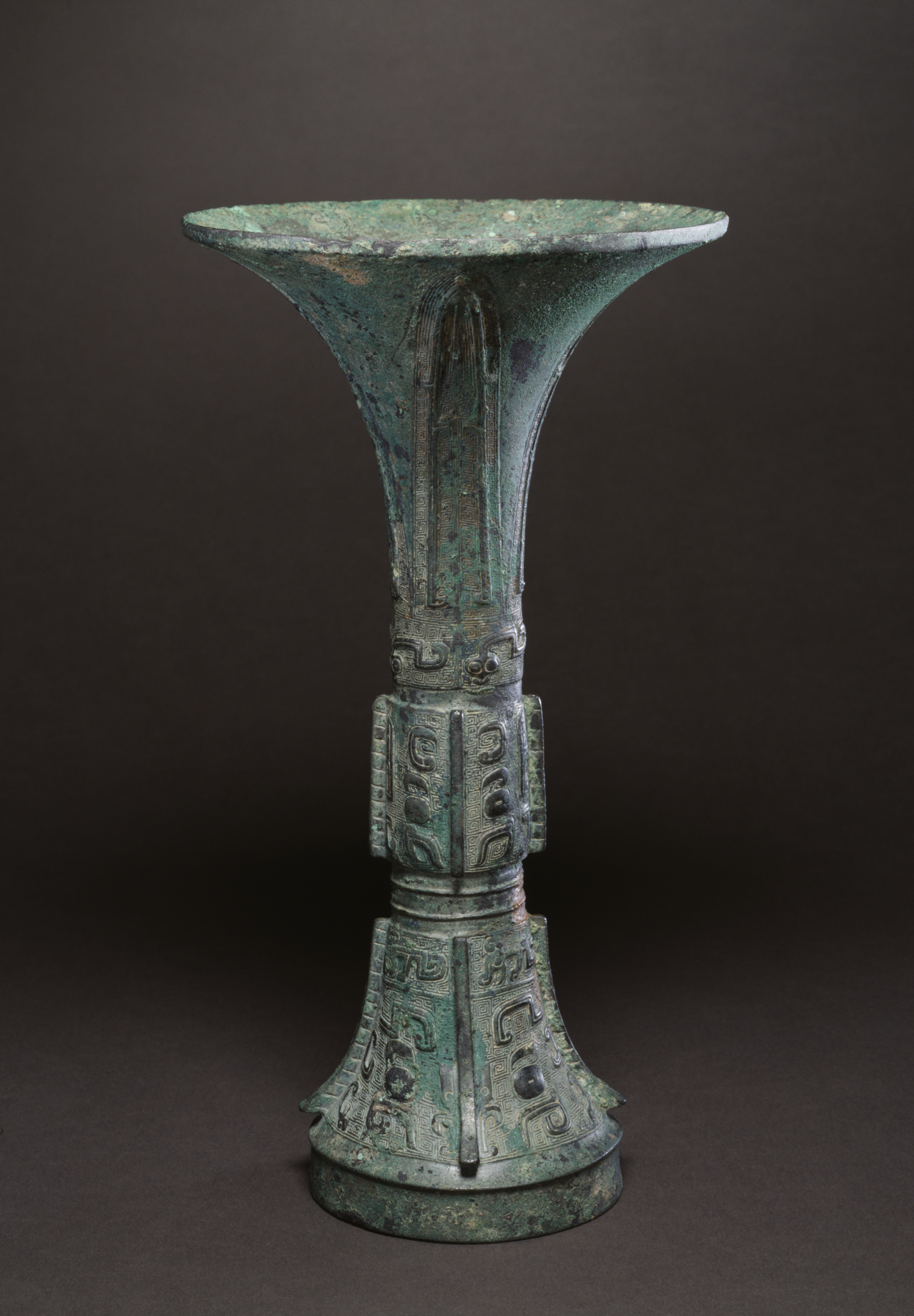
Calice Gū, XII-XI secolo a.C. (Walters Art Museum)
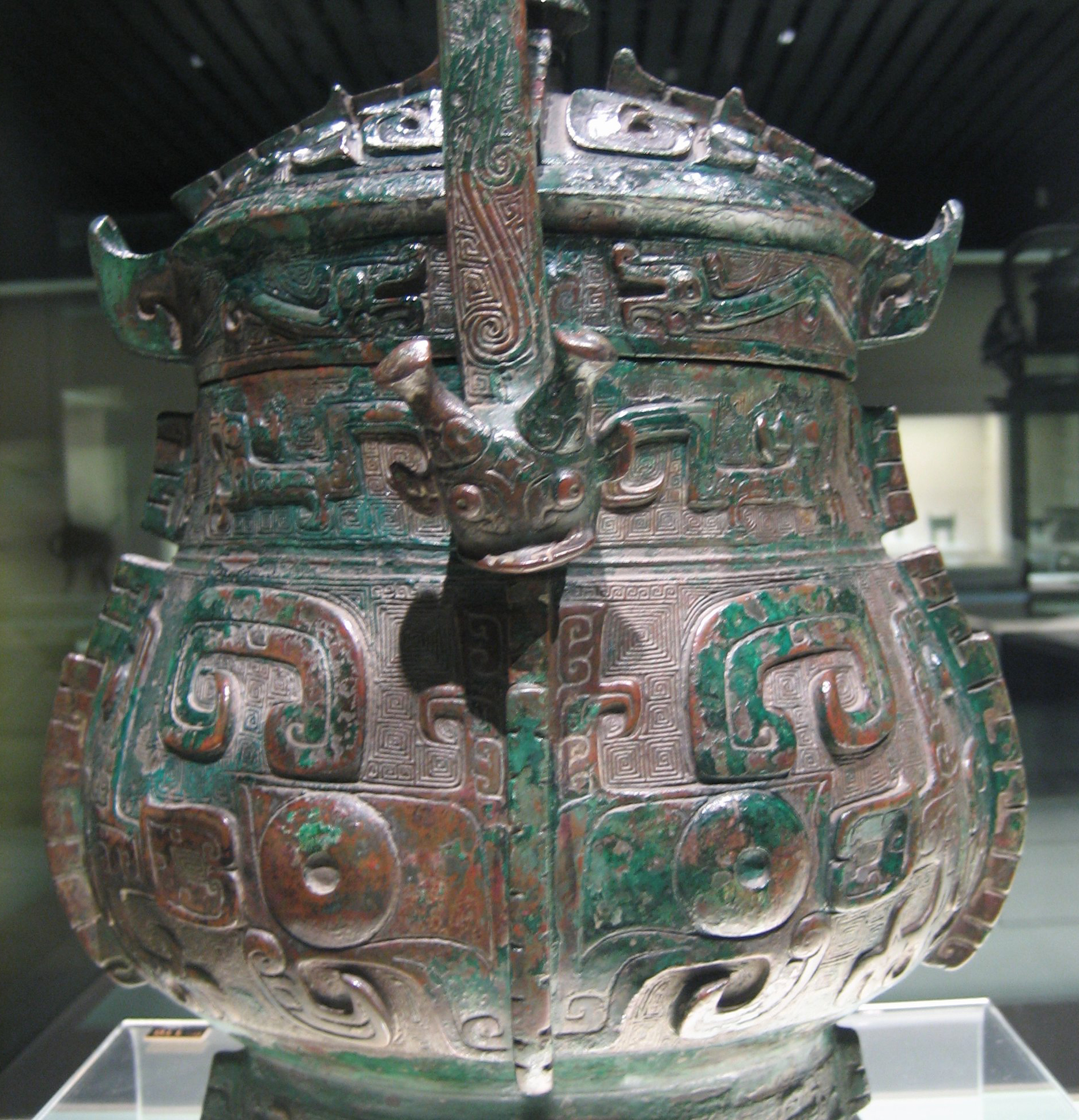
Vaso Yǒu decorato con taotie (I p.) e leiwen (II p.),[60] XII secolo a.C. (Museo di Shanghai).

Lo Stile V si basa sullo Stile IV, rialzando il motivo in altorilievo per enfatizzare ulteriormente il contrasto con il fondo. Le flange rialzate sono state utilizzate per contrassegnare le suddivisioni dei registri decorativi. I vasi di bronzo recuperati dalla Tomba di Fu Hao sono decorati in Stile V. Alcune varianti regionali dello Yangtze presentano altorilievi senza il fondo a leiwen, suggerendo che rappresentino sviluppi indipendenti dallo Stile III.

Tabella riassuntiva - Sequenza evolutiva dei cinque stili di Loehr
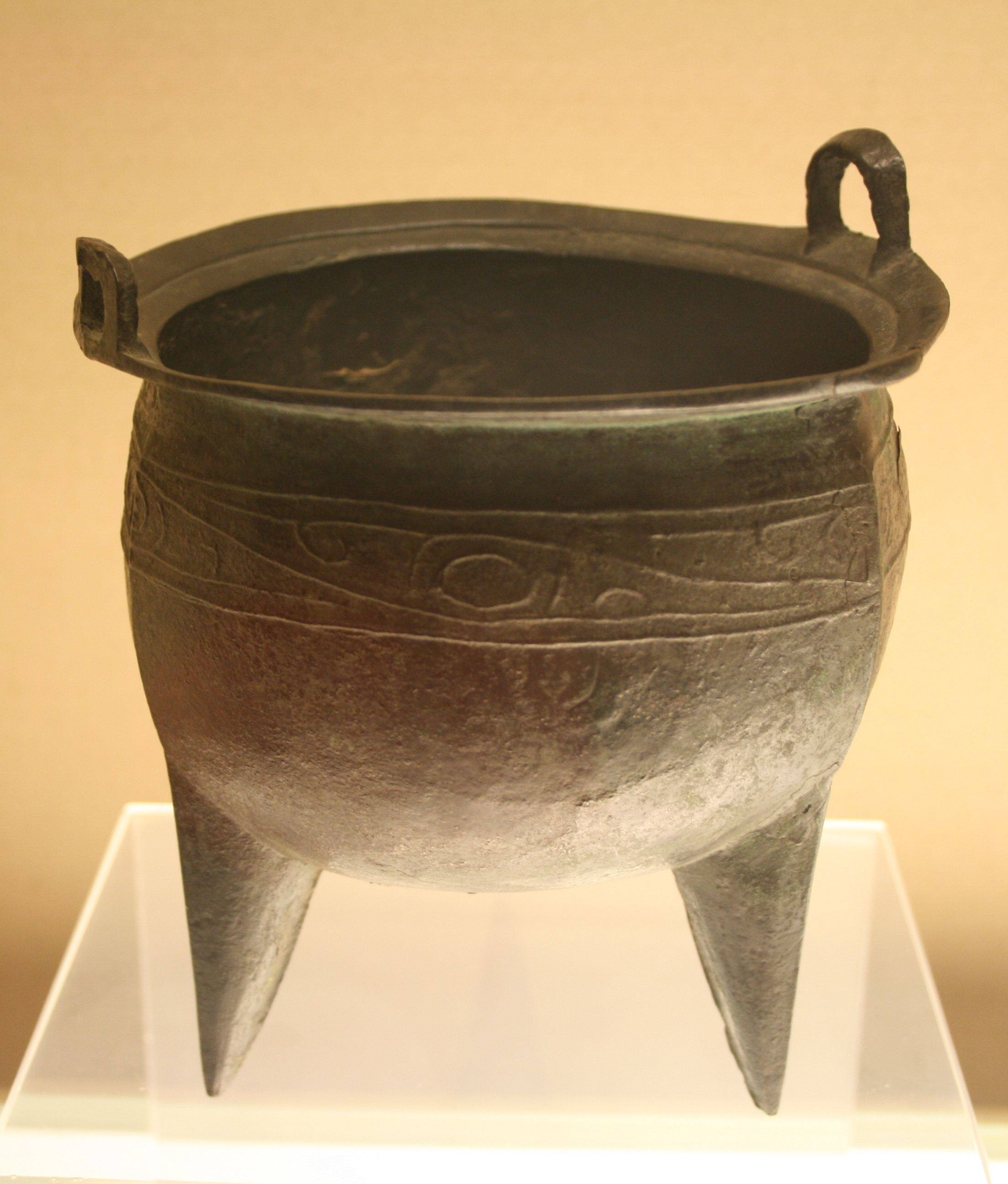
Dǐng, Stile I.
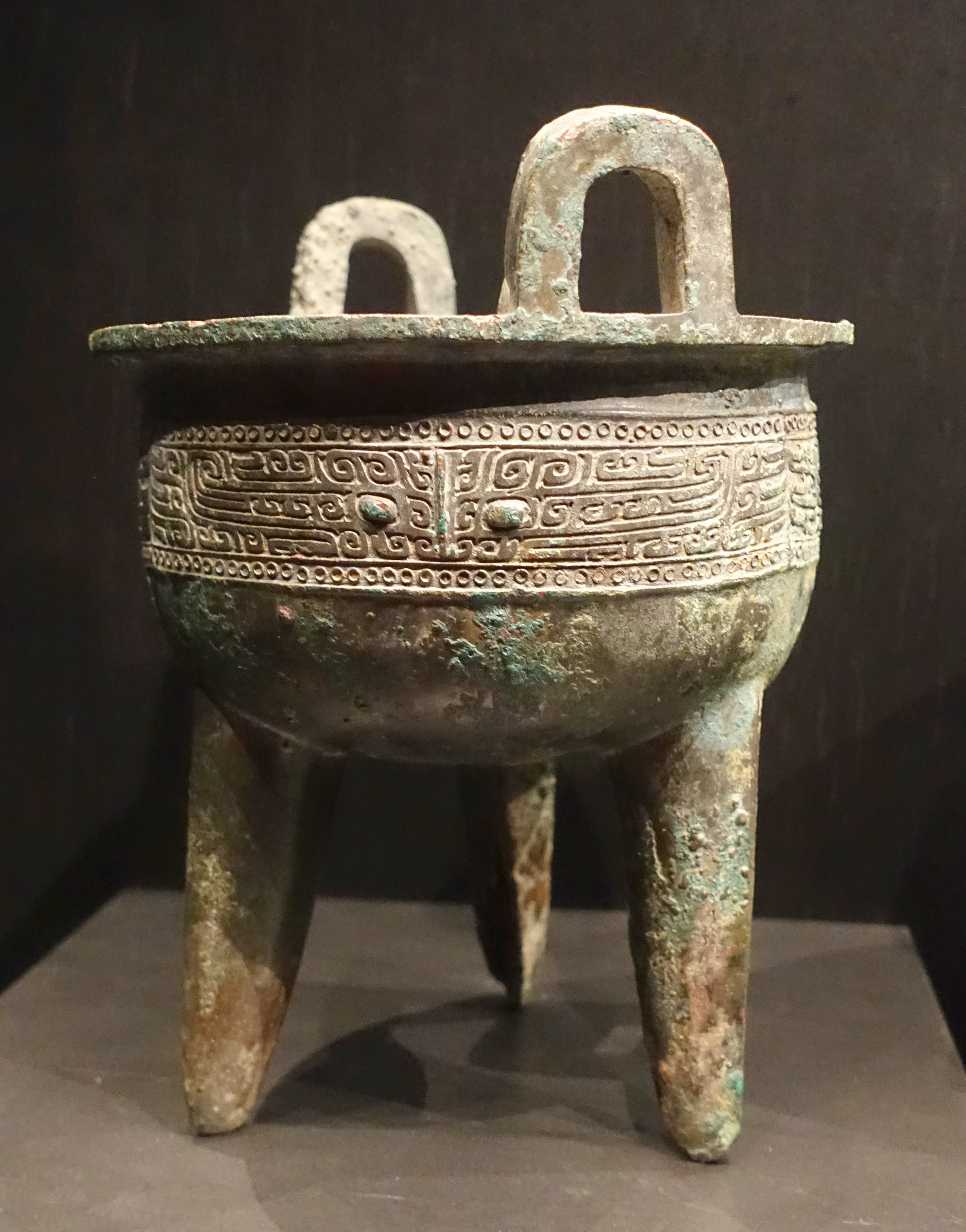
Dǐng, Stile II.
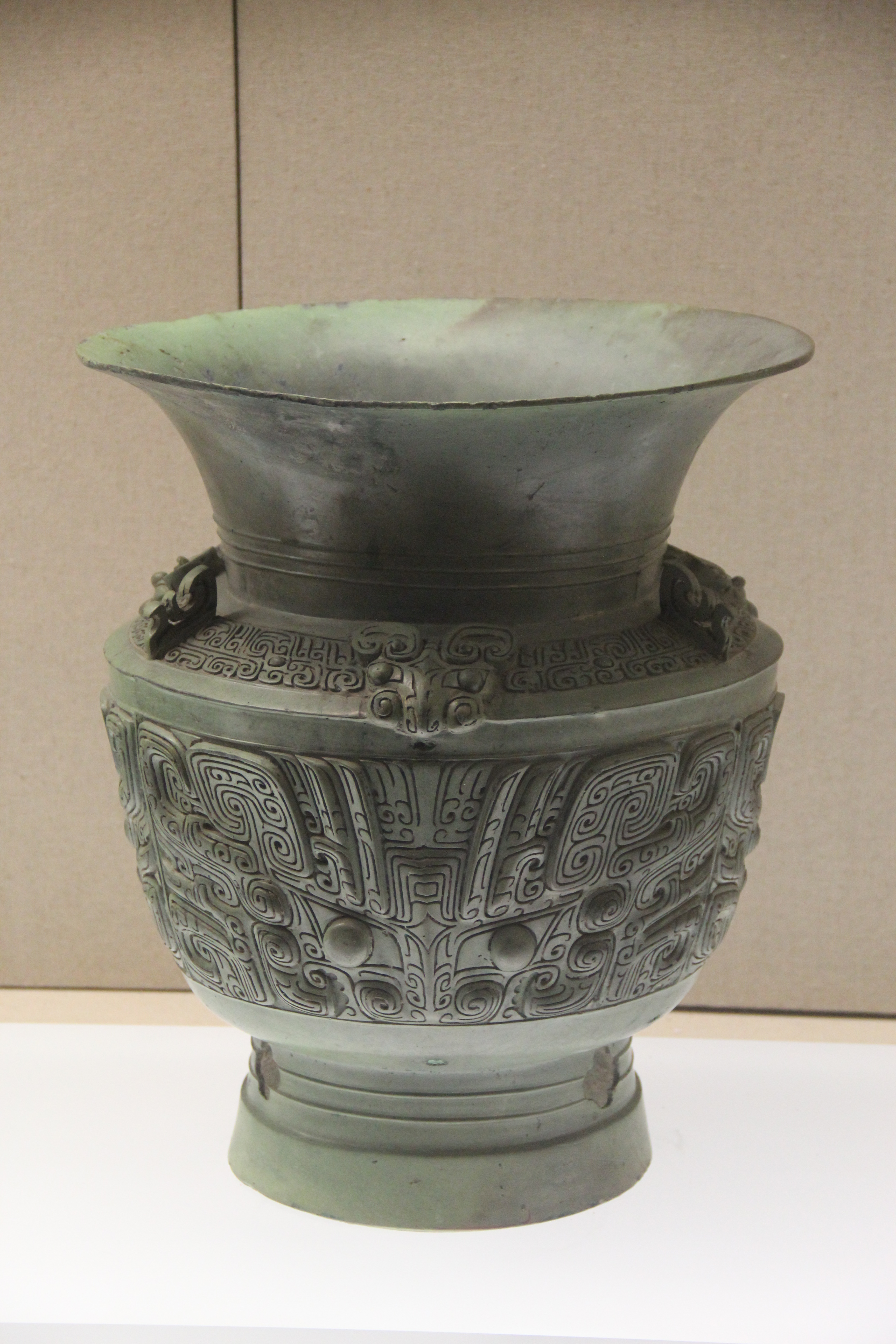
Zūn, Stile III.
Hú, Stile IV.
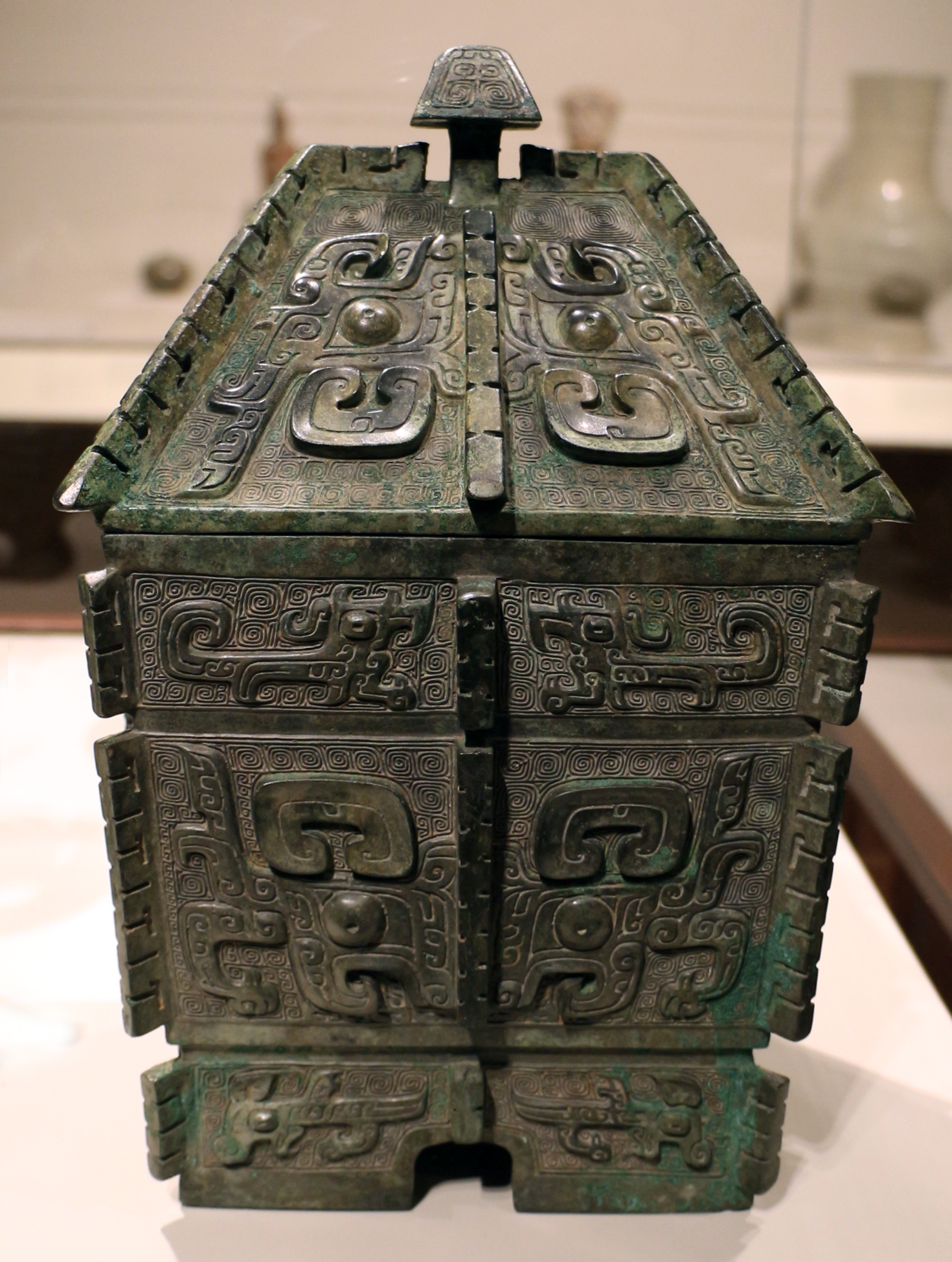
Fangyí, Stile V.

Vasi del Hunan, XIII-XI secolo a.C.
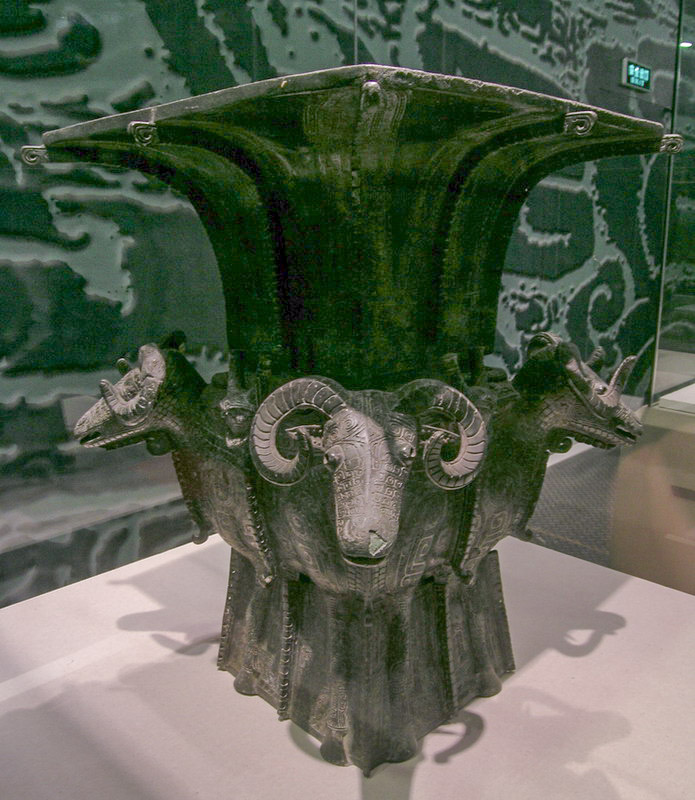
Zūn quadrato con corona di teste d'ariete al colletto.
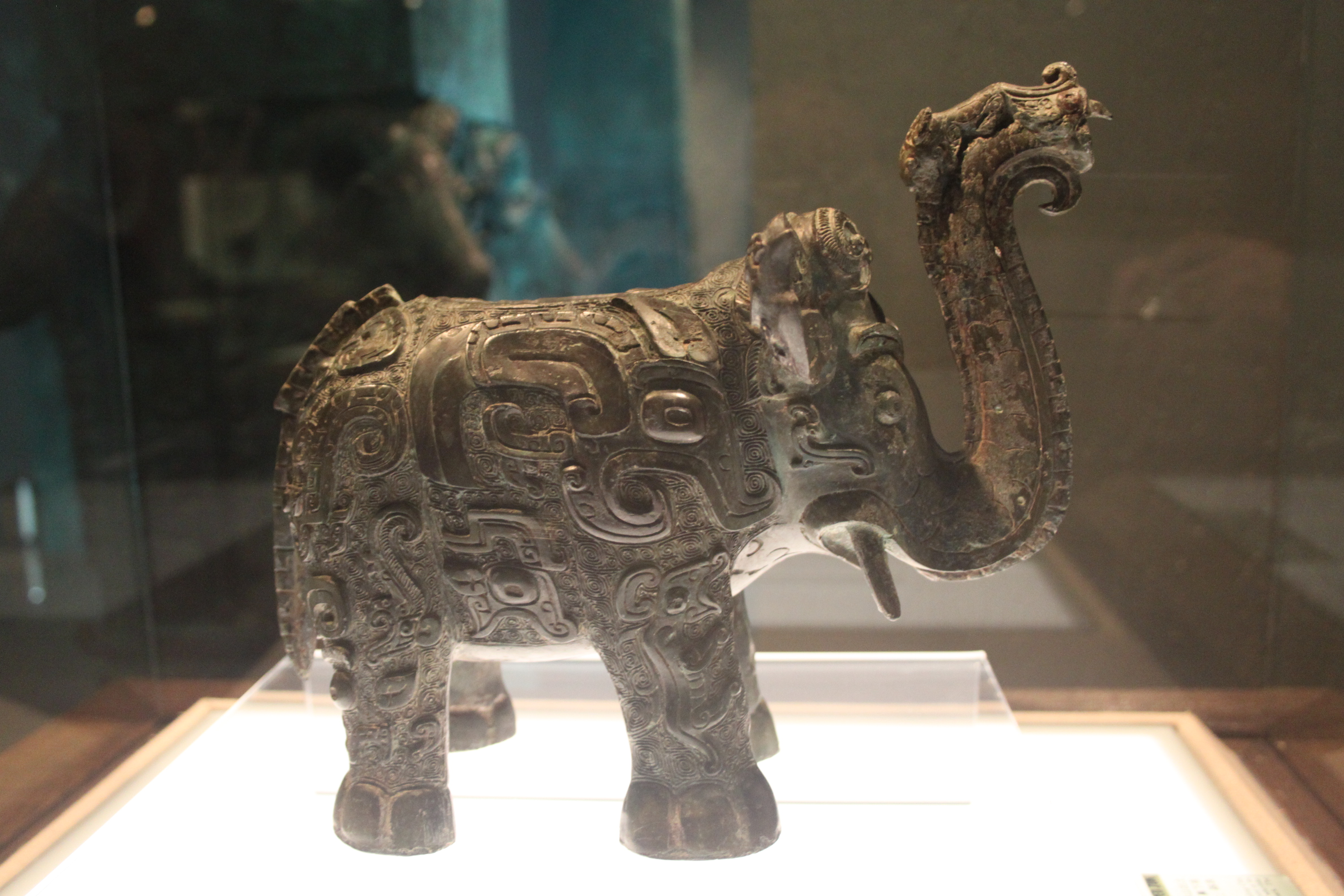
Zūn elefantiforme.
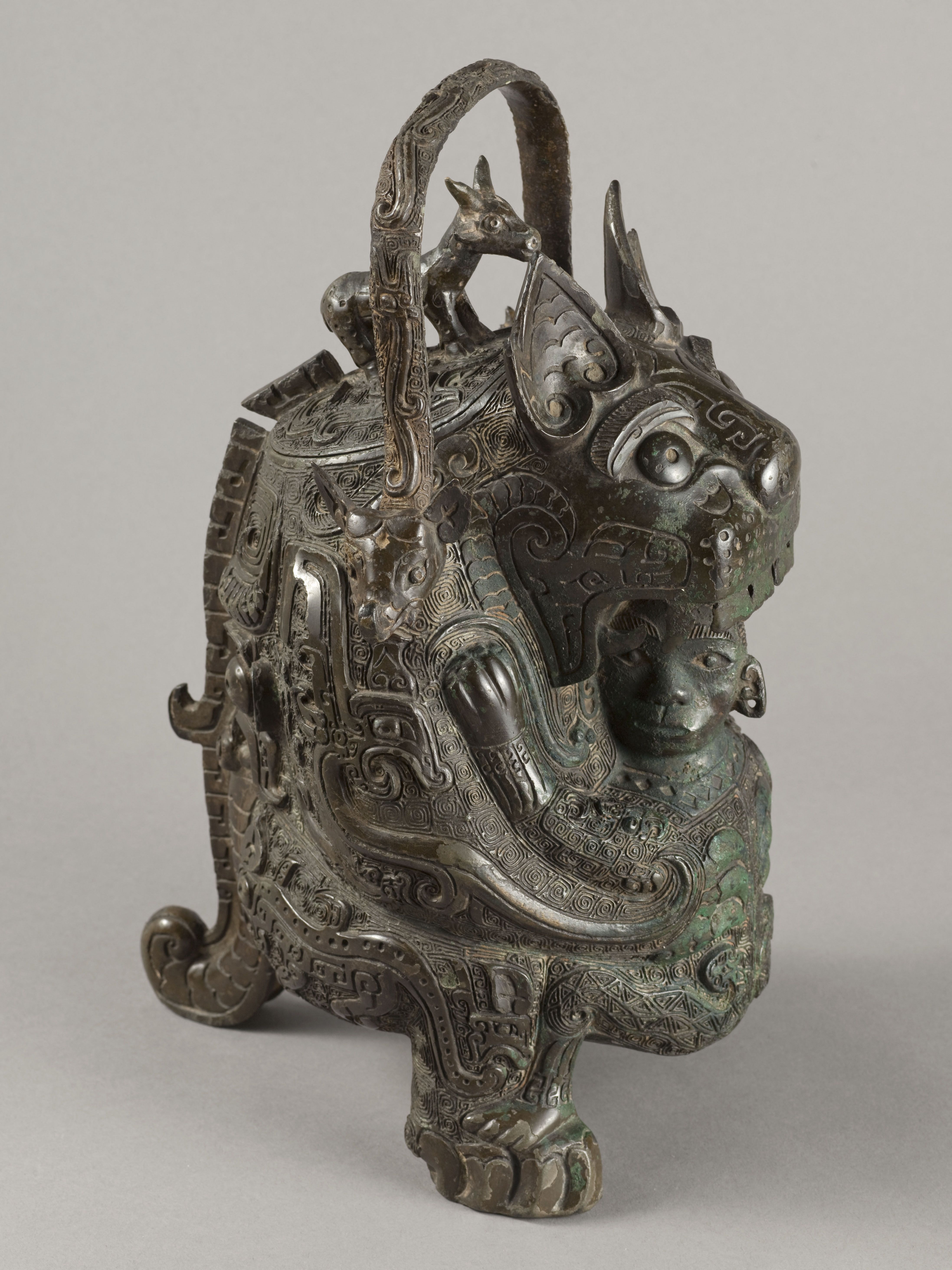
Sìa a forma di tigre.
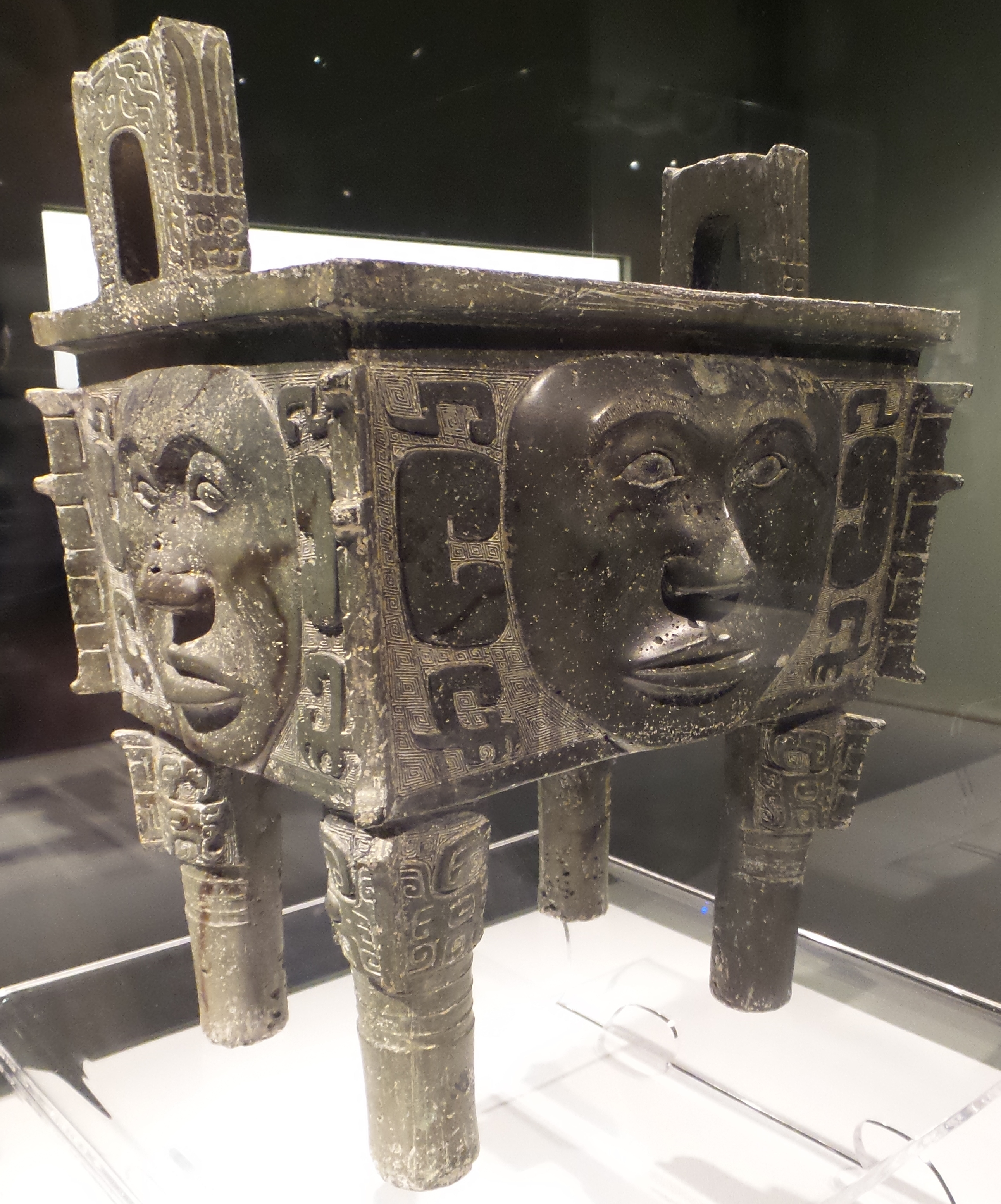
"Da He Dǐng".

#### Dinastia Zhou occidentale (1046–771 a.C.)
I bronzi Zhou occidentali possono essere suddivisi, in base a forma, decorazione e tipologie, in tre periodi: arcaico, medio e tardo. I tipi più diffusi durante tutto l'arco del periodo furono il bacino guǐ e il calderone dǐng ed erano anche i vasi che più probabilmente recavano lunghe iscrizioni. L'uso rituale delle campane di bronzo, già attestato per gli Shang, passò anche agli Zhou.
I bronzi Zhou dei primi tempi erano rielaborazioni di disegni del tardo periodo Shang, in un chiaro intento imitativo della produzione artistico-rituale della precedente dinastia cui Zhou Wuwang (r. 1046–1043 a.C.) aveva strappato il predominio sulla Cina protostorica, caratterizzati da decorazioni in altorilievo, spesso con flange pronunciate, e facevano ampio uso del motivo decorativo taotie. Vasi da vino dei tipi jué, jiǎ e gū continuarono allora ad essere prodotti salvo scomparire, per la maggior parte, nei periodi successivi. Gli yǒu e gli zūn venivano solitamente scelti in set corrispondenti. I primi vasi guǐ erano rialzati su una base. Nel corso del tempo, i vasi divennero meno appariscenti.
Verso la metà del X secolo a.C., nella zona centrale del dominio Zhou, i taotie furono sostituiti da un motivo zoomorfo ricorrente: una coppia d'uccelli dalla lunga coda che si fronteggiano. I vasi divennero più piccoli e puliti nei contorni. I nuovi tipi di maggior diffusione erano il vaso hú, la campana zhōng e il vaso xǔ. I vasi guǐ di questo periodo tendono ad avere il coperchio ed i calderoni dǐng abbandonano la sezione quadrata in favore d'una foggia ben tondeggiante.
Al volgere degli Zhou occidentali (i.e. dall'inizio del IX secolo a.C.), furono introdotti nuovi tipi di vasi, inizialmente nello Shaanxi estremo occidentale ma poi diffusisi rapidamente nello Shaanxi centrale. Questi nuovi tipi, raggruppati in grandi serie, potrebbero essere la testimonianza d'un cambiamento in seno alle pratiche rituali Zhou. Le decorazioni zoomorfe furono sostituite da forme geometriche come nervature e fasce a losanga. Tuttavia, le gambe e le maniglie divennero più grandi e più elaborate e spesso erano sormontate da teste d'animali.

Esempi di vasi guǐ degli Zhoug occidentali
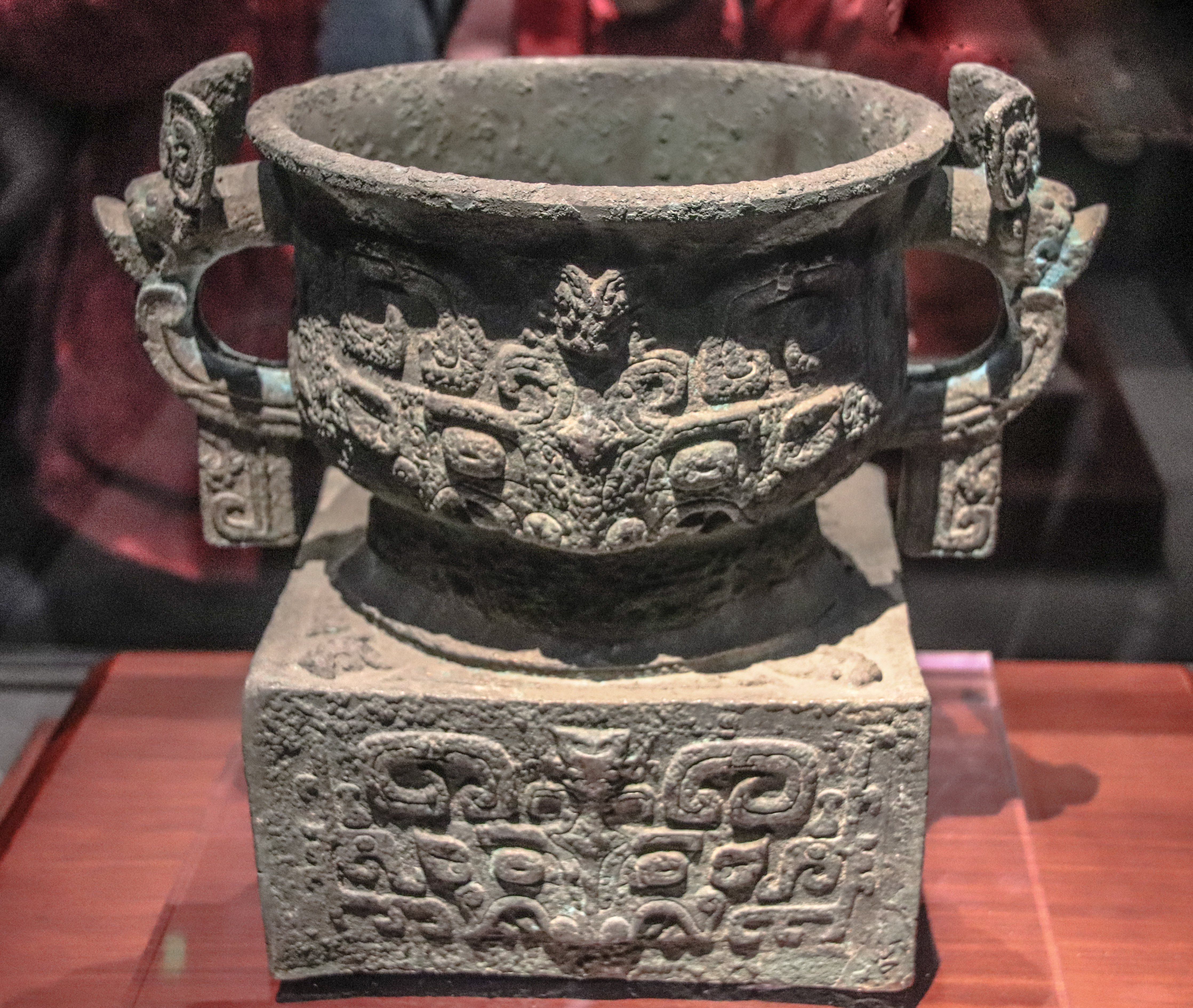
Vaso guǐ (c.d. "Li Gui") del periodo Zhou occidentale arcaico.
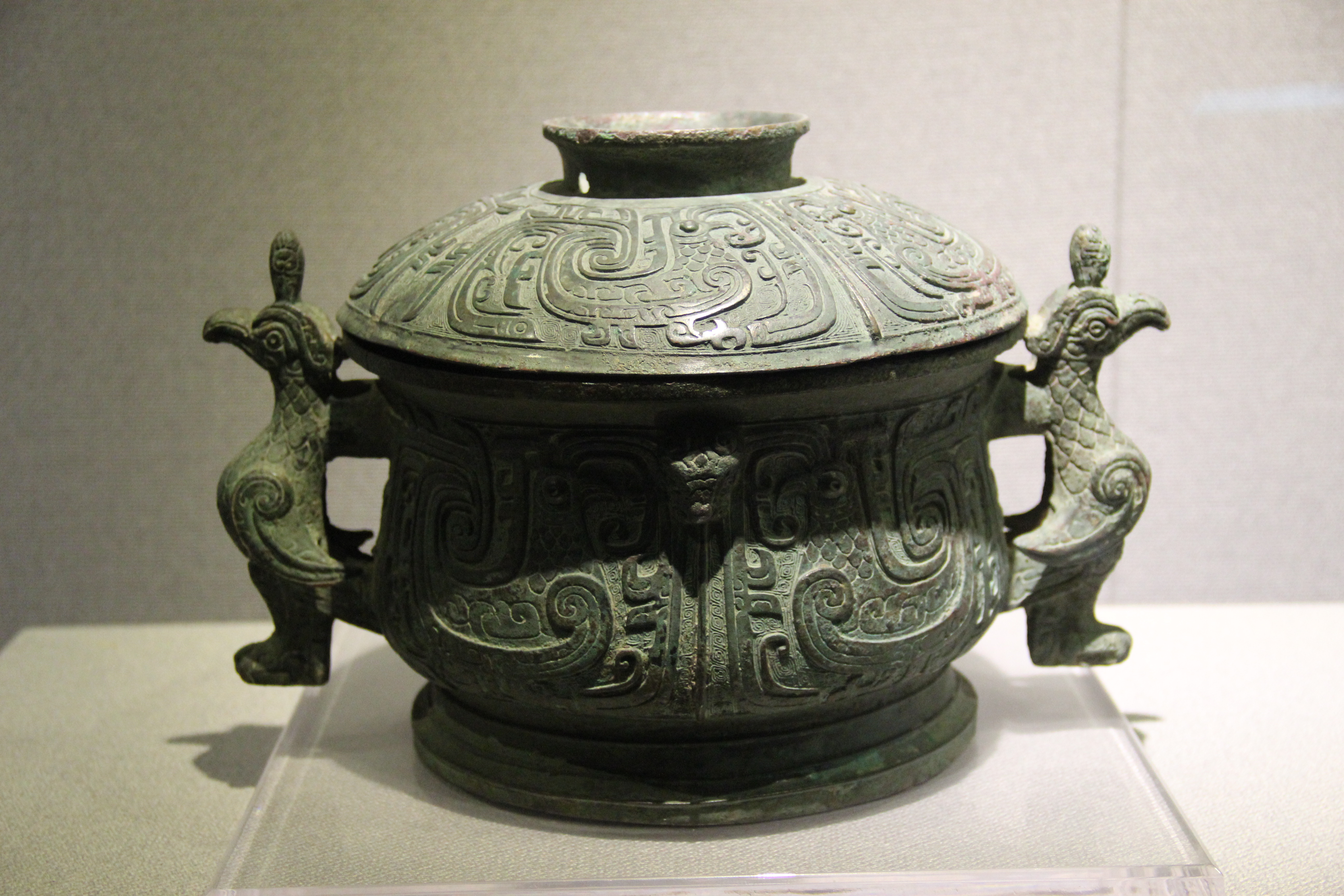
Vaso guǐ (c.d. "Gong Gui") del periodo Zhou occidentale medio.
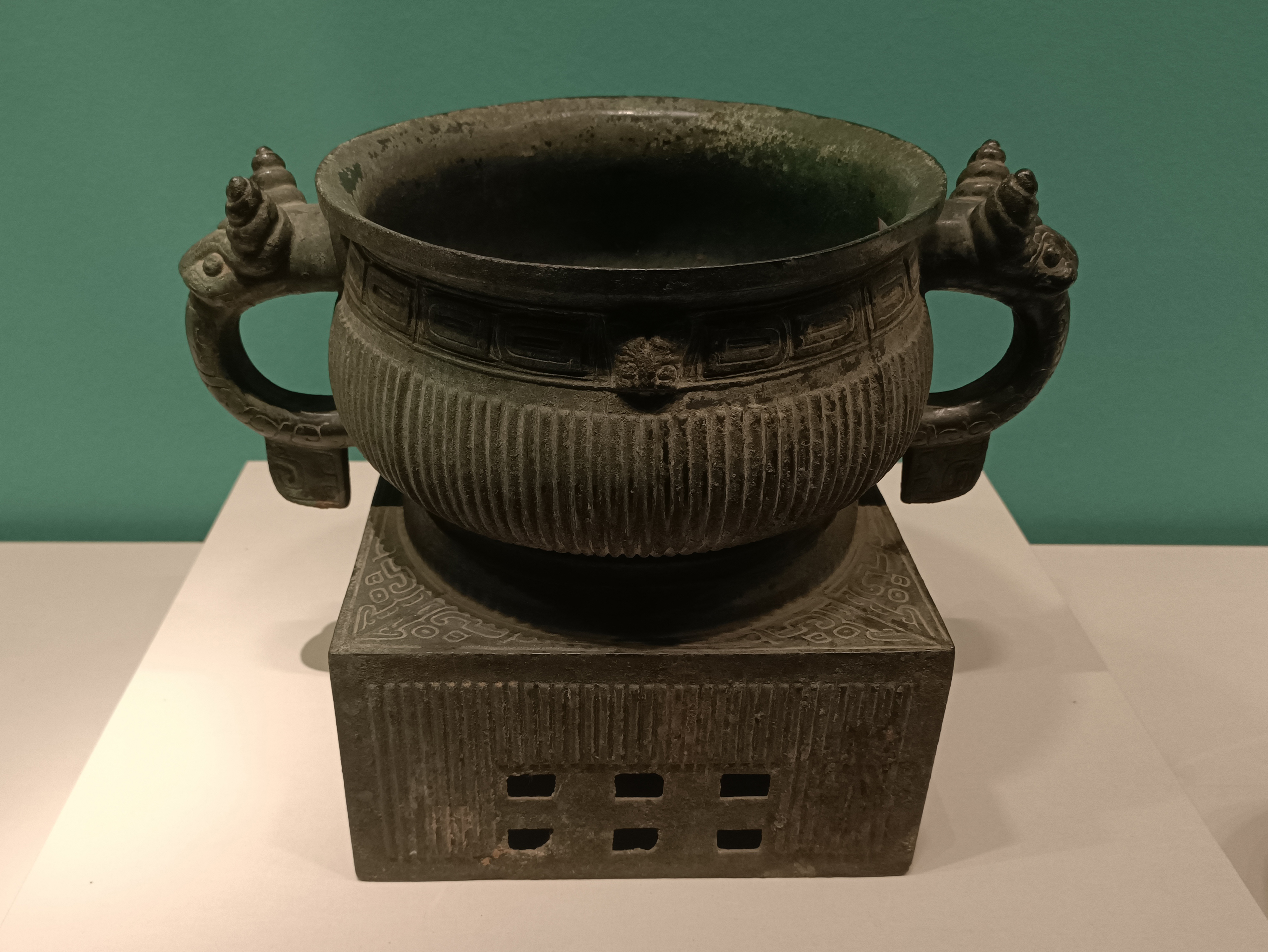
Vaso guǐ (c.d. "Xing Gui") del periodo Zhou occidentale tardo.

Esempi di calderoni dǐng degli Zhou occidentali
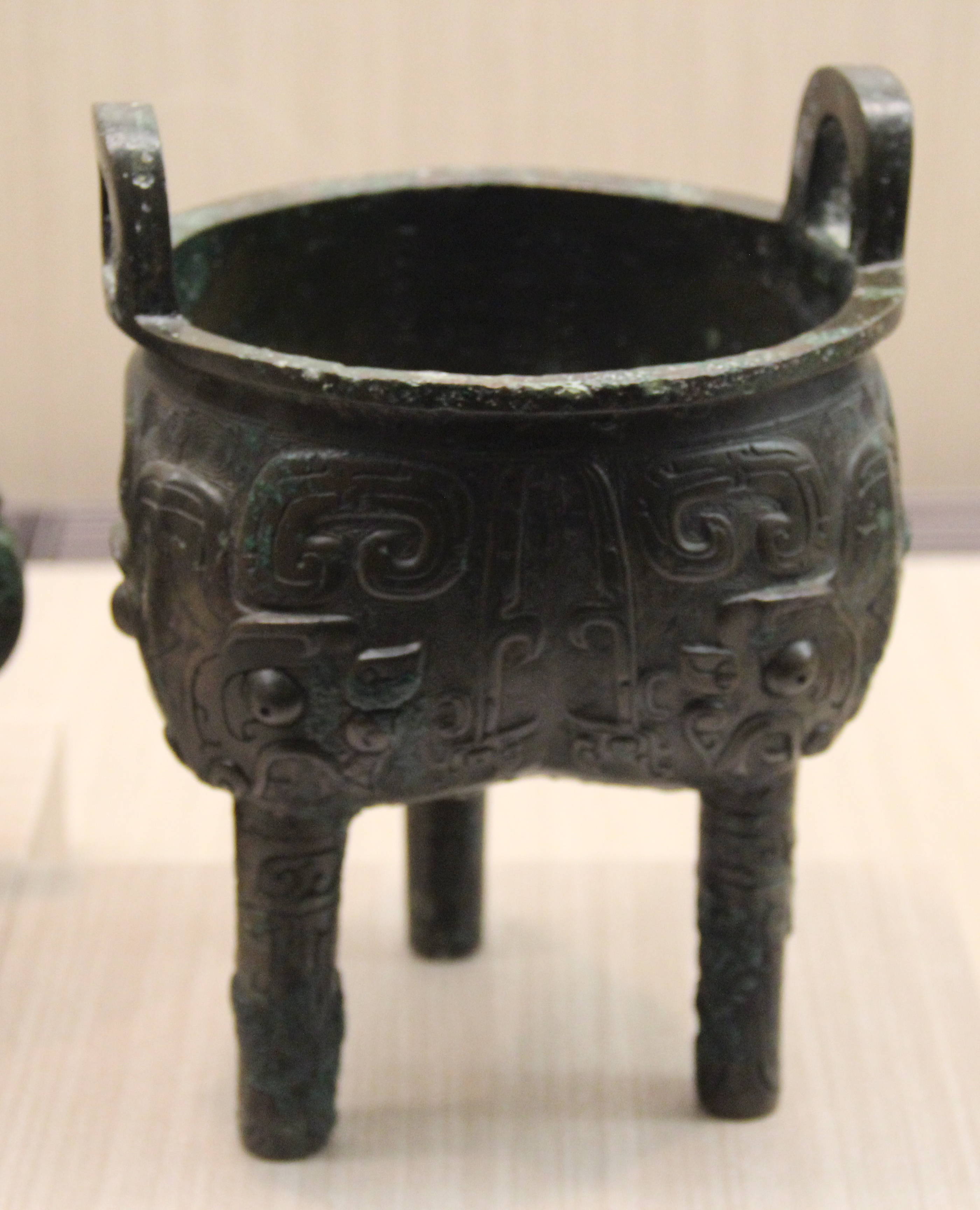
Dǐng (c.d. "Xianhou Ding") del periodo Zhou occidentale arcaico.
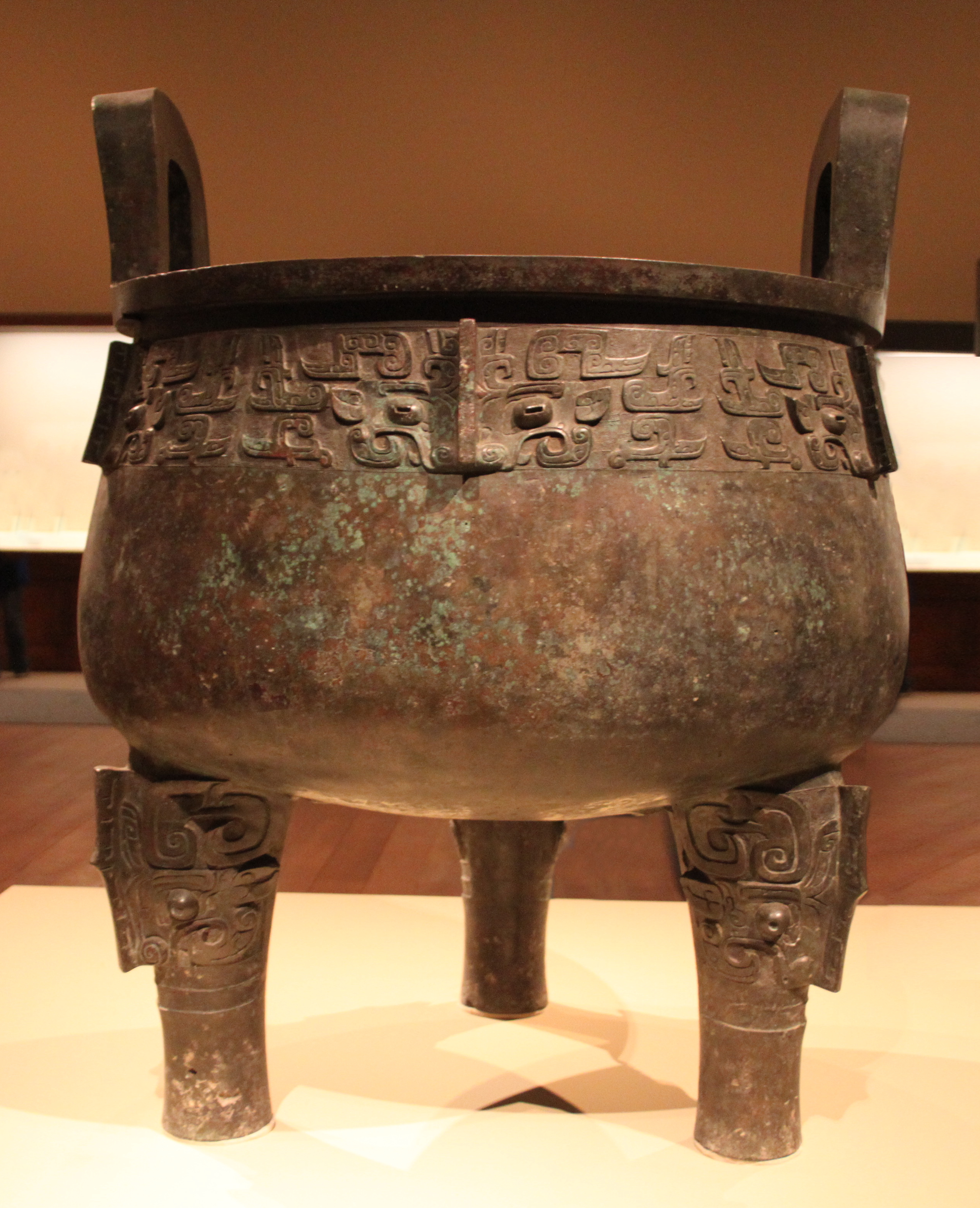
Dǐng (c.d. "Da Yu Ding") del periodo Zhou occidentale medio iniziale.
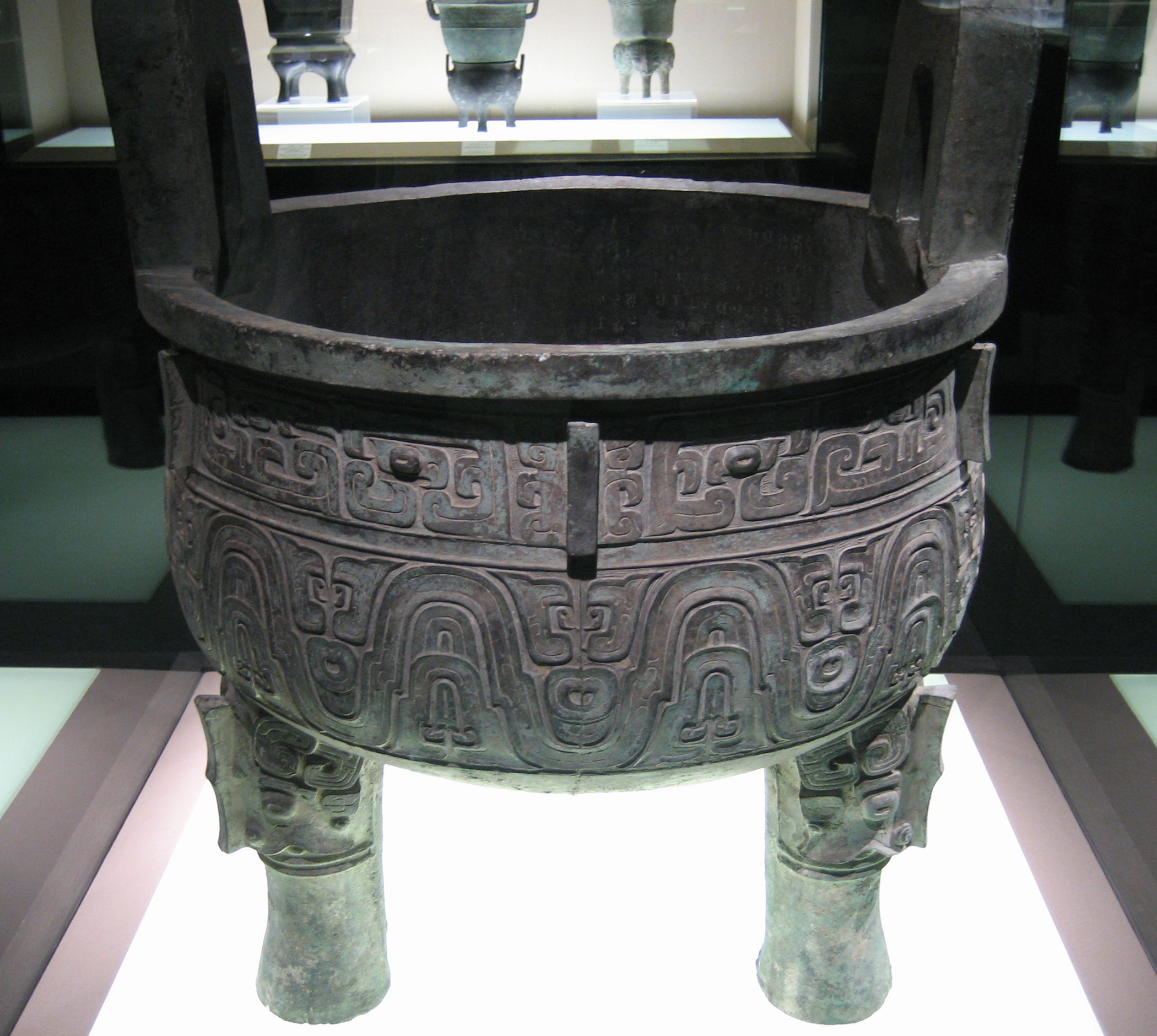
Dǐng (c.d. "Da Ke Ding") del periodo Zhou occidentale medio-finale.
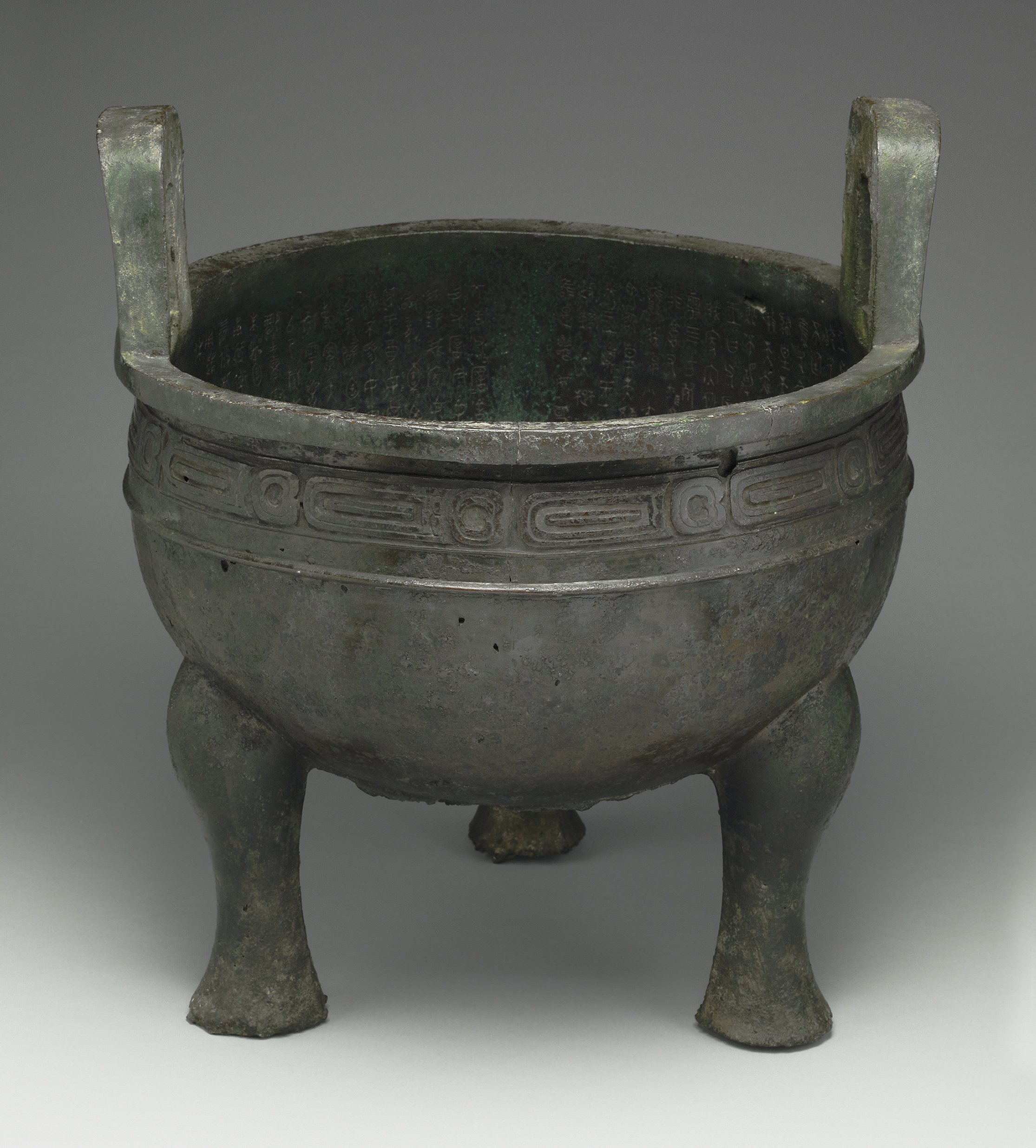
Dǐng (c.d. "Mao Gong Ding") del periodo Zhou occidentale tardo.

#### Periodo delle primavere e degli autunni (770–481 a.C.)
Il collasso della dinastia Zhou occidentale e la sua rifondazione come dinastia Zhou orientale (771–256 a.C.) nella nuova capitale di Chengzhou presso Luoyang (Provincia di Henan) per opera di Re Ping (r. 770–720 a.C.) segnò l'inizio di una lunga fase d'instabilità politica per la Cina nota come Periodo delle primavere e degli autunni (771–481 a.C.) che, almeno per il primo secolo, non influenzò i progetti dei bronzisti sinici che seguitarono a produrre e preservare lo stile dei bronzi tardo Zhou occidentale. I cambiamenti furono graduali: i vasi tesero a diventare più tozzi, i.e. più larghi e corti, ed apparvero nuove decorazioni draghiforme; i dǐng si fecero definitivamente tondi. Datano a questo periodo i primi esemplari dei vasi duì, prima assenti, che potrebbero essere un'evoluzione dei primitivi guǐ Shang.
A metà del periodo apparvero diverse innovazioni nella produzione. Il corpo e gli accessori di un vaso potevano essere fusi separatamente e saldati insieme per completare la forma. I blocchi di modelli riutilizzabili resero la produzione più rapida ed economica. Tutte queste innovazioni concorsero nel rivitalizzare la produzione di bronzi con soggetti dalle forme più complesse e dalle decorazioni più opulente: es. il sopracitato corredo del marchese Yi di Zeng.

Esempi di bronzi del Periodo delle primavere e degli autunni
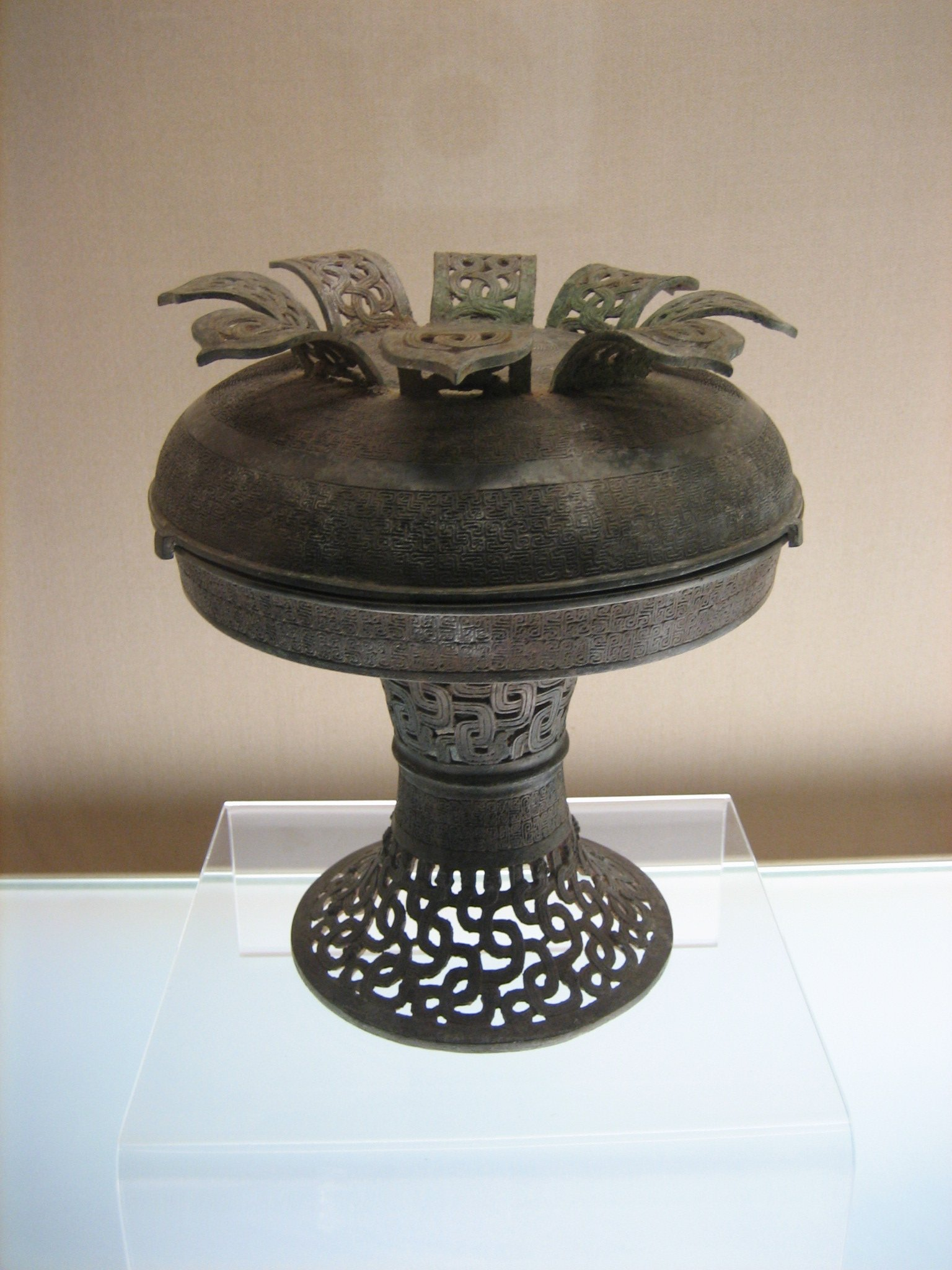
Vaso Dòu con motivi draghiformi (Museo di Shanghai).
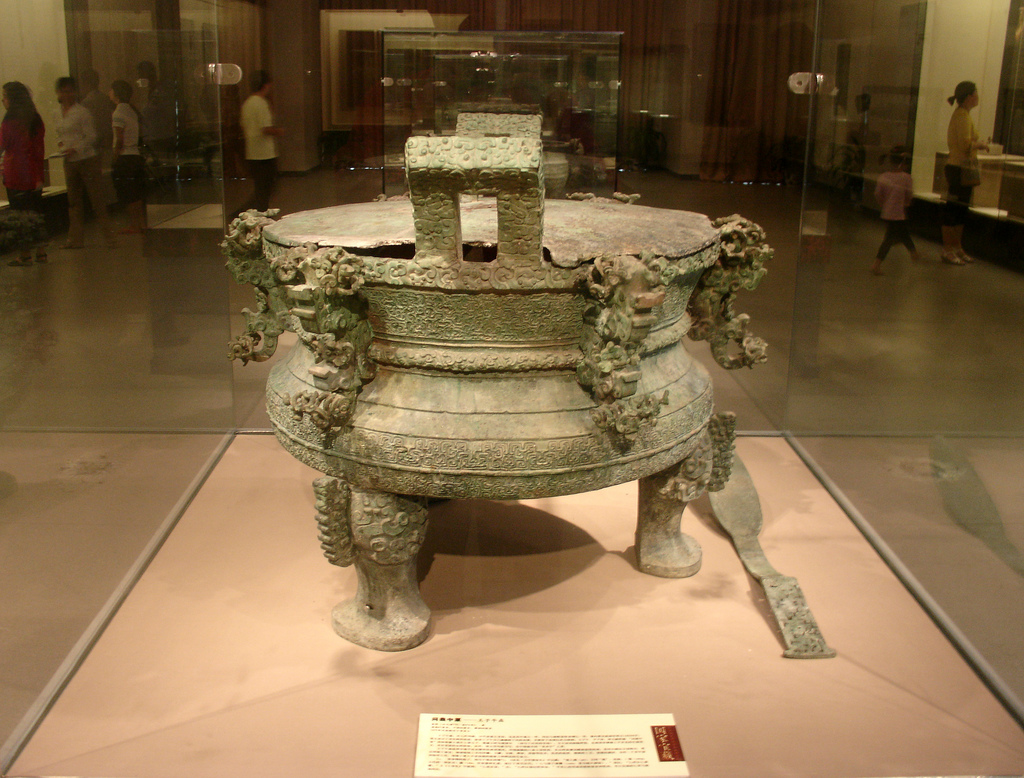
Dǐng tripode con applique draghiformi e decorazioni geometriche (Museo di Henan).
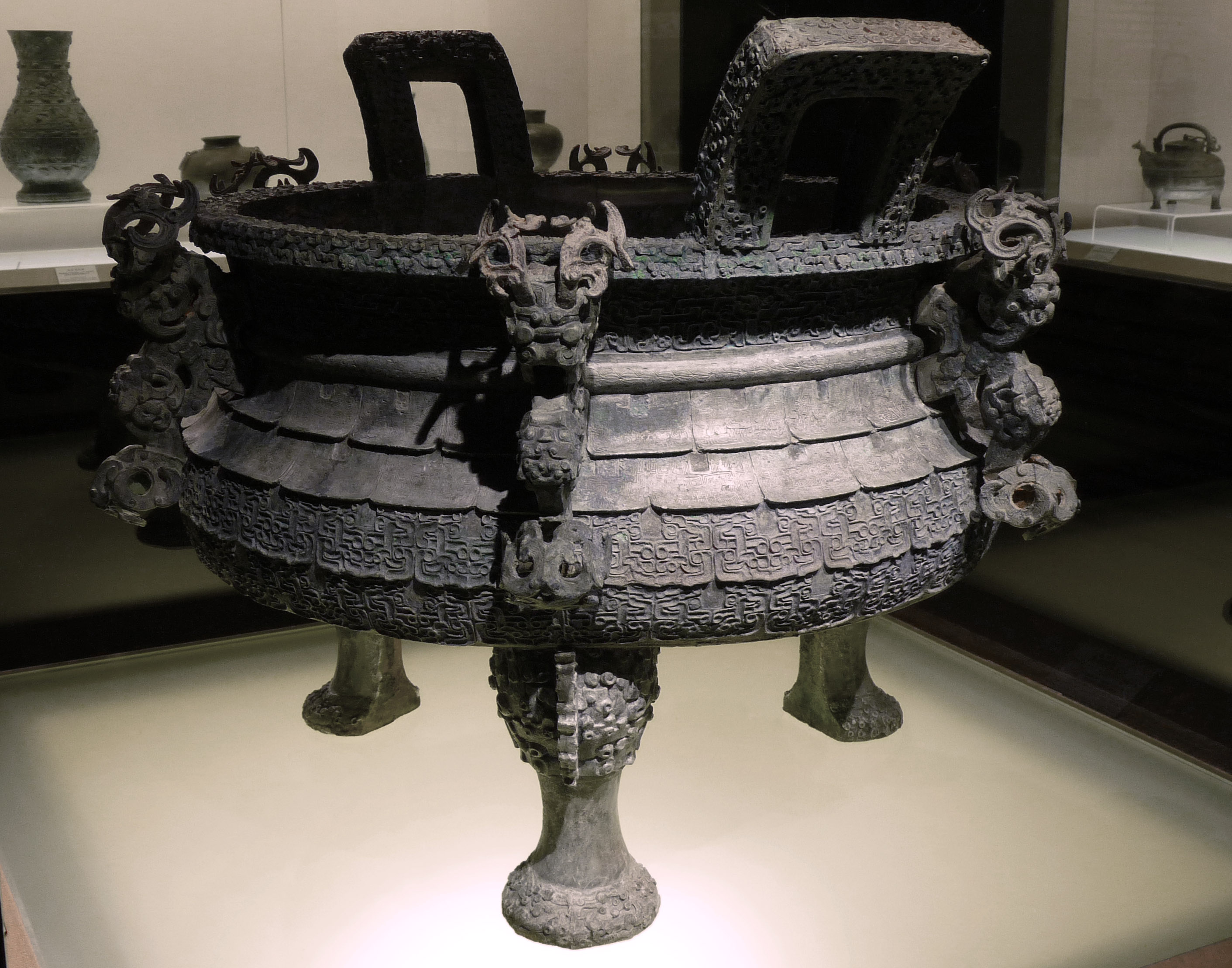
Dǐng tripode con applique draghiformi e decorazioni geometriche (Museo di Shanghai).
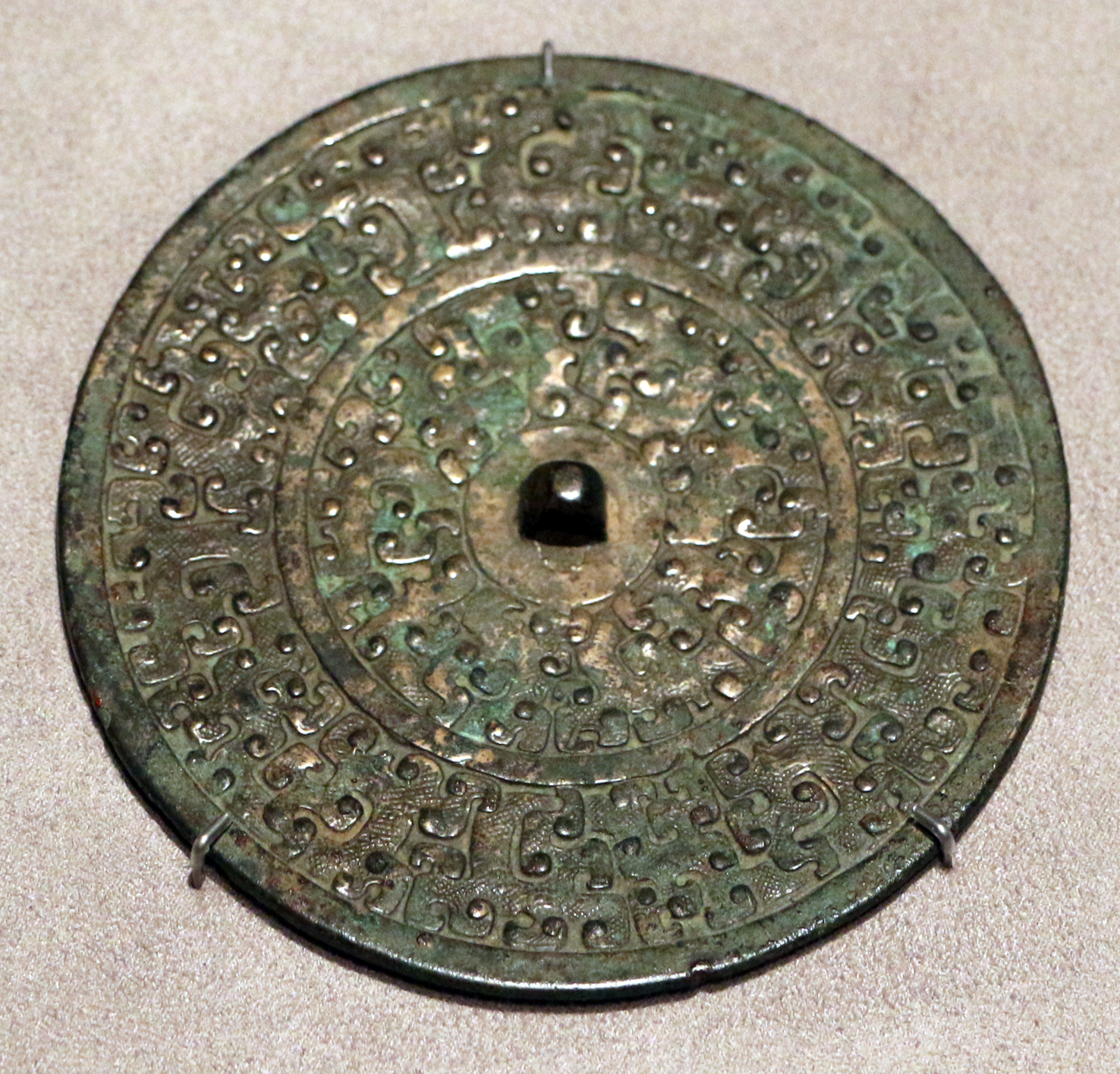
Specchio bronzeo (Museo della contea di Fengxiang).

Le continue incursioni dei nomadi della steppa, in questo periodo d'instabilità politica, diffusero in Cina importanti innovazioni militari (cavalleria, sciabola, arcieri a cavallo, ecc.) ma impattarono anche la produzione artistica: intorno al 550 a.C., il c.d. "Stile animalistico" dei nomadi scito-siberiani inizia ad influenzare i bronzisti cinesi. È una nuova forma d'arte che combina scene di caccia, branchi d'animali selvatici, esseri ibridi e puro gioco grafico di colori attraverso l'applicazione di pelle tagliata o feltro. Questi effetti e motivi provenienti dall'arte delle steppe o dalle lacche dello stato di Chu, a sud dello Yangtze, sono trasposti nell'oreficeria del Henan: i bronzi sono arricchiti da tarsie, sempre in lastre, di rame, argento o oro. Con l'aumento della domanda comparvero nuovi oggetti domestici, con intarsi più pregiati: es. fermagli in bronzo con intarsi, in una grande varietà di forme e ornamenti che testimoniano anche qui l'influenza dell'arte barbara delle steppe ove però l'impostazione delle scene di guerra o caccia viene ripresa per la decorazione geometrica.

#### Periodo degli Stati Combattenti (453–221 a.C.)
L'avvio del Periodo degli Stati Combattenti (453–221 a.C.) esacerbò l'instabilità politica delle Primavere e degli Autunni, accompagnando gli Zhou orientali verso il loro definitivo collasso. Nel generale contesto d'una moltitudine di dinastie regali che si contendevano il potere, la committenza di preziosi ed oggetti rituali non fece che crescere, mentre l'evoluzione stilistica dei secoli precedenti proseguiva: la decorazione a tarsie di metalli pregiati, la forma tondeggiante del vasellame, ecc. Datano a questo periodo alcuni degli esemplari più rimarchevoli della bronzistica rituale cinese, quali il corredo funebre del marchese Yi di Zeng e, su tutti, il "Carro della tranquillità" del primo imperatore della Cina, Qin Shi Huang (r. 221–210 a.C.), che pose fine agli Zhou, agli Stati Combattenti e riunì il paese sotto un unico scettro.

Esempi di bronzi del Periodo degli Stati Combattenti
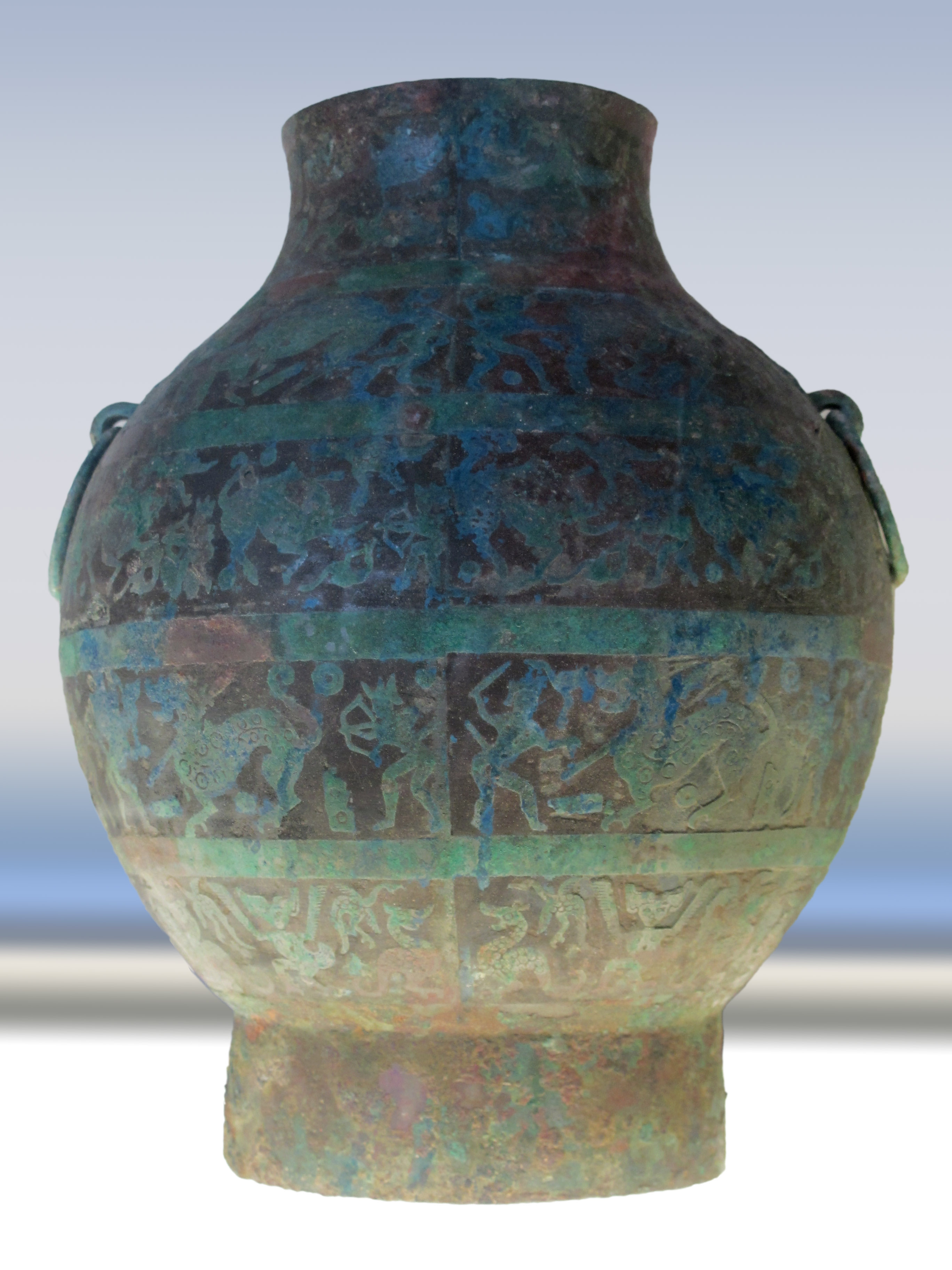
Hú con tarsie in rame raffiguranti una scena di caccia/battaglia (Museo Cernuschi).
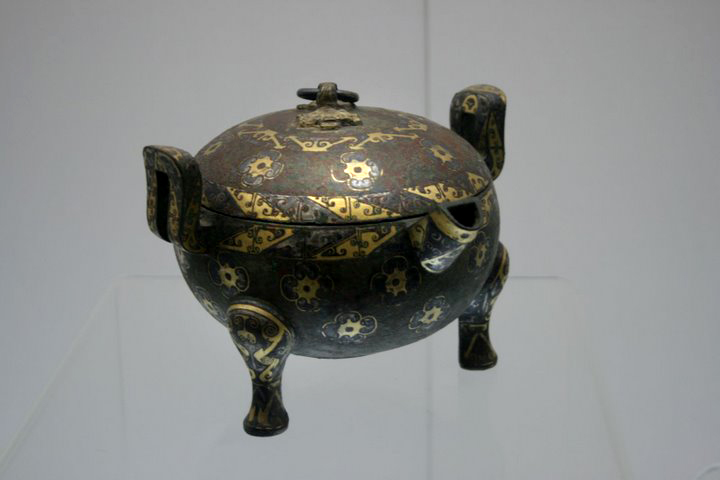
Dǐng con tarsie d'oro e argento (Museo di Liaoning).
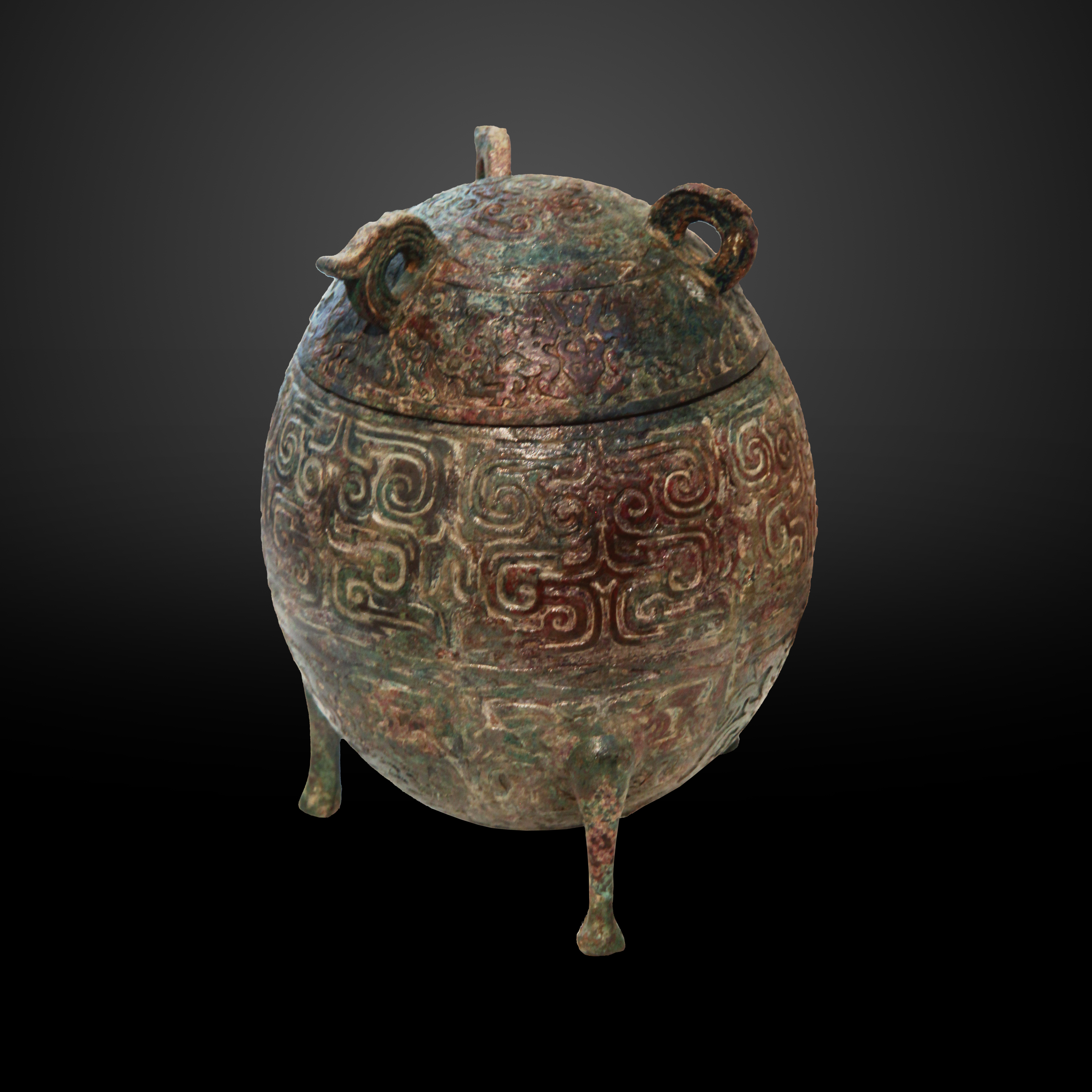
Duī ovoidale (Museo Guimet).
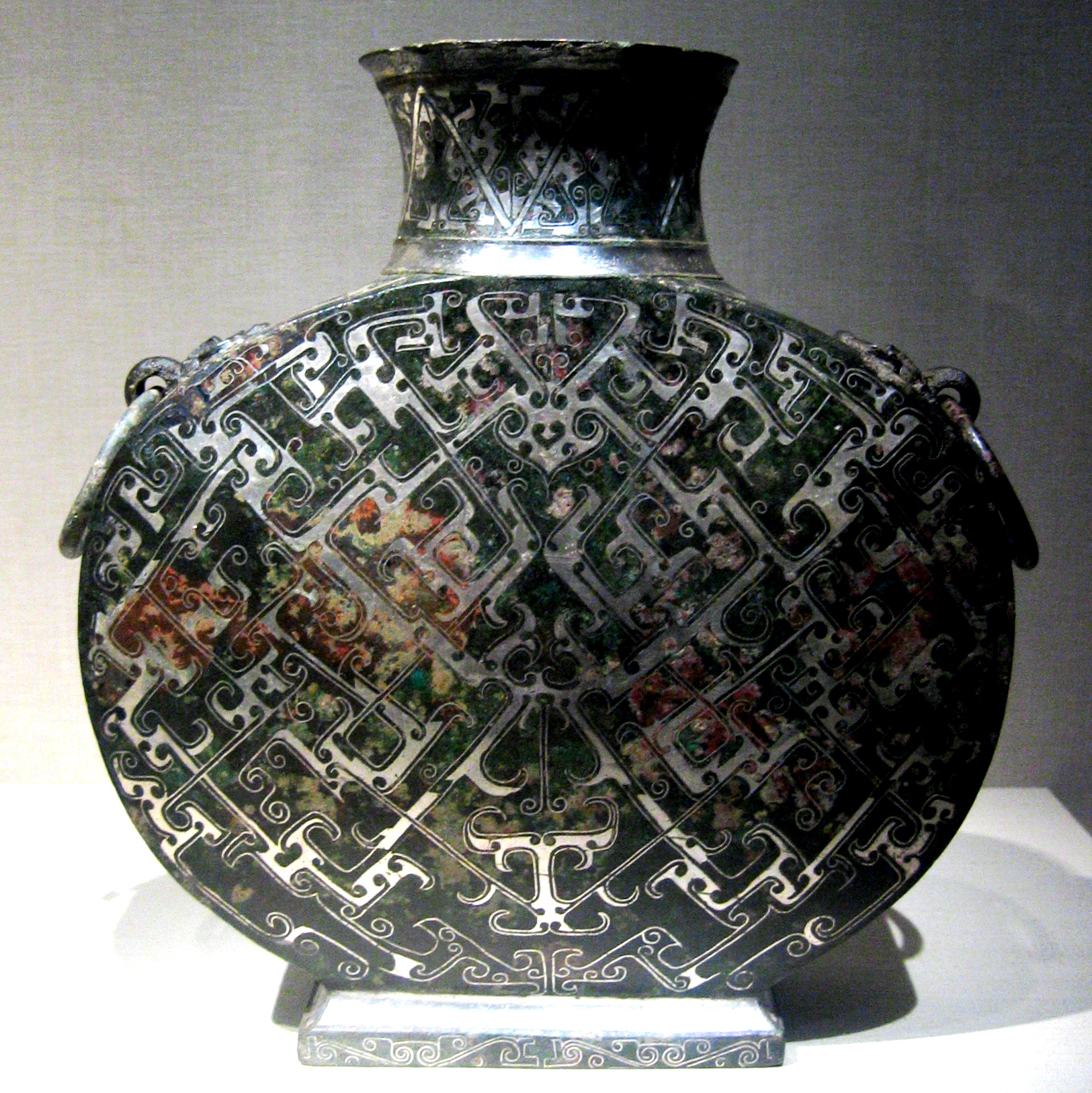
Fiasca con tarsie d'argento (Freer Gallery of Art, Smithsonian Institute)

### Revival
Come anticipato, a partire dalla dinastia Song, l'élite dominante dell'Impero cinese fu interessata da un forte intento archeologico di riscoperta dei bronzi rituali Shang e Zhou, fenomeno che non coinvolse soltanto le dinastie di effettiva etnia Han quali i Song o i Ming (1368–1644) ma anche le grandi dinastie "barbare" mongolo-tungushe degli Yuan (1271–1368) e Qing. Principiò allora un vero e proprio revival, protrattosi fino al XIX secolo, che promosse la produzione di imitazioni, non solo delle forme dei vasi antichi e dei loro ornamenti ma anche delle loro patine. La distribuzione dei cataloghi illustrati delle incisioni su legno permette di comprendere alcune delle metamorfosi che subirono gli originali antichi nelle imitazioni di cui furono fatti oggetto: non avendo le incisioni rispettato rigorosamente le forme iniziali, la ripresa di questi modelli attraverso l'immagine si tradusse nella diffusione di forme dissimili dalle originali c'erano nate per imitare. Tuttavia la qualità dei lavori rimase spesso eccezionale, con un minuzioso seppur interpretato arcaismo nei decori e nelle patine.
Si trattò comunque di un periodo di fermento per l'arte cinese che, nel ricreare e rielaborare, con coscienza o incoscienza che fosse, il modello arcaico non lesinò in sperimentazioni.
Anzitutto, non mancò il ricorso a medium plastici diversi dal bronzo: la predetta, apprezzatissima giada o il cristallo di rocca.
L'introduzione in Cina degli smalti cloisonné sotto i Ming portò poi a immaginarie e fantasiose creazioni ancora in epoca Qing. Nel Celeste Impero, il cloisonné è realizzato su una forma fusa in rame o bronzo: fissate le partizioni che disegnano i motivi, gli smalti, entro le zone delimitate dai tramezzi, sono fusi ripetutamente a bassa temperatura (circa 800 °C) fino ad ottenere una superficie uniforme e liscia, dopodiché le partizioni sono piallate e livellate e spesso decorate in oro. Sebbene questa tecnica, di origine straniera, inizialmente sembrasse volgare, fu presto apprezzata e poi portata alla perfezione sotto Ming Xuande (r. 1426–1435). Alcuni di questi cloisonné s'ispirarono ai bronzi rituali, nelle forme, nei motivi e nei colori, mentre altri presero a modello la contemporanea produzione di porcellana o lacca. La tecnica cloisonné è comunque simile a quella della porcellana cinese Fahua da cui deriva la porcellana Doucai, apparsa poco dopo il primo cloisonné. Sotto i Qing, alcuni cloisonné potevano avere elementi in bronzo dorato che ne rafforzano il lato attraente, utilizzati durante le cerimonie pubbliche. La tecnica degli smalti dipinti, inventata a Limoges nel XV secolo, fu introdotta in Cina sulla porcellana sotto Qing Kangxi (r. 1662–1722). Questi smalti, detti "famille rose" su porcellana, venivano applicati preferibilmente su rame, non su bronzo, con gli stessi effetti modellato e prospettico che si riscontravano in Occidente quando destinati all'esportazione.

Revival di bronzi rituali d'epoca Ming-Qing
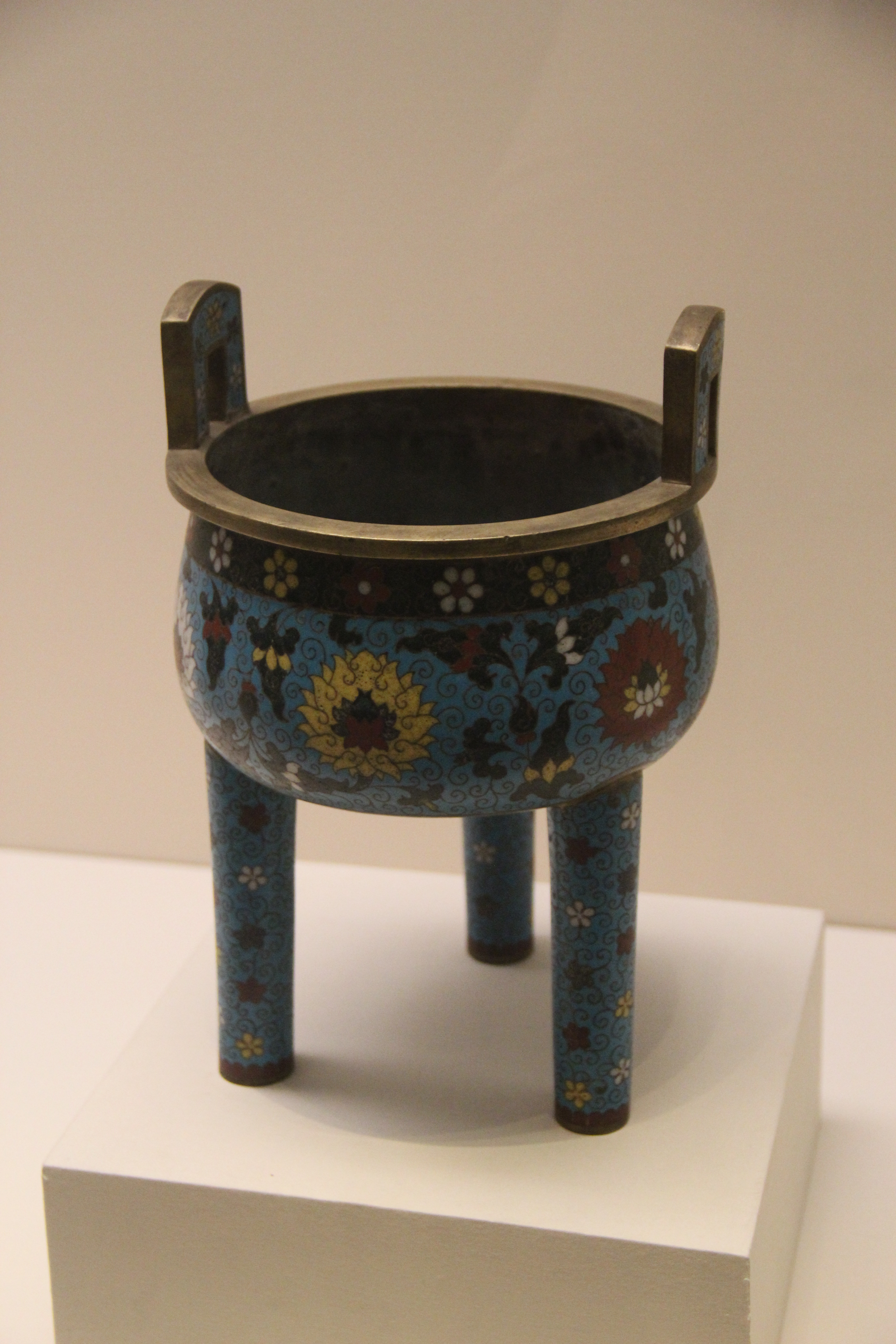
Dǐng in bronzo decorato cloisonné - dinastia Ming (Museo nazionale della Cina).
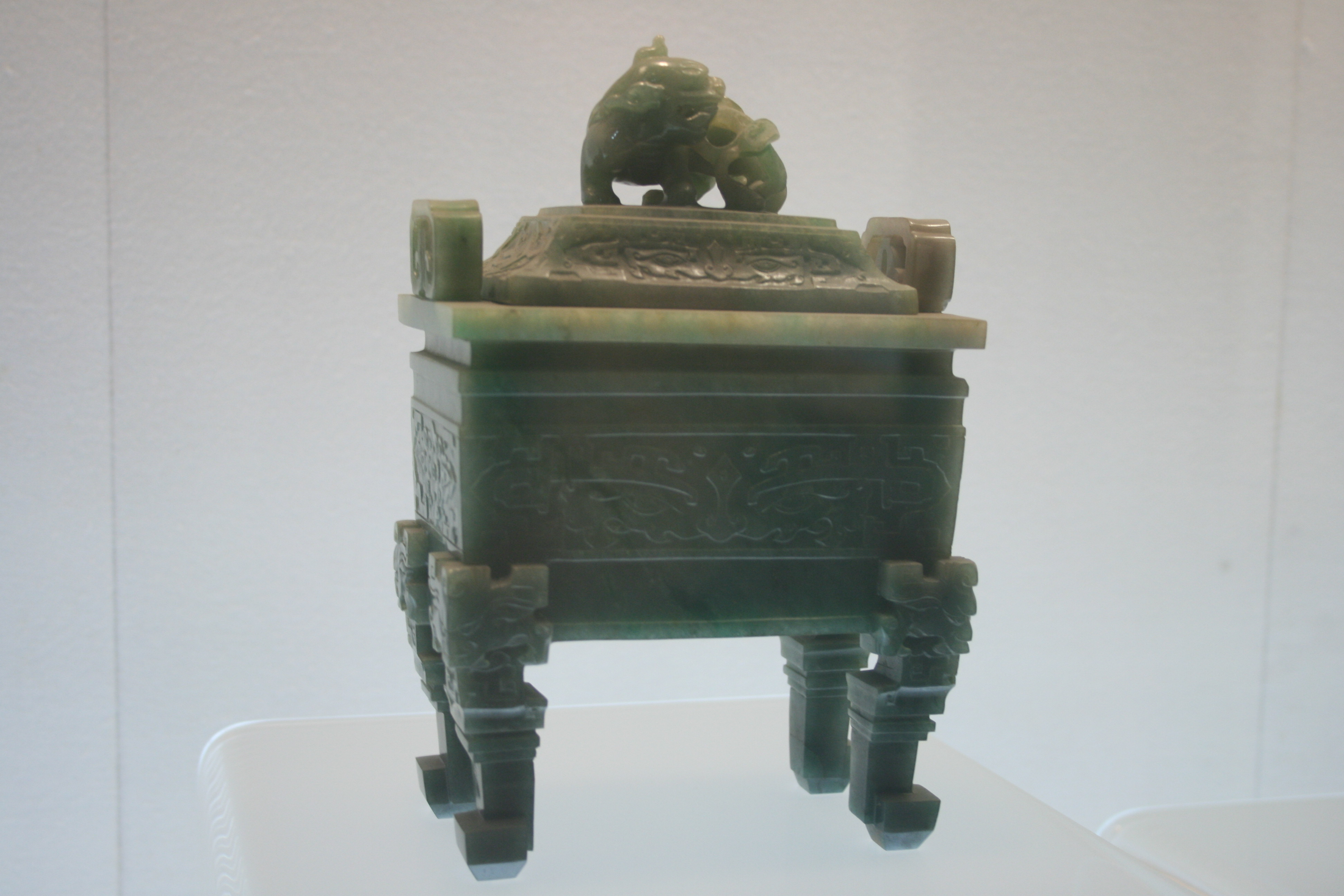
Fāngdăng in giada - dinastia Qing (Museo provinciale dello Jiangsu).
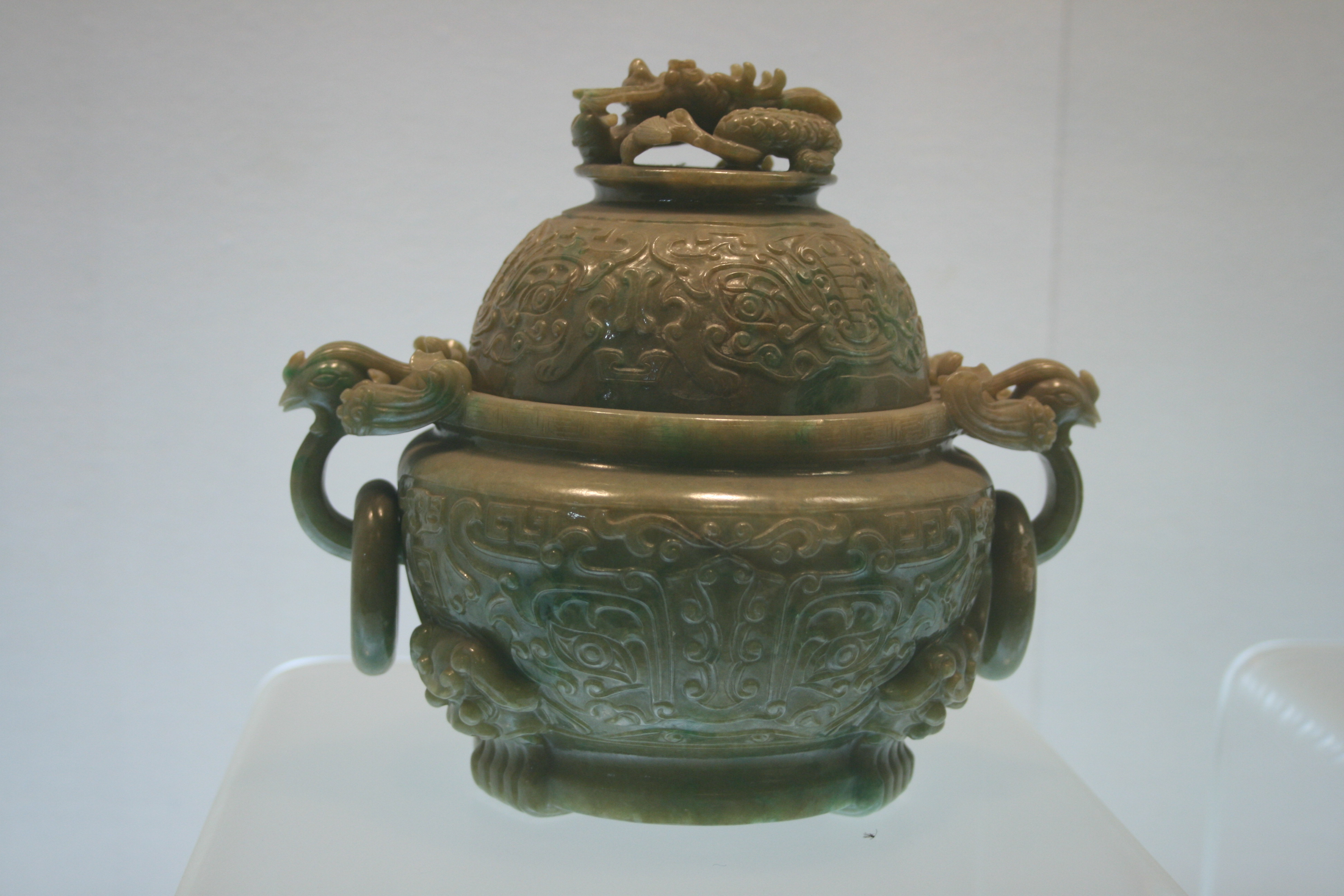
Guǐ in giada - dinastia Qing (Museo provinciale dello Jiangsu).
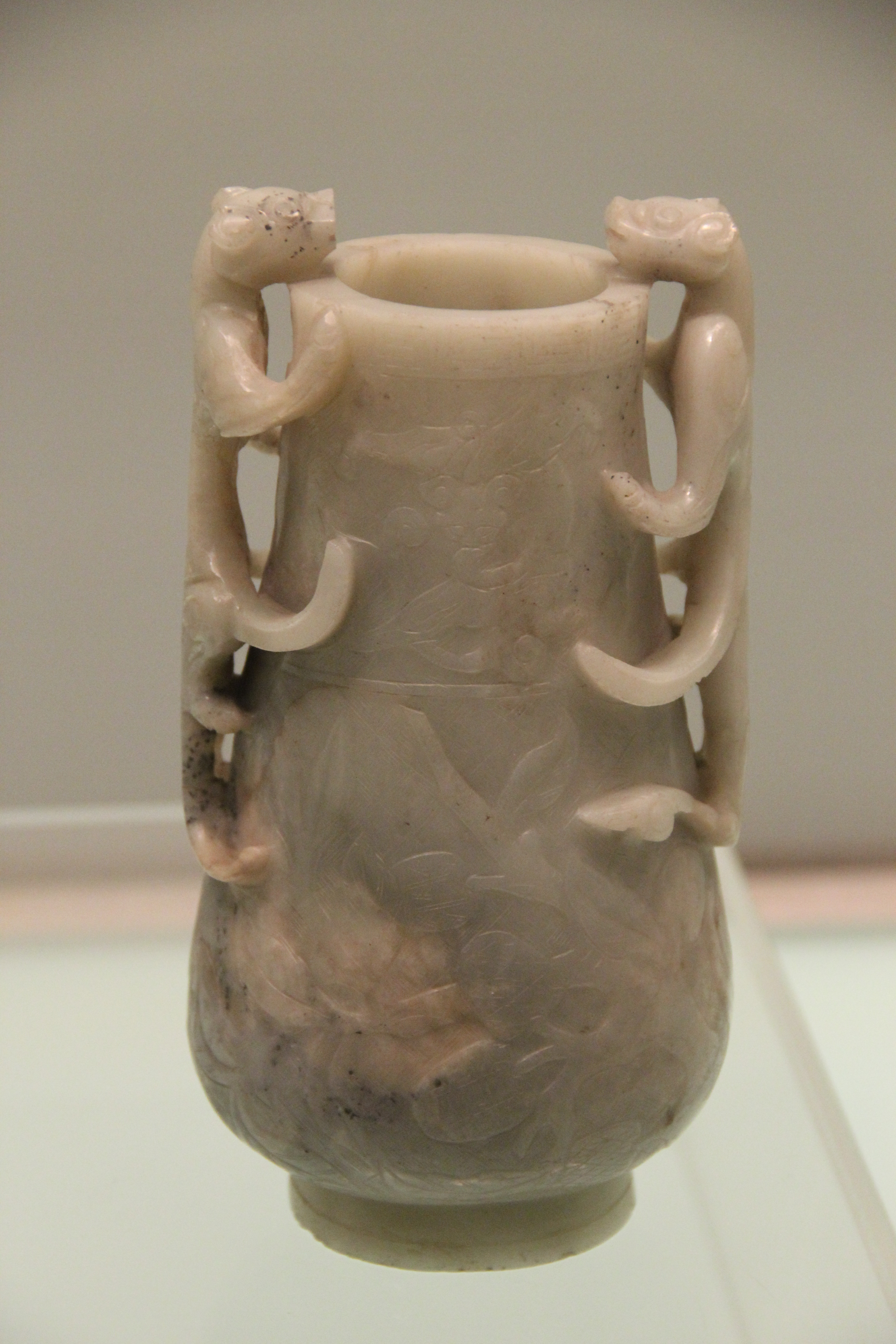
Hú in giada - dinastia Qing (National Palace Museum).
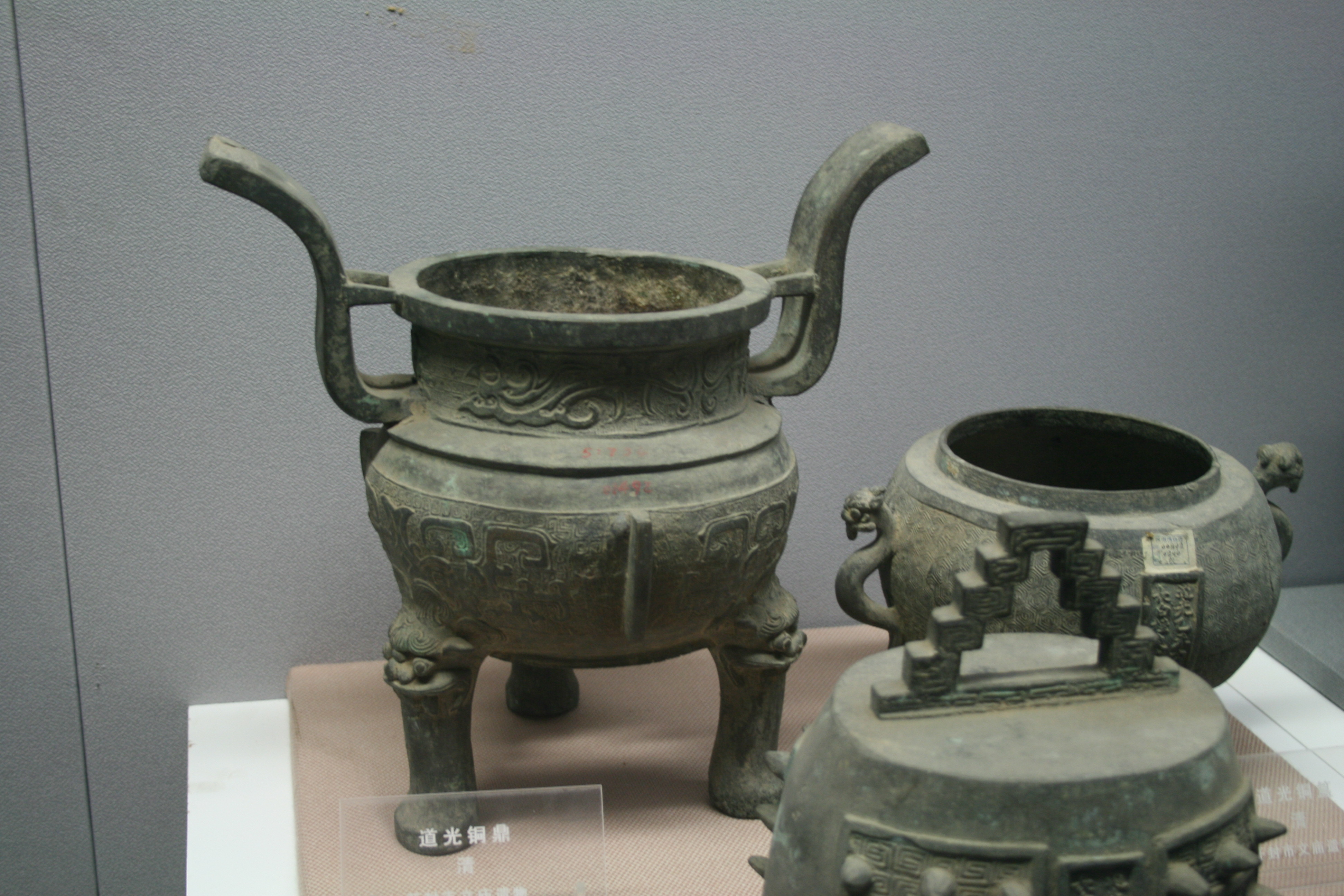
Dǐng in bronzo arcaicizzanti - dinastia Qing (Museo di Kaifeng).
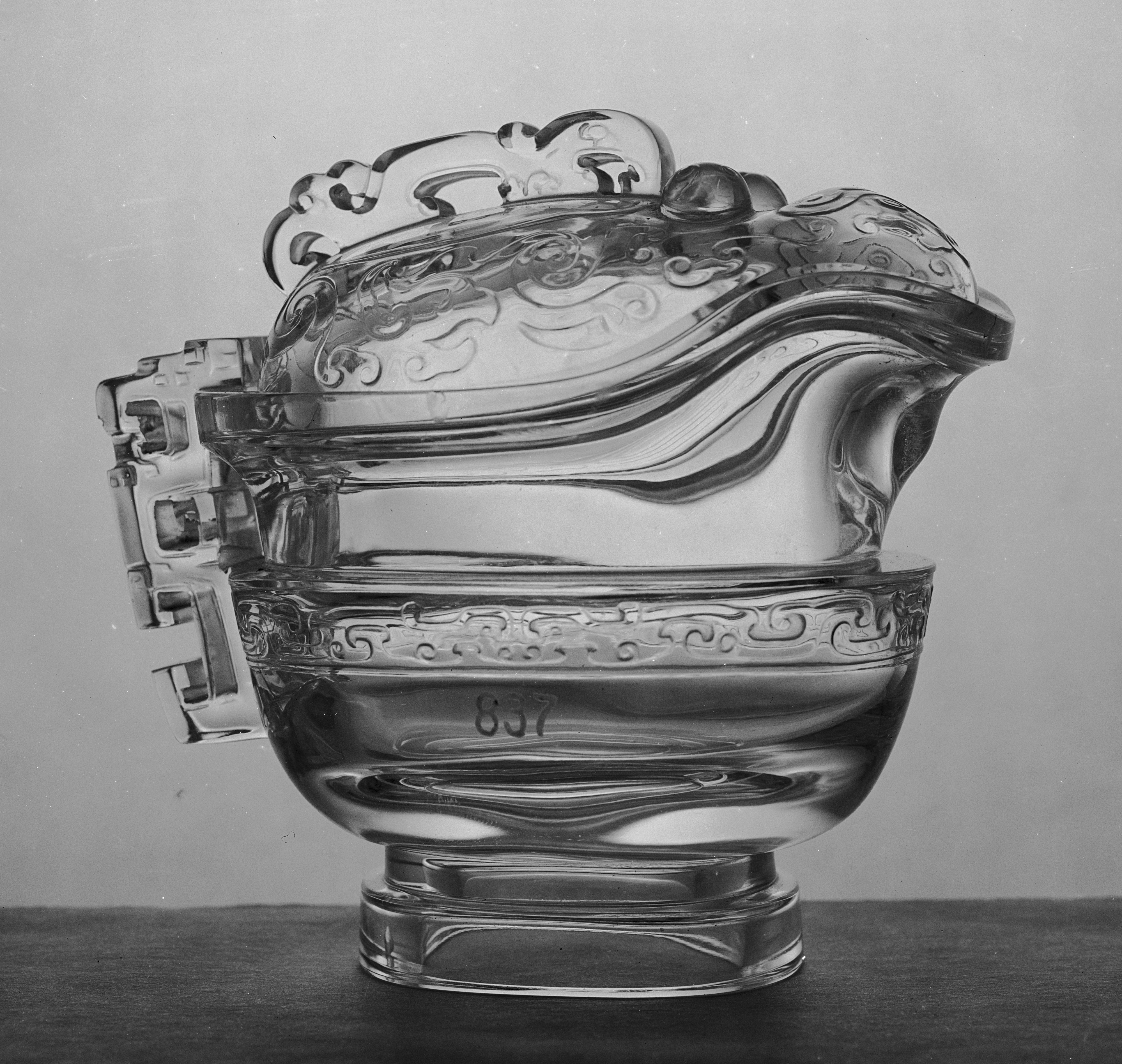
Gōng in cristallo di rocca - dinastia Qing (Metropolitan Museum of Art)

## Esemplari rimarchevoli
Bianzhong del marchese Yi di Zeng
Tra i vari bronzi rinvenuti nella già citata Tomba del marchese Yi di Zeng figura un enorme bianzhong, uno strumento musicale cinese descrivibile come un'orchestra di campane disposte su appositi graticci di legno. Il bianzhong in questione s'appoggiava a due serie di graticci, una di 7,48 metri (24,5 ft) x 2,65 metri (8 ft 8 in) e l'altra di 3,35 metri (11,0 ft) x 2,73 metri (8 ft 11 in), tra loro perpendicolari. Le campane sono in tutto 64, appese su tre livelli e divise in otto gruppi: 19 campane nei tre gruppi al livello più alto; 33 campane nei tre gruppi nel livello intermedio; e 12 campane nei due gruppi del livello inferiore. La campana più grande è alta 153,4 centimetri (60,4 in) e pesa 203,6 chilogrammi (449 lb), la più piccola è alta 20,4 centimetri (8,0 in) e pesa 2,4 chilogrammi (5,3 lb). Le campane recano iscrizioni con riferimenti sonori che dettagliano la relazione tra le note musicali in uso presso gli stati di Zeng, Chu e Zhou.
Il set di campane bronzee era completato da una seconda orchestra composta da pietre sonore, due tamburi, flauti e strumenti a corda.
"Carro della Tranquillità" di Qin Shi Huang
A poca distanza dalle fosse che contenevano il celeberrimo Esercito di terracotta presso il primo recinto del Mausoleo del Primo imperatore, gli scavi hanno rinvenuto due carri e la loro quadriga, in scala ½, in bronzo dipinto. Gli animali e i conducenti sono dipinti con biacca, i carri dipinti con colori scintillanti. Questo eccezionale insieme è prova della perfetta padronanza dei giochi di scala e del loro utilizzo a fini simbolici, nonché di una sorprendente facilità nella creazione di figure realistiche per l'uomo, il cavallo e tutto il materiale quotidiano riprodotto da parte dei bronzisti del tardo Periodo degli Stati Combattenti. Il carro cerimoniale in bronzo è coperto da un baldacchino circolare teso da costoloni, sopra il corpo a sezione quadrata. Queste forme, cerchio su quadrato, evocano simbolicamente Terra e Cielo, per questo carro che sembra essere quello dell'imperatore stesso, posto quindi tra Terra e Cielo. L'uso rituale/simbolico del bronzo passa qui dal semplice veicolo di libagioni ultraterrene ad un più profondo valore psicopompo: il vaso/carro è il veicolo che riporta l'anima del defunto al regno degli spiriti e degli immortali.
Houmuwu Dǐng
Realizzato per Fu Jing, prima moglie del sopracitato Shang Wu Di, rinvenuto presso il sito Shang di Anyang ed oggi conservato presso il Museo nazionale della Cina a Pechino, con i suoi 832,84 chilogrammi (1 836,1 lb), questo Dǐng a sezione rettangolare su quattro gambe cilindriche è il più grande bronzo antico mai ritrovato, nonché un pezzo unico nel suo genere.

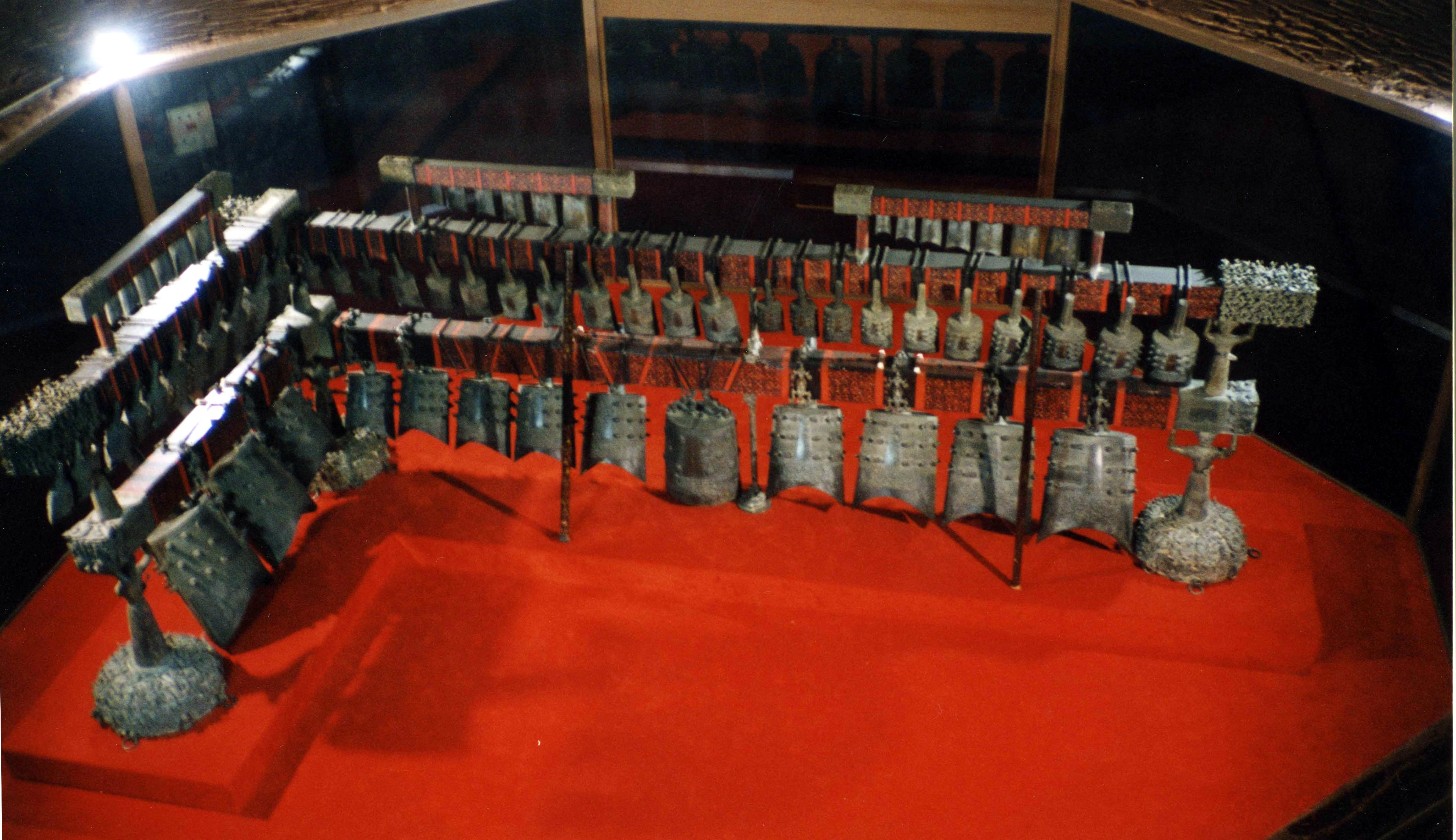
Bianzhong del marchese Yi di Zeng.
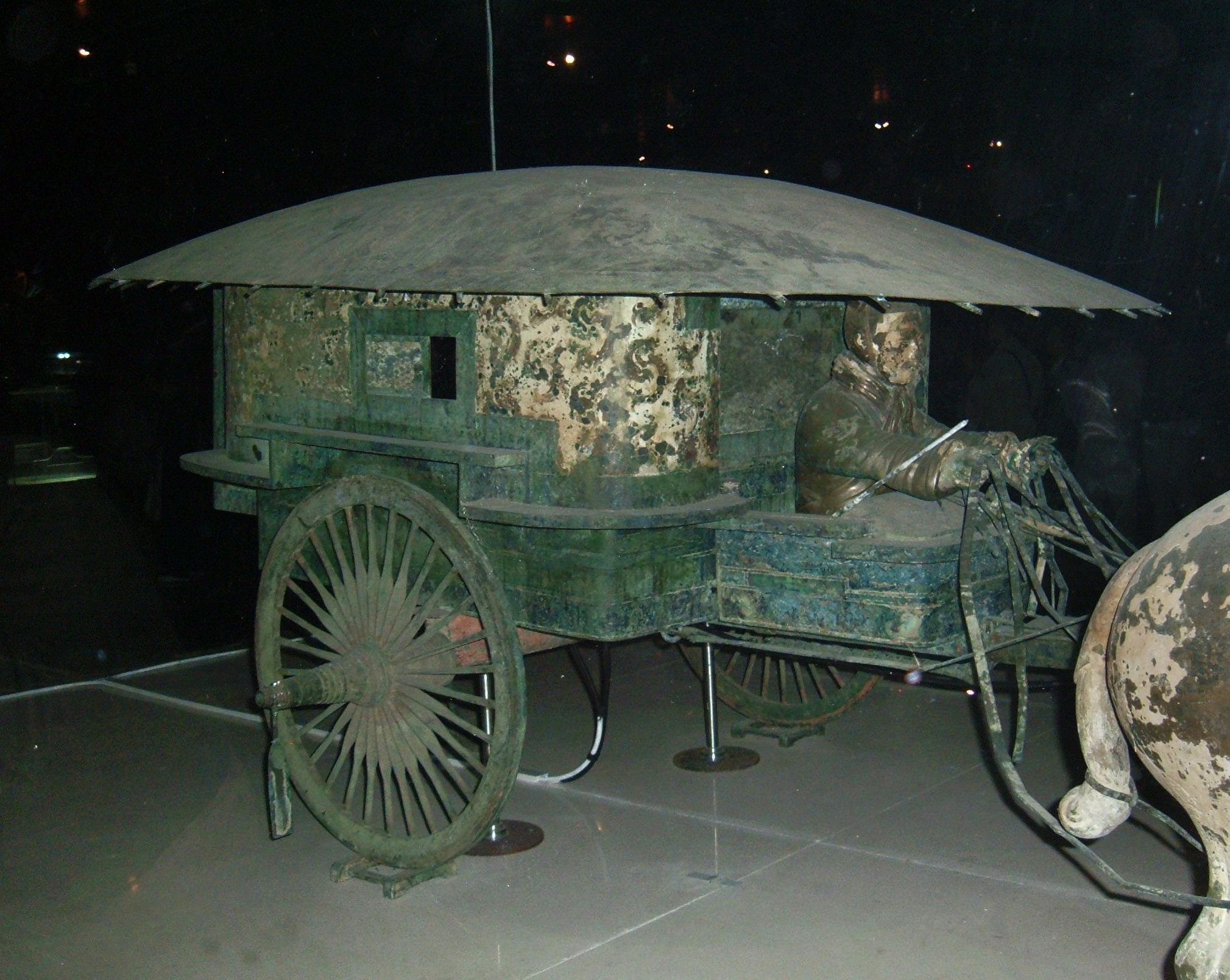
Carro della tranquillità del Primo imperatore della Cina in bronzo dorato (Mausoleo del primo imperatore Qin a Xi'an).
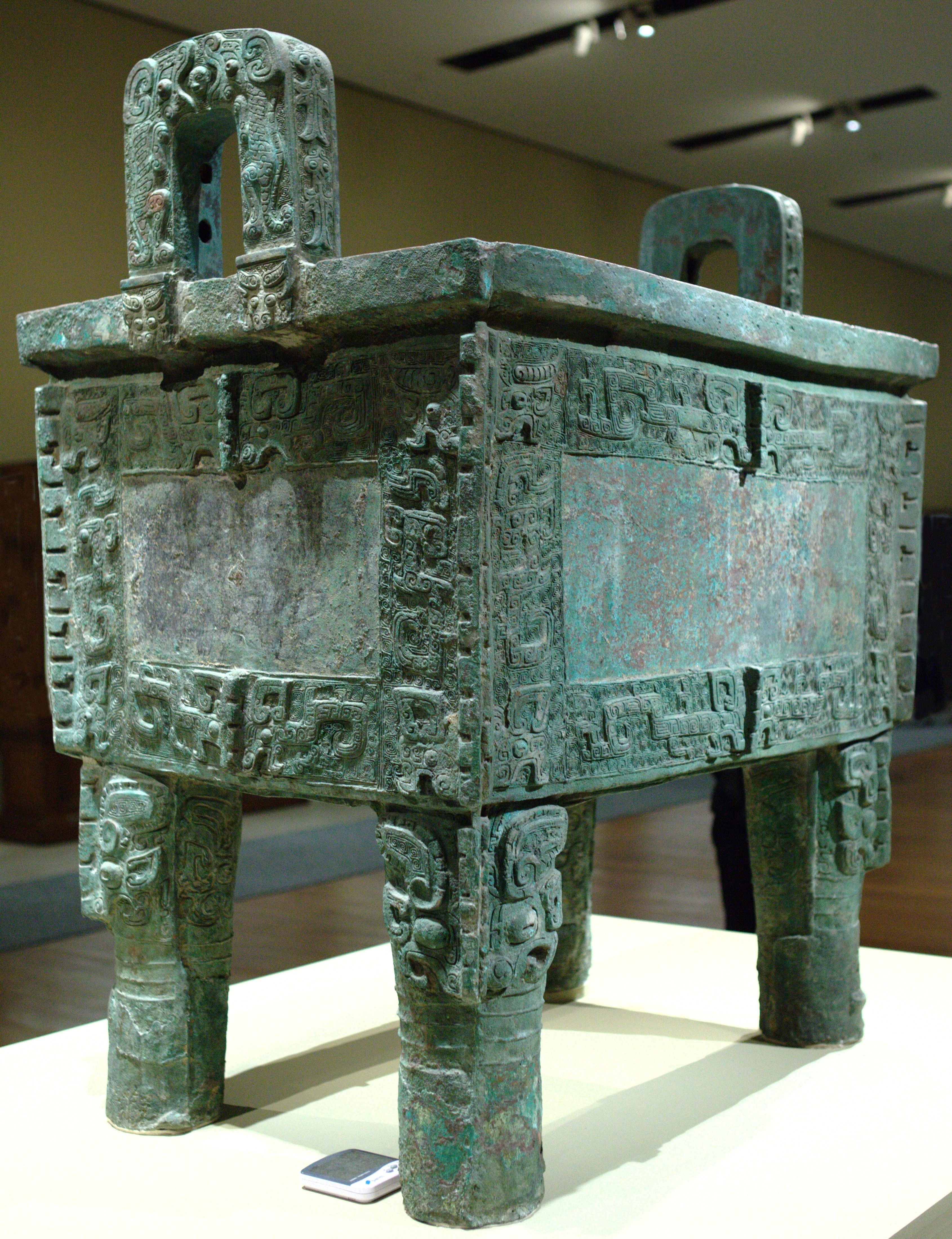
Houmuwu Dǐng (Museo nazionale della Cina).

### Esplicative
1. ↑  (EN) Jessica Rawson, China and the steppe: reception and resistance, in Antiquity, vol. 91, 2017,  pp. 375-388, DOI:10.15184/aqy.2016.276.
«Lo sviluppo di diverse tecnologie chiave in Cina - metallurgia del bronzo e del ferro e carri trainati da cavalli - nacque dalle relazioni della Cina centrale, del periodo Erlitou (1700-1500 a.C. circa), degli Shang (1500-1046 a.C. circa) e delle dinastie Zhou (1046–771 a.C.), con i loro vicini nella steppa. Gli intermediari in questi scambi erano gruppi disparati in un'ampia area di confine di terre relativamente elevate intorno al cuore della Cina, le pianure centrali. Le società della Cina centrale erano già così avanzate che, quando furono adottate queste innovazioni straniere, si trasformarono all’interno di sistemi sociali e culturali altamente organizzati.»
2. ↑  (EN) Mei Jianjun, Cultural Interaction between China and Central Asia during the Bronze Age (PDF), in Proceedings of the British Academy, vol. 121, 2003,  pp. 1-39.
«[...] l'argomentazione per un possibile contatto Afanasievo-Xinjiang basata sui ritrovamenti nel cimitero di Gumugou nel bordo nord-orientale del bacino del Tarim sembrerebbe ragionevole e deve essere mantenuta aperta per futuri ritrovamenti archeologici. In altre parole, la possibilità della dispersione della prima metallurgia basata sul rame dalla steppa eurasiatica allo Xinjiang e più a est fino al Gansu non può essere esclusa al momento e dovrà essere presa in considerazione quando saranno disponibili ulteriori prove archeologiche..»

### Bibliografiche
1. ↑  (EN) Altar Set, su Metropolitan Museum of Art. URL consultato il 19 novembre 2017.
2. 1 2 3 4   Innocenzo Vigoroso, La fusione in bronzo attraverso i secoli, Edizioni grafiche Manfredi, 1998,  pp. 17-20.
3. 1 2  Rawson 2007, pp. 44-60.
4. ↑  (EN) Wu Hung, Monumentality in Early Chinese Art and Architecture, Stanford University Press, 1995,  pp. 11 e 13.
5. ↑  Rawson 2007, pp. 33-34.
6. 1 2  (EN) Sascha Pare, Researchers decode metal-making recipes in ancient Chinese text, in The Guardian, 2022.
7. ↑  (EN) Richard Von Glahn, The Economic History of China: From Antiquity to the Nineteenth Century, Cambridge University Press, 2016,  p. 11, ISBN 978-1-139-34384-8.
8. 1 2 3  (EN) Julia M. White e Emma C. Bunker, Adornment for Eternity : Status and Rank in Chinese Ornament, Denver Art Museum in Association with the Woods Pub, 1994.
9. ↑  Rawson 2007, p. 33.
10. ↑  (EN) Excavations at the Tomb of Fu Hao, su National Gallery of Art, 18 agosto 2007. URL consultato il 21 giugno 2024 (archiviato dall'url originale il 18 agosto 2007).
11. 1 2  Bagley 1999, p. 197.
12. ↑  (RO) Jaques Gernet, Lumea chineză (the first volume), Editura meridiane, 1987,  pp. 67-68.
13. ↑  (EN) Yunxiang Bai, A Discussion on Early Metals and the Origins of Bronze Casting in China (PDF), in Chinese Archaeology, vol. 3, 2003,  pp. 157-165, DOI:10.1515/char.2003.3.1.157.
14. 1 2  (EN) Liu L, The Chinese neolithic: trajectories to early states[collegamento interrotto], Cambridge, Cambridge University Press, 2004, ISBN 0-521-81184-8.
15. ↑  Chang 1982, p. 1.
16. ↑  (EN) Allan S, Erlitou and the Formation of Chinese Civilization: Toward a New Paradigm, in The Journal of Asian Studies, vol. 66, n. 2, Cambridge University Press, maggio 2007,  pp. 461-496, DOI:10.1017/S002191180700054X.
17. ↑  (EN) Liu L e Xu H, Rethinking Erlitou: legend, history and Chinese archaeology, in Antiquity, vol. 81, n. 314, 2007,  pp. 886-901, DOI:10.1017/S0003598X00095983. URL consultato il 2009.
18. ↑  Chang 1982, pp. 1 e 6-7.
19. ↑  (EN) S. Liu [et al.], Did China Import Metals from Africa in the Bronze Age?, vol. 60, n. 1, 2018,  pp. 105-117, DOI:10.1111/arcm.12352.
20. ↑  (EN) R.S.J. Cannon, A.P. Pierce e M.H. Delevaux, Lead isotope variation with growth zoning in a galena crystal, in Science, vol. 142, 1963,  pp. 574-576, Bibcode:1963Sci...142..574C, DOI:10.1126/science.142.3592.574, PMID 17738562.
21. ↑  (EN) J.R. Wood e Y. Liu, A Multivariate Approach to Investigate Metallurgical Technology: The Case of the Chinese Ritual Bronzes, in Journal of Archaeological Method and Theory, vol. 30, n. 3, 2022,  pp. 707-756, DOI:10.1007/s10816-022-09572-8.
22. 1 2  (EN) Wilma Fairbank, Piece-Mold Craftsmanship and Shang Bronze Design, in Archives of the Chinese Art Society of America, vol. 16, 1962,  pp. 9-13, JSTOR 20067039.
23. ↑  Nickel 2006, p. 33.
24. 1 2 3  Rawson 2007, pp. 44-50.
25. ↑  Peng 2020, pp. 23-24.
26. ↑  Peng 2020.
27. 1 2 3  (EN) Julius Thomas Fraser e Francis C. Haber, Time, Science, and Society in China and the West, Amherst, University of Massachusetts Press, 1986,  p. 227, ISBN 0-87023-495-1.
28. 1 2 3  (EN) John King Fairbank e Merle Goldman, China: A New History, 2. ed. ampliata, Cambridge [e] Londra, The Belknap Press of Harvard University Press, 2006  [1992],  p. 33, ISBN 0-674-01828-1.
29. ↑  (EN) Gerald Holzworth, China: The Three Emperors 1662–1795, The Royal Academy of Arts, 2005. URL consultato il 21 giugno 2024 (archiviato dall'url originale il 12 dicembre 2005).
30. ↑  Rawson 2007, p. 77.
31. 1 2  Rawson 2007, pp. 187-188.
32. 1 2  Bernon 2013, pp. 8-9.
33. ↑  Elisseeff 2008, p. 369.
34. ↑  Béguin e Chengyuan 1998, pp. 45-54.
35. ↑  (EN) Covered Food Container, su The Walters Art Museum.
36. ↑  Erdberg 1993, p. 20.
37. ↑  (EN) Qiu Xigui, Chinese Writing, traduzione di Gilbert Mattos e Jerry Norman, Early China Special Monograph Series, n. 4, Berkeley, The Society for the Study of Early China and the Institute of East Asian Studies, University of California, Berkeley, 2000, ISBN 1-55729-071-7.
38. ↑  Shaughnessy 1992, pp. xv–xvi.
39. ↑  Shaughnessy 1992, pp. 76-83.
40. ↑  Shaughnessy 1992, p. 107.
41. ↑  Allan 1991, p. 145.
42. ↑  Bagley 1987, p. 19.
43. ↑  Kesner 1991, p. 51.
44. ↑  Kesner 1991.
45. 1 2  Loehr 1953, pp. 47-48.
46. 1 2  Bagley 1999, pp. 150-153.
47. 1 2 3  Bagley 1999, pp. 153-154.
48. ↑  (EN) Ladislav Kesner, The Taotie Reconsidered: Meaning and Functions of the Shang Theriomorphic Imagery, in Artibus Asiae, vol. 51, 1991,  pp. 29-53.
49. ↑  Loehr 1953, pp. 43-44.
50. ↑  Bagley 1999, pp. 146-147.
51. 1 2  Loehr 1953, pp. 45-46.
52. 1 2  Bagley 1999, pp. 147-148.
53. ↑  Béguin e Chengyuan 1998, p. 67.
54. ↑  Elisseeff 2008, p. 137.
55. 1 2  Loehr 1953, p. 46.
56. 1 2  Bagley 1999, pp. 148-149.
57. ↑  Ed. in Béguin e Chengyuan 1998, p. 68.
58. ↑  Loehr 1953, pp. 46-47.
59. ↑  Bagley 1999, pp. 149-150.
60. ↑  Descrizione in Béguin e Chengyuan 1998, pp. 64 e 87.
61. ↑  Loehr 1953, pp. 48-49.
62. ↑  Già ed. in Loehr 1953, Fig. 7.
63. ↑  Già ed. in Bagley 1999, p. 152.
64. ↑  Già ed. in Loehr 1953, Fig. 18.
65. 1 2 3  Shaughnessy 1992, p. 126.
66. ↑  Shaughnessy 1992, p. 129.
67. 1 2  Béguin e Chengyuan 1998, p. 54.
68. ↑  (EN) Robert Tignor [et al.], Worlds Together, Worlds Apart, vol. 1, 4. ed., W.W. Norton, 2013,  p. 153, ISBN 978-0-393-92208-0.
69. 1 2 3 4 5  Rawson 1999, p. 360.
70. 1 2  Shaughnessy 1992, p. 128.
71. ↑  Shaughnessy 1992, pp. 129-130.
72. ↑  Shaughnessy 1992, p. 130.
73. 1 2 3  Bernon 2013, p. 92.
74. ↑  Shaughnessy 1999, p. 331.
75. ↑  Shaughnessy 1992, pp. 126-127.
76. ↑  Sun 2020, p. 454.
77. ↑  Sun 2020, p. 456.
78. ↑  Rawson 1999, p. 393.
79. ↑  Sun 2020, p. 452.
80. ↑  Shaughnessy 1999, pp. 320-322.
81. ↑  Sun 2020, p. 459.
82. ↑  (EN) Zhaofeng Xu, Considering Chengzhou ('Completion of Zhou') and Wangcheng ('City of the King') (PDF), in Chinese Archaeology. URL consultato il 22 luglio 2015 (archiviato dall'url originale il 22 luglio 2015).
83. ↑  Xu 2020, pp. 537-538.
84. ↑  Lefebvre d'Argence 1977, pp. 122-123.
85. ↑  Chang 1981, pp. 156-169.
86. ↑  Xu 2020, p. 538.
87. ↑  Béguin e Chengyuan 1998, p. 139.
88. 1 2  Delacour 2001, p. 23.
89. ↑  Gascuel et al. 2014, pp. 31-32.
90. ↑  Ed. in Bernon 2013, p. 174.
91. ↑  Rawson 2007, p. 190.
92. ↑  Rawson 2007, pp. 68-69.
93. ↑  Elisseeff 2008, pp. 180-181.
94. ↑  (FR) Flora Blanchon [et al.], Arts et histoire de Chine, vol. 2, Parigi, Presses universitaires de Paris-Sorbonne, 1999,  p. 49, ISBN 2-84050-123-6.
95. ↑  Li 2011, pp. 28-30.

### Fonti
- (ZH) 考工記T, 考工记S, Kao Gong JiP, lett. "Registrazione d'una recensione di [varie] opere", V-III secolo a.C..
- (ZH) 西清古鑑T, 西清古鉴S, Xīqīng GǔjiànP, Hsi ch'ing ku chienW, Catalogo dei bronzi rituali della Collezione Imperiale Qing, 1749–1755.

### Studi
Specifici
- (EN) Robert W. Bagley, Shang Ritual Bronzes in the Arthur M. Sackler Collections, Harvard University Press, 1987, ISBN 0-674-80525-9.
- (FR) Gilles Béguin e Ma Chengyuan, Rites et festins de la Chine antique : Bronzes du musée de Shanghai, Parigi, Findakly, 1998, ISBN 2-87900-365-2.
- (FR) Olivier de Bernon, Trésors de la Chine ancienne : Bronzes rituels de la collection Meiyintang, Parigi, Musée des arts asiatiques Guimet. Mare & Martin, Marie-Catherine Rey, 2013, ISBN 979-10-92054-16-3.
- Mario Bussagli, Bronzi cinesi, Elite, Fratelli Fabbri Editori, 1966.
- (FR) Catherine Delacour, De bronze d’or et d’argent : Arts somptuaires de la Chine, Parigi, Réunion des musées nationaux, 2001, ISBN 2-7118-4108-1.
- (EN) Dawn Ho Delbanco, Art From Ritual: Ancient Chinese Bronze Vessels from the Arthur M. Sackler Collections, Washington D.C., The Arthur M. Sackler Foundation, 1983, ISBN 0-916724-54-9.
- (EN) Eleanor von Erdberg, Ancient Chinese Bronzes: Terminology and Iconology, Siebenberg-Verlag, 1993.
- (EN) Wen Fong (a cura di), Great Bronze Age of China : an exhibition from the People's Republic of China, New York, Alfred A. Knopf, Metropolitan Museum of Art, 1980, ISBN 978-0-87099-226-1.
- (EN) Robert J. Herold, A Family of Post-Han Ritual Bronze Vessels, in Artibus Asiae, vol. 37, n. 4, 1975,  pp. 259-279.
- (EN) Willem Heusden, Ancient Chinese Bronzes, ed. privata a cura dell'A., 1952.
- (EN) J. Edward Kidder, Early Chinese Bronzes in the City Art Museum of St. Louis, Washington University Press, 1956.
- (EN) Rene-Yvon Lefebvre d'Argence, Bronze Vessels in the Avery Brundage Collection, San Francisco, CA, Asian Art Museum, 1977,  pp. 122-123.
- (EN) Xueqin Li, The Wonder of Chinese Bronzes, Pechino, 1980.
- (EN) Max Loehr, Ritual Vessels of Bronze Age China, New York, Asia Society, 1968.
- (EN) Max Loehr, The Bronze Styles of the Anyang Period (1300–1028 B.C.), in Archives of the Chinese Art Society of America, vol. 7, 1953,  pp. 42-53, JSTOR 20066953.
- (EN) Lukas Nickel, Imperfect Symmetry: Re-Thinking Bronze Casting Technology in Ancient China, in Artibus Asiae, vol. 66, n. 1, 2006, JSTOR 25261842.
- (EN) Liou Ping-hen, Bronzes of the Shang and Zhou Dynasties, National Museum of History Republic of China, 1989.
- (EN) John Pope, The Freer Chinese Bronzes, Smithsonian publication, 1967.
- (EN) Cheng Qinhua, Chinese Bronzes: A General Introduction, Pechino, Foreign Language Press, 1995, ISBN 7-119-01387-4.
- (EN) Jessica Rawson, Chinese Bronzes: Art and Ritual, Londra, British Museum, 1987.
- (EN) Yu Sing e Caron Smith, Ringing Thunder- Tomb Treasures from Ancient China, San Diego Museum of Art, 1999, ISBN 0-937108-24-3.
- (EN) Yan Sun, Bronze vessels: style, assemblages, and innovations of the Western Zhou period, in Childs-Johnson 2020, pp. 451-470, 2020.
- (EN) William Watson, Ancient Chinese bronzes, Rutland, Charles E. Tuttle & Co., 1962.
- (EN) Charles D. Weber, Chinese Pictorial Bronze Vessels of the Late Chou Period. Part IV, in Artibus Asiae, vol. 30, n. 2/3, 1968,  pp. 145-213 e 215-236.

Consultazione - Arte cinese
- (EN) Sarah Allan, The Shape of the Turtle: Myth, Art, and Cosmos in Early China, State University of New York Press, 1991, ISBN 978-0-7914-9449-3.
- (FR) Hélène Gascuel [et al.], Sublimes matières : À travers 5000 ans de création en Chine, Parigi, Guimet, 2014, ISBN 979-10-90262-13-3.
- (EN) Ladislav Kesner, The Taotie Reconsidered: Meaning and Functions of the Shang Theriomorphic Imagery, in Artibus Asiae, vol. 51, n. 1/2, 1991,  pp. 29-53, JSTOR 3249675.
- (EN) Thomas Lawton, Chinese Art of the Warring States Period: Change and Continuity, Washington, D.C., Smithsonian Institution, 1983,  pp. 32-42.
- (EN) Jessica Rawson (a cura di), The British Museum Book of Chinese Art, 2. ed. ill., British Museum Press, 2007, ISBN 978-0-7141-2446-9.
- (EN) Xiolong Xu, Cultures and styles during the Springs and Autumns period, in Childs-Johnson 2020, pp. 528-578, 2020.

Consultazione - Archeologia
- (EN) Robert Bagley, 3. Shang archaeology, in Loewe e Shaughnessy 1999, pp. 124-231, 1999.
- (EN) K.C. Chang, Archaeology and Chinese Historiography, in World Archaeology, vol. 13, 1981,  pp. 156-169, DOI:10.1080/00438243.1981.9979823.
- (EN) K.C. Chang, Studies of Shang Archaeology, Yale University Press, 1982.
- (EN) Elizabeth Childs-Johnson (a cura di), The Oxford Handbook of Early China, Oxford University Press, 2020, DOI:10.1093/oxfordhb/9780199328369.013.21, ISBN 978-0-19-932836-9.
- (FR) Danielle Elisseeff, Art et archéologie : la Chine du néolithique à la fin des Cinq Dynasties (960 de notre ère), Manuels de l'École du Louvre, Parigi, École du Louvre, 2008, ISBN 978-2-7118-5269-7.
- (EN) Lothar von Falkenhausen, 7. The Waning of the Bronze Age: Material Culture and Social Developments, 770–481 B.C., in Loewe e Shaughnessy 1999, pp. 450-544, 1999.
- (EN) David N. Keightley, 4. The Shang: China's first historical dynasty, in Loewe e Shaughnessy 1999, pp. 232-291, 1999.
- (EN) Song Li, Chinese Bronze Ware, Cambridge University Press, 2011,  pp. 28-30, ISBN 978-0-521-18685-8.
- (EN) Michael Loewe e Edward L. Shaughnessy (a cura di), The Cambridge History of Ancient China : From the Origins of Civilization to 221 BC, The Cambridge History of China, Cambridge University Press, 1999, ISBN 978-0-521-47030-8.
- (EN) Peng Peng, Metalworking in Bronze Age China: The Lost-Wax Process, Cambria Press, 2020, ISBN 978-1-60497-962-6.
- (EN) Jessica Rawson, 6. Western Zhou archaeology, in Loewe e Shaughnessy 1999, pp. 352-449, 1999.
- (EN) Edward L. Shaughnessy, Sources of Western Zhou History: Inscribed Bronze Vessels, University of California Press, 1992, ISBN 978-0-520-07028-8.
- (EN) Edward L. Shaughnessy, 5. Western Zhou History, in Loewe e Shaughnessy 1999, pp. 292-351, 1999.